# Comandes catalanes de l'orde del Temple

La creu patent roja fou la més utilitzada per l'orde del Temple

L'orde religiosomilitar del Temple va néixer a Terra Santa a inicis del segle xii després que la Primera Croada hagués conquerit Síria i Palestina. L'any 1119, un petit grup de cavallers croats (nou segons la tradició) s'uniren en confraternitat per defensar la Basílica del Sant Sepulcre i acompanyar i protegir els pelegrins que arribaven a Terra Santa. Aquell grup, entre els quals hi havia Hug de Payens, creà un incipient orde militar, que l'any 1120 aprovà el concili de Nablus presidit pel rei Balduí i el Patriarca de Jerusalem. Balduí cedí als “Pobres cavallers de Crist” (aquest fou el seu nom) part del palau que tenia a l'Esplanada de Jerusalem al costat de la Mesquita d'Al-Aqsa. Hug de Payens, que el 1127 s'havia convertit en el primer mestre del Temple viatjà a Occident per a fer conèixer, l'any 1129 la nova milícia en que el concili de Troyes (França). Allí aconseguí que Roma reconegués oficialment el nou orde i li donés una regla inspirada, no redactada, per Sant Bernat.
L'orde del Temple s'organitzà segons una estructura piramidal religiosa fortament jerarquitzada. El vèrtex es trobava a Jerusalem, on hi havia la casa mare i el Mestre, que era la més alta jerarquia. En un segon nivell de dependència hi havia les províncies. Cada província estava regida per un mestre provincial. La darrera era la comanda o convent, on residien els frares de l'orde i altres membres adscrits. La comanda, que era el centre administratiu menor els permetia controlar de prop el patrimoni; per aquest motiu, procuraren que entre elles no hi hagués mes de trenta quilòmetres de distància. En general, les comandes eren granges o masos al rerepaís, palaus a les ciutats i castells a les fronteres. Passats els moments ofensius, aquests es convertiren també en centres d'explotació agrícola. Les comandes eren governades pels comanadors o preceptors.
Poc després de la seva fundació oficial (1129), petits grups de templers viatjaren arreu dels països de tota l'Europa Occidental on anaren a divulgar la seva causa, a fer proselitisme i a recaptar almoines; car per acomplir la seva tasca necessitaven tot l'ajut d'Occident. Portadors d'un gran prestigi, foren molt ben rebuts per part de tots els estaments religiosos i civils que els dotaren de tota mena de beneficis i privilegis. El Papa els acollí sota la seva protecció i els dotà de grans privilegis. Els magnats ─laics i eclesiàstics─, seguiren l'exemple papal. Com a professionals de la guerra participaren en totes les campanyes militars i defensa del llocs sants conquerits a l'Orient. Per la seva disciplina i professionalitat esdevingueren punta de llança i directors dels exèrcits croats.

## Arribada a Catalunya. Les primeres donacions
Els templers arribaren molt aviat a Catalunya. A finals de la segona dècada del segle xii i a començaments de la tercera rebien deixes importants dels comtes de Barcelona i d'Urgell. Simultàniament, havien anat rebent de tots els estaments civils i eclesiàstics catalans, tota mena de beneficis i donacions arreu del país. A partir d'aquestes donacions, amb racionalitat i pragmatisme, organitzarien una gran xarxa de comandes o convents que abastaria tot el territori català: comandes militars als castells de frontera, per defensar-la; comandes rurals al rerepaís i al món rural conquerit per explotar l'agricultura i la ramaderia, principalment; i comandes urbanes o palaus a les principals ciutats per participar dels negocis burgesos i apropar-se al poder.

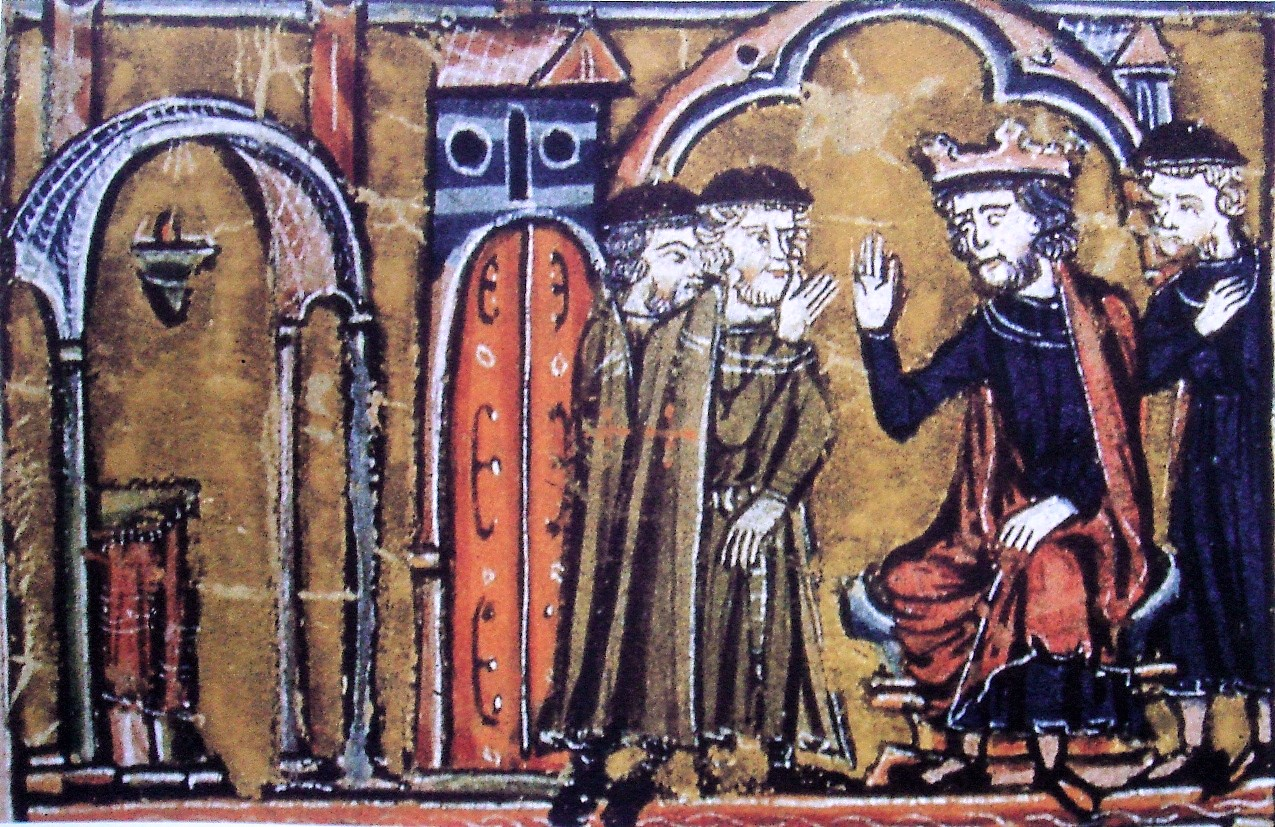
Balduí II rei de Jerusalem cedint part del seu palau vora la mesquita d'Al-Aqsa a Hug de Payens i a Godofred de Sant-Homer

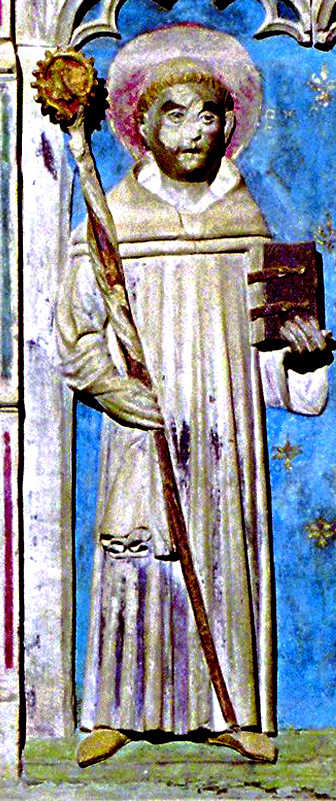
Sant Bernat, fragment del retaule de Sant Bernat i Bernabé de l'església de Santa Maria de Montblanc (Conca de Barberà),. Sant Bernat si bé inspirà la Regla del Temple, no la redactà.

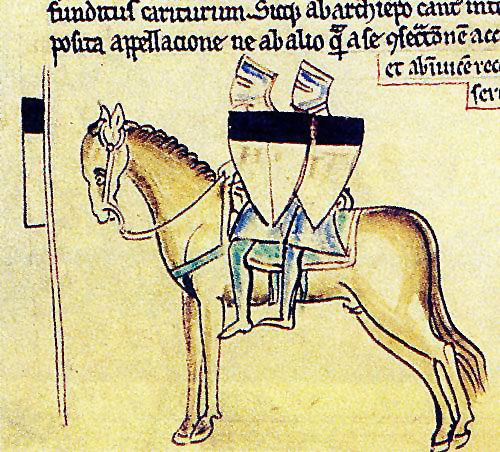
Cavallers templers en una miniatura de la Chronica Majora de Mateu Paris,.

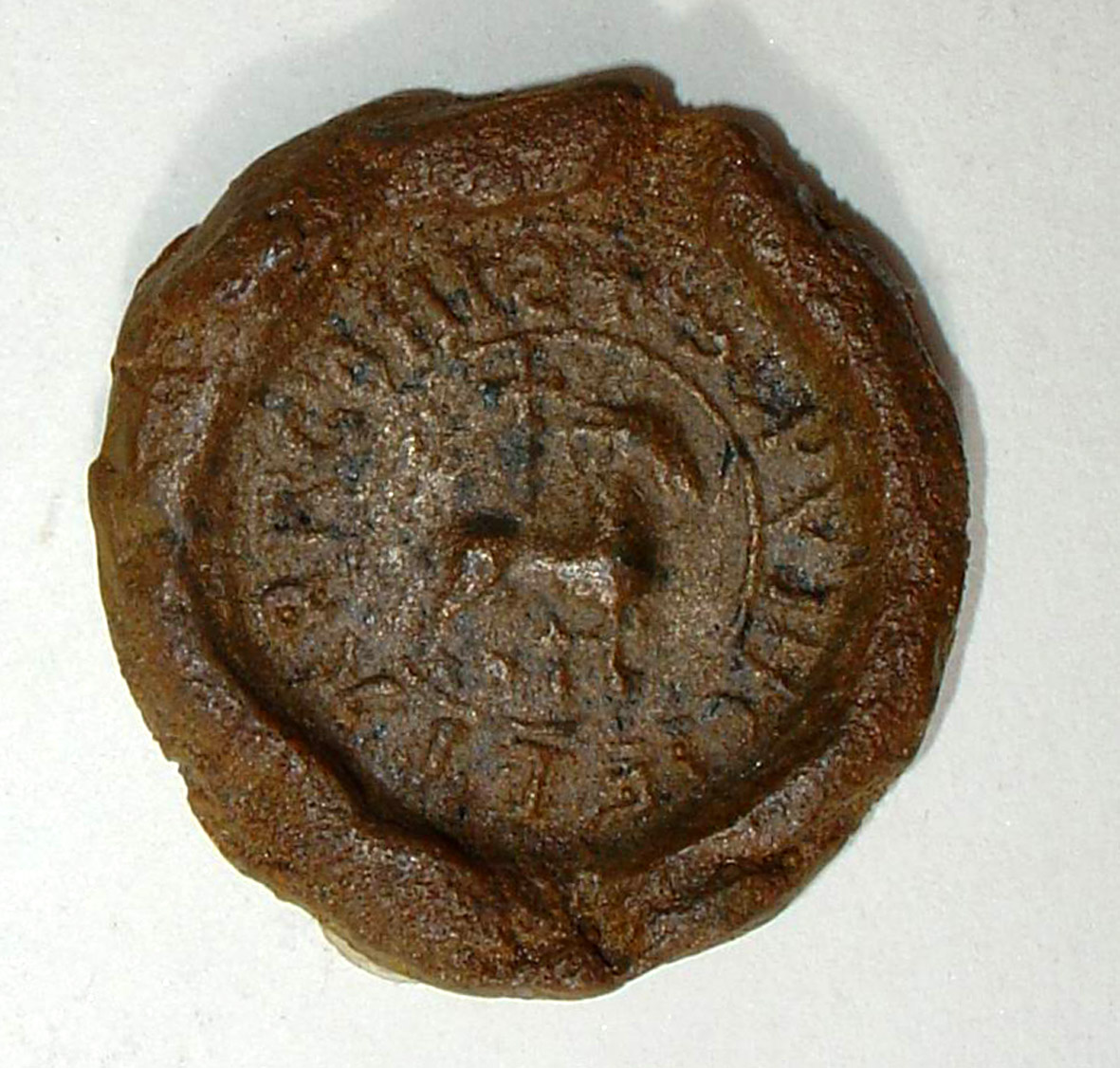
Segell del mestre de la província catalanoaragonesa del Temple, s. XIII

La primera data important de la introducció del Temple a Catalunya és la donació que, l'any 1130, els feu el comte de Barcelona Ramon Berenguer III del castell de Granyena, el qual professà a l'orde. Tant a Catalunya, com a l'Aragó i a Portugal l'orde es comprometia a ajudar a la lluita contra l'Islam; intenció que es refermarà amb la donació, l'any següent, del castell de Barberà per part d'Ermengol VI, comte d'Urgell, i culminarà l'any 1134, amb la cessió dels drets que hi tenia Ramon Berenguer IV de Barcelona.
D'antuvi, però, els templers no tenien clara la participació contra els infidels de la península. Ramon Berenguer IV, maldà per aconseguir-ho. L'any 1134 convocà una assemblea de nobles catalans intentant convèncer el Temple. Tanmateix, la decisió ferma de la participació de l'Orde arribaria set anys més tard en el context del sorprenent testament del rei aragonès, Alfons el Bataller, a favor dels ordes militars de Jerusalem (Temple, Hospital i Sant Sepulcre). Com és sabut, el mateix Ramon Berenguer IV negocià la renúncia dels tres ordes al testament que culminà, l'any 1143, a Girona, on pactà amb el Temple.

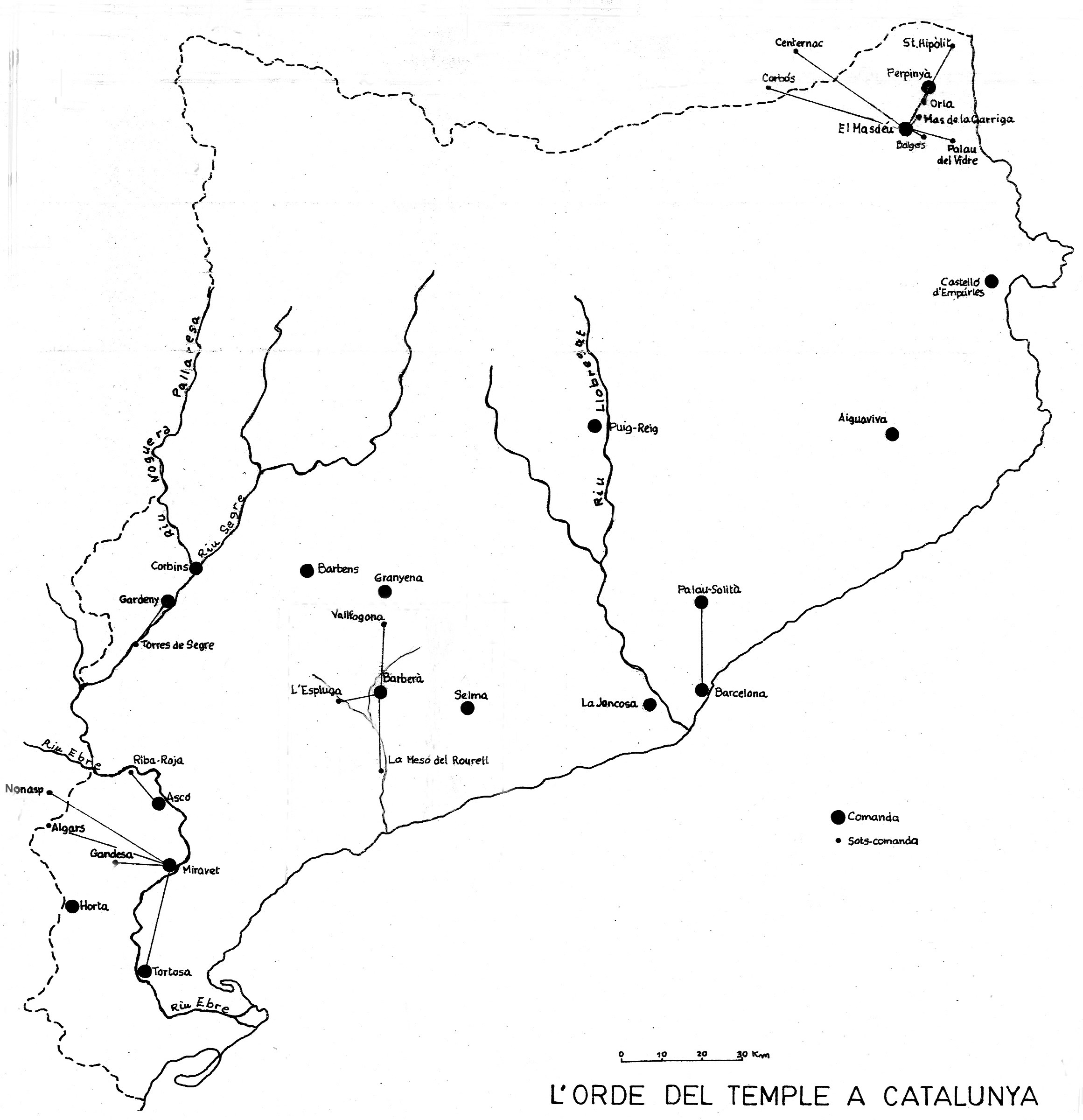
Mapa de les comandes o convents de l'orde del Temple a Catalunya.

Quan Granyena de Segarra i Barberà de la Conca foren lliurades al Temple havien recorregut ja un llarg camí en mans de senyors feudals que fins aleshores havien dut a terme la tasca de fortificar la frontera per defensar els territoris conquerits i continuar l'avenç. Els comtes confiaren als templers aquells castells, convençuts que ells serien els defensors idonis.
	La lluita contra l'islam per allunyar-lo de les terres peninsulars seguí amb forta embranzida i amb caràcter de croada en els anys immediats a què l'Orde del Temple decidís prendre-hi part. Les més importants places andalusines de ponent i del sud (Lleida i Tortosa) foren conquerides amb important concurs dels templers. Ramon Berenguer IV, en virtut dels pactes establerts a Girona el 1143, els feu importants donacions en aquelles terres, les quals es veieren incrementades per altres que els anaren fent diferents senyors feudals. En ambdues ciutats instal·laren dues de les principals comandes de les terres catalanes; des d'elles organitzaren la resta de fortificacions a ells confiades en la nova frontera.
Paral·lelament a la labor de guerra i defensa de les fortaleses de la frontera andalusina, l'orde endegà en les terres catalanes la mateixa labor que practicava arreu dels reialmes cristians d'Occident: captació i explotació de béns per aconseguir els recursos econòmics que li havien de permetre continuar i ampliar la seva tasca principal, mantenir lliures i segurs del perill islàmic els llocs sants de Síria i Palestina per tal que els pelegrins hi poguessin arribar amb tranquil·litat.
Aquestes dues tasques simultànies endegades en terres catalanes es materialitzaren en la instal·lació de cases i convents arreu del país, des d'on l'orde podria dur a terme la seua vida religiosa i l'administració i explotació dels béns rebuts. Condicionades segons llurs funcions, les seues cases prengueren la forma de castells en les terres de frontera i de granges en els llocs on la tasca principal era l'explotació dels recursos naturals. Tanmateix, entre aquests dos tipus principals s'anaren perfilant variants. Un tret comú que compartien totes les seues cases procedia de la necessitat d'autodefensar-se; per aquest motiu totes van estar dotades d'elements arquitectònics de defensa, car els temps no eren segurs i calia estar preparats per repel·lir previsibles atacs, procedents sobretot de rivalitats feudals.
Les construccions relacionades amb els templers a Catalunya són diverses i tenen molts matisos, que cal tenir presents a l'hora d'establir filiacions i graus de pertinença a l'orde. El motiu que portà el Temple a la Península, la guerra contra l'Islam, suposà una arquitectura militar semblant a la de Terra Santa. Però no tots els convents templers de Catalunya foren castells. La simplificació que suposa reduir l'arquitectura del Temple a arquitectura militar de frontera, divulgada per alguns estudiosos, està molt lluny de la realitat, si més no en el cas de Catalunya. És cert que hi ha castells de frontera en les construccions templeres catalanes, i aquests compten entre les comandes principals, però també hi ha fortaleses urbanes, granges fortificades, masos, molins… És natural que fos així, la vida i activitat dels templers al nostre país, un cop acabada la conquesta catalano-aragonesa, va tenir el mateix caràcter que en qualsevol país on mai hi hagué tasques de croada.
Així doncs, les circumstàncies particulars de Catalunya —de guerra primer i de pau després— determinaren una varietat tipològica en l'arquitectura templera, que no trobem en altres llocs. La diversitat de funcions dels cavallers en terres catalanes es veurà també reflectida en l'arquitectura —religiosa i civil— que propiciaren.

## La Catalunya nova

### Les comandes de l'Ebre

#### L'organització del districte de Ribera

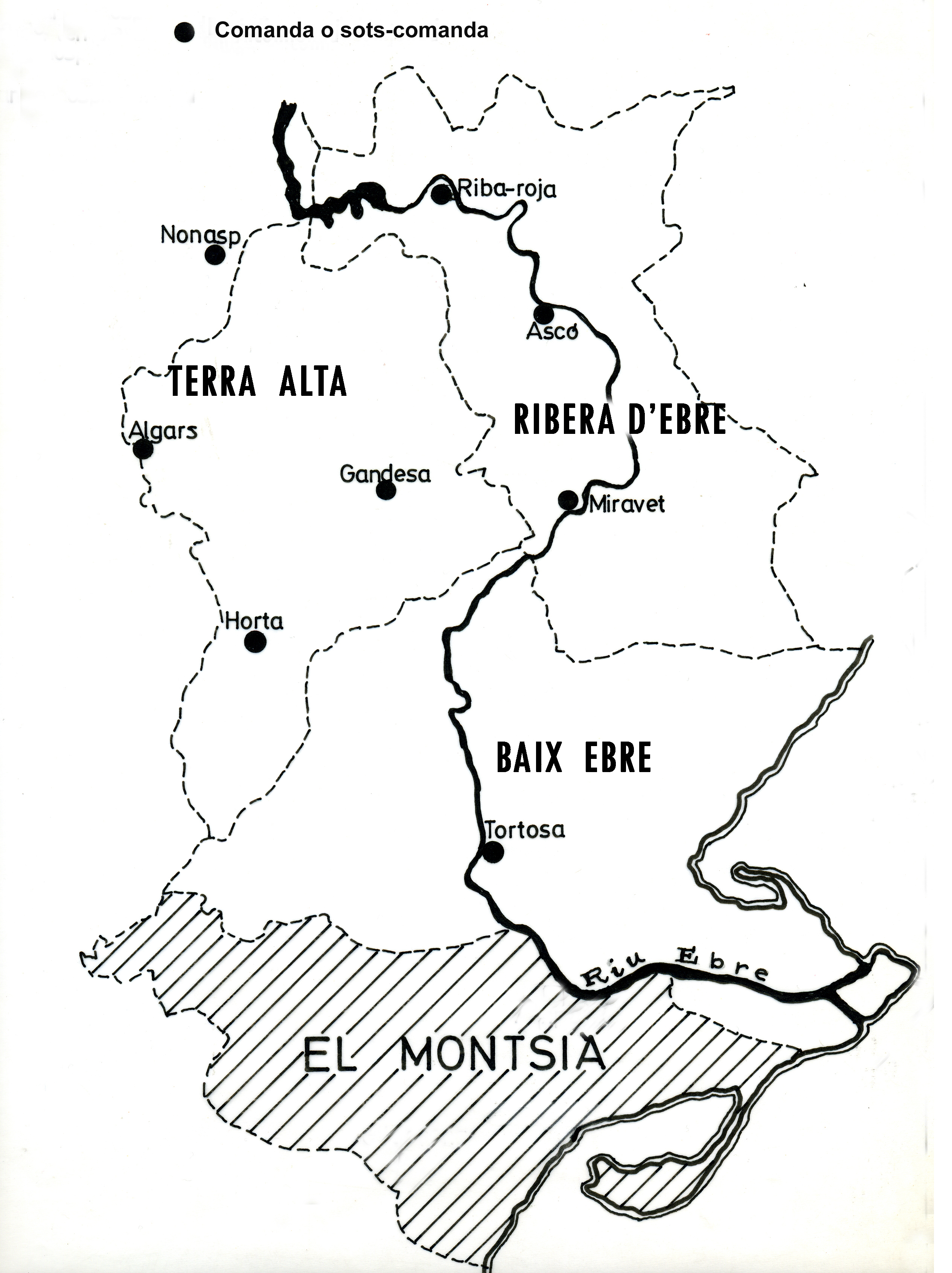
Mapa del "districte de Ribera", a les terres de l'Ebre.

La conquesta de Tortosa, any 1148, fou el primer objectiu de la política conqueridora de les terres catalanes de migdia i ponent, projectada a Girona l'any 1143 per Ramon Berenguer IV i els magnats del país. La participació del Temple en aquest projecte, i en el de Miravet cinc anys després, significà per a l'orde l'obtenció d'un important patrimoni a les terres de l'Ebre.
La comanda de Tortosa va ser el primer assentament de l'orde del Temple en terres de la Catalunya Nova; les necessitats estratègiques així ho exigiren. El convent o comanda tortosí fou instal·lat immediatament després de la conquesta per tal d'organitzar la defensa de la nova frontera i començar a administrar els dominis procedents dels pactes previs i de les nombroses donacions particulars en el territori, que aviat arribaren a l'orde. Seguint el programa de recuperació de les terres frontereres, i després de conquerir Lleida l'any 1149, el 1153 s'assolí una altra de les fites estratègicament més importants de l'Ebre: el castell de Miravet. Aquest castell amb el seu immens terme, que comprenia l'actual Terra Alta i bona part de la Ribera d'Ebre, fou donat a l'Orde del Temple.

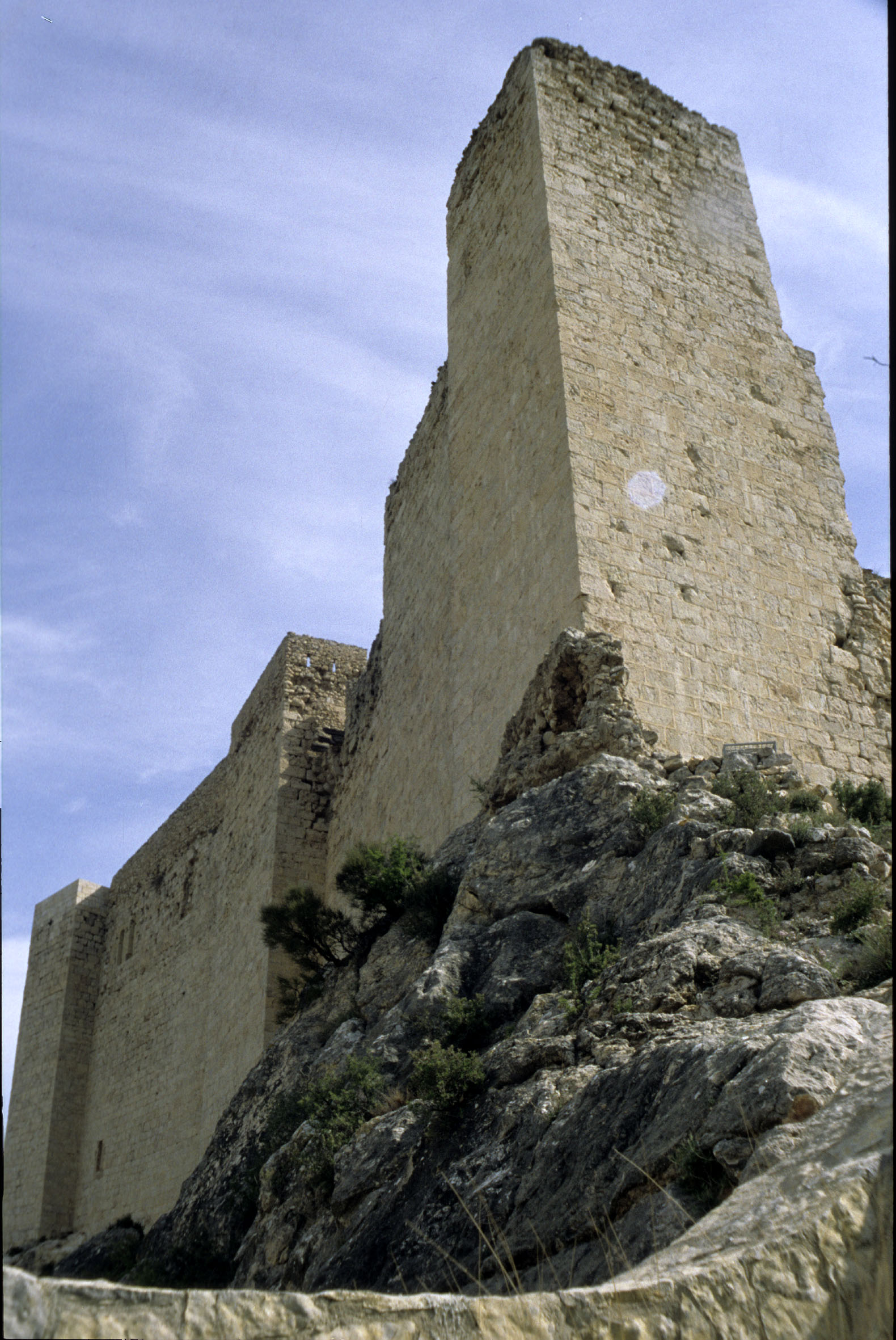
Castell templer de Miravet. Vista exterior des de ponent. 1996

Durant els primers deu anys que seguiren a la conquesta de Miravet (1153-1164), el comanador de Tortosa fou el responsable del feu miravetià, sobre el qual l'orde havia rebut el ple domini territorial i jurisdiccional. L'organització d'aquest gran patrimoni, que amb el de Tortosa esdevindria el primer senyoriu de la Corona fou una tasca llarga no mancada d'entrebancs. Els templers establerts a Tortosa es desplaçaren a Miravet per endegar tota aquella feina. De bell antuvi, per raons òbvies de defensa, es devia plantejar la construcció de la nova fortalesa. És probable que simultàniament anessin posant en marxa l'organització de la casa o comanda de Miravet i les propietats, al mateix temps que anaven rebent donacions de particulars. Amb lentitud però amb eficàcia anà avançant la colonització i feudalització del territori. Al llarg d'aquests deu anys, en la documentació conservada (que és quasi exclusivament la de Tortosa) no es parla de cap comanador, o equivalent, de Miravet; els textos només fan referència a càrrecs provisionals nomenats temporalment des de Tortosa per dirigir la novella casa.
Arribats, però, a l'any 1166 apareix documentat un «comanador de Tortosa i Miravet». Aquesta nominació pressuposa que s'havia anat produint una transferència del centre d'actuació de la comanda de Tortosa a la de Miravet, i que aquest darrer lloc havia esdevingut centre de les activitats. Naixia així la idea de «districte» (una organització a mig camí entre la província i la comanda, segons definició de Pagarolas. Per al mateix autor, el trasllat de l'activitat de Tortosa a Miravet obeeix probablement al fet que el caràcter fortificat d'aquest s'avenia més bé amb la finalitat militar d'aquella època d'expansió, i també al fet que la comanda de Miravet s'havia convertit en el nucli aglutinador d'un important territori sobre el qual l'orde tenia pràcticament la jurisdicció exclusiva.
A partir de l'any 1170 s'inicià la consolidació del districte amb la progressiva incorporació i/o organització de nous convents. Durant la presència del comanador de Tortosa-Miravet com a cap del districte, apareixen les figures de comanador de Tortosa (1174) i comanador de Miravet (1190), els quals, tot i ser autònoms, restaran sotmesos sempre a la jerarquia superior del comanador de districte. Els càrrecs, tanmateix, són significatius i expressius de la puixança que anaren adquirint ambdues cases. L'aparició d'un «comanador de Miravet, Tortosa i Ribera» marcarà, vers l'any 1192, l'apogeu del districte; quatre anys més tard el nom del càrrec se simplificarà intitulant-se «comanador de Ribera». Sota aquest comanador en cap del districte s'hi integraren la comanda d'Ascó (1181), la comanda de Riba-roja (1190) i la comanda d'Horta (1193), a mesura que s'anaren organitzant.
L'organització del districte va seguir com a tal fins a l'any 1236, en què desapareix el càrrec de "comanador" del districte. En llur creixement, les diferents comandes havien anat augmentant en importància fins al punt que la independència devia resultar més operativa. L'estructuració de les terres de l'Ebre no fou immediata ni unitària, sinó gradual i progressiva, en funció sempre de les possibilitats del lloc i de les circumstàncies del moment. La repoblació i colonització de determinats indrets del districte comportà sovint problemes entre el rei i l'orde del Temple. La donació del castell i terme de Miravet, feta a l'orde del Temple per Ramon Berenguer IV, l'any 1153, fou confirmada, l'any 1182, per Alfons el Cast, just quan s'emprenia per iniciativa del Temple la repoblació de l'ample territori del districte. Simultàniament les autoritats diocesanes i l'orde discutien acaloradament a qui corresponien les jurisdiccions dels llocs en vies de colonització. L'any 1182, la Cúria diocesana de Tortosa va sentenciar en relació als territoris de Tortosa i d'Ascó. Tres anys després, el 27 de maig de 1185, Temple i Mitra arribaren a un important acord, que incloïa no solament els aspectes jurisdiccionals sinó també les parts que tocarien a cadascú dels delmes i les primícies, corresponents a les esglésies parroquials que construïren els templers en llurs dominis. Aquests acords, però, s'hagueren de revalidar i retocar diverses vegades en el segle següent (una el 1237 i l'altra el 1263), normalment per incompliment del Temple en el cas dels territoris de nova colonització. Les relacions del Temple amb els senyorius veïns no foren sempre bones.

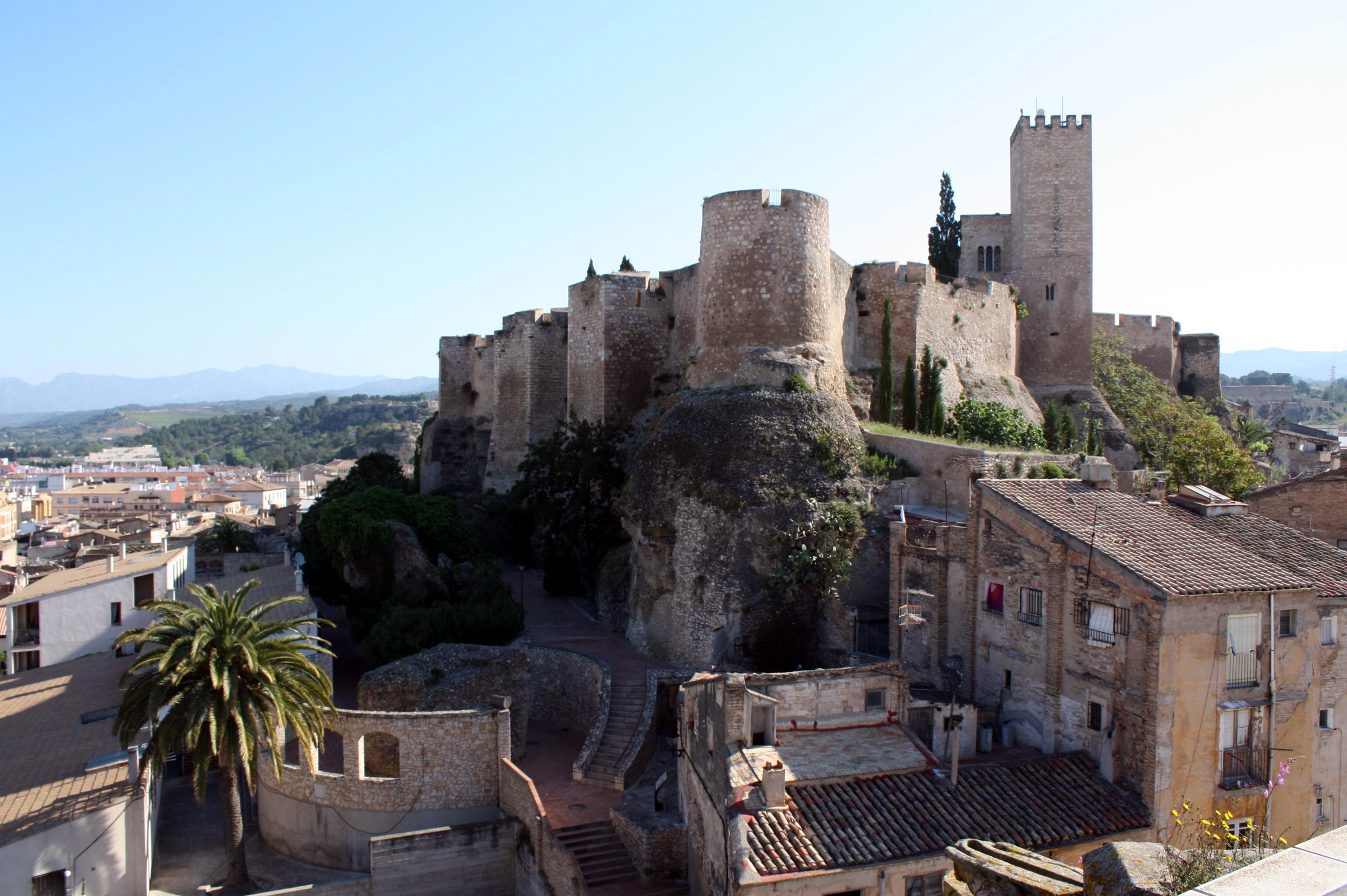
Tortosa, la Suda, 2009

#### La comanda de Tortosa (el Baix Ebre)

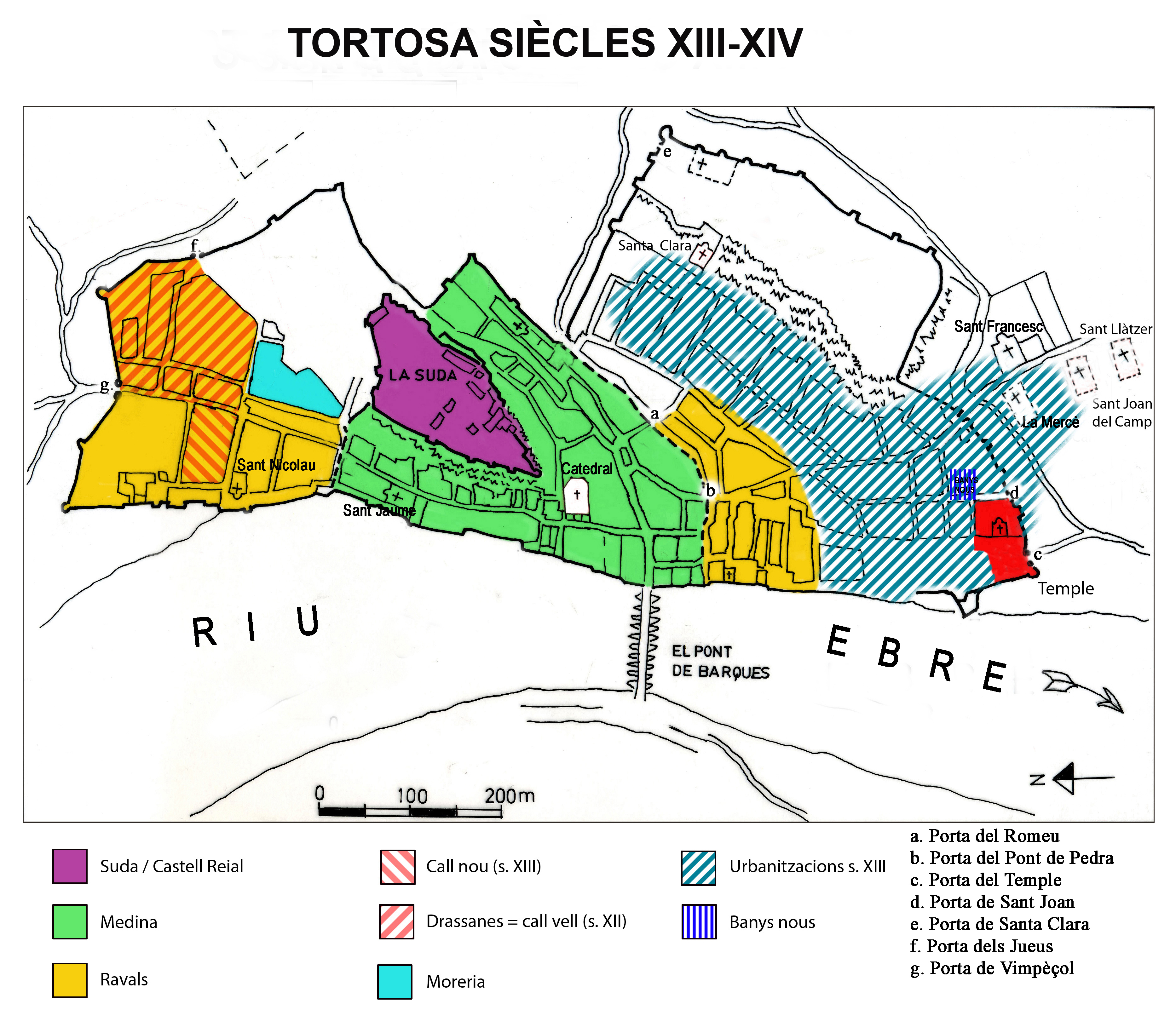
Plànol de la ciutat de Tortosa, segles XIII-XIV.

La comanda de Tortosa s'organitzà immediatament després de la conquesta de la ciutat. El Temple, s'afanyà a augmentar el patrimoni rebut en el repartiment, amb donacions de particulars i, sobretot, mercès a diferents cessions reials que li arribaren a les darreres dècades del segle xii. Foren tan importants que, en 1282 l'orde n'era pràcticament senyor eminent; només els mancava la parcel·la dominical dels Montcada, juntament amb els quals posseïen el castell de la Suda, l'antiga fortalesa musulmana. A poc a poc, van anar acumulant patrimoni mercès a noves donacions, a operacions de compravenda i permuta, i a la concessió, per part del Papa, del privilegi de percebre delmes i primícies (font de conflictes i d'inestabilitat senyorial). Ben aviat el Temple es convertí en el principal senyor de Tortosa, car el 1182 el rei Alfons el Trobador li cedí el seu terç sobre la ciutat més el terç dels genovesos, que havia comprat l'any 1153. Foren nombroses les possessions que obtingué al terme i a la vora de la ciutat; entre d'altres, a Benifallet, Tivenys, Bítem, Pimpí, Campredó, Torre de Burjassénia… (de la riba esquerra); a Xerta, Aldover, Jesús, Roquetes, Mianes… (de la dreta).
L'orde potencià l'agricultura, la ramaderia, la indústria hidràulica... Fou molt important el comerç fluvial amb Lleida i Saragossa, i el marítim amb els principals ports de la Mediterrània. Tortosa fou el principal port fluvial de la Corona.
En 140 anys de senyoriu templer, Tortosa, que fins aleshores no havia ultrapassat les muralles romanes, experimentà un extraordinari creixement urbà: al nord, amb la Vilanova i el Call nou, al sud, amb Santa Clara i el Temple. A un i altre costat del riu, tenia masos amb torres: a la riba dreta, Bercat (actual torre del Prior), a la Mitjana del Temple, la desapareguda Vilaroja de Roquetes. A l'esquerra i al sud de la ciutat, la torre o casa de Prat, que esdevingué sotscomanda, i la de Campredó o Font de Quinto, a més de la torre de Burjassénia i la torre de la Candela.
L'any 1294, quan els templers tortosins veieren perillar les seves prerrogatives jurisdiccionals sobre la ciutat, a causa dels enfrontaments amb el bisbe i els Montcada, però sobretot per les reivindicacions ciutadanes, acceptaren canviar amb Jaume II el domini senyorial sobre Tortosa per un altre de menys conflictiu. Permutaren la senyoria sobre la ciutat i terme de Tortosa (amb Xerta, Aldover, Benifallet i Tivenys) per Peníscola (amb Vinaròs i Benicarló), Ares i les Coves de Vinromà (amb la Salzadella, Albocàsser, Vilanova d'Alcolea, la Serratella, Tírig i la Torre) i Ollers, a la Conca de Barberà. A més, el Temple es reservà importants honors i beneficis a la ciutat i terme de Tortosa.

#### La sotscomanda de Prat (el Baix Ebre)

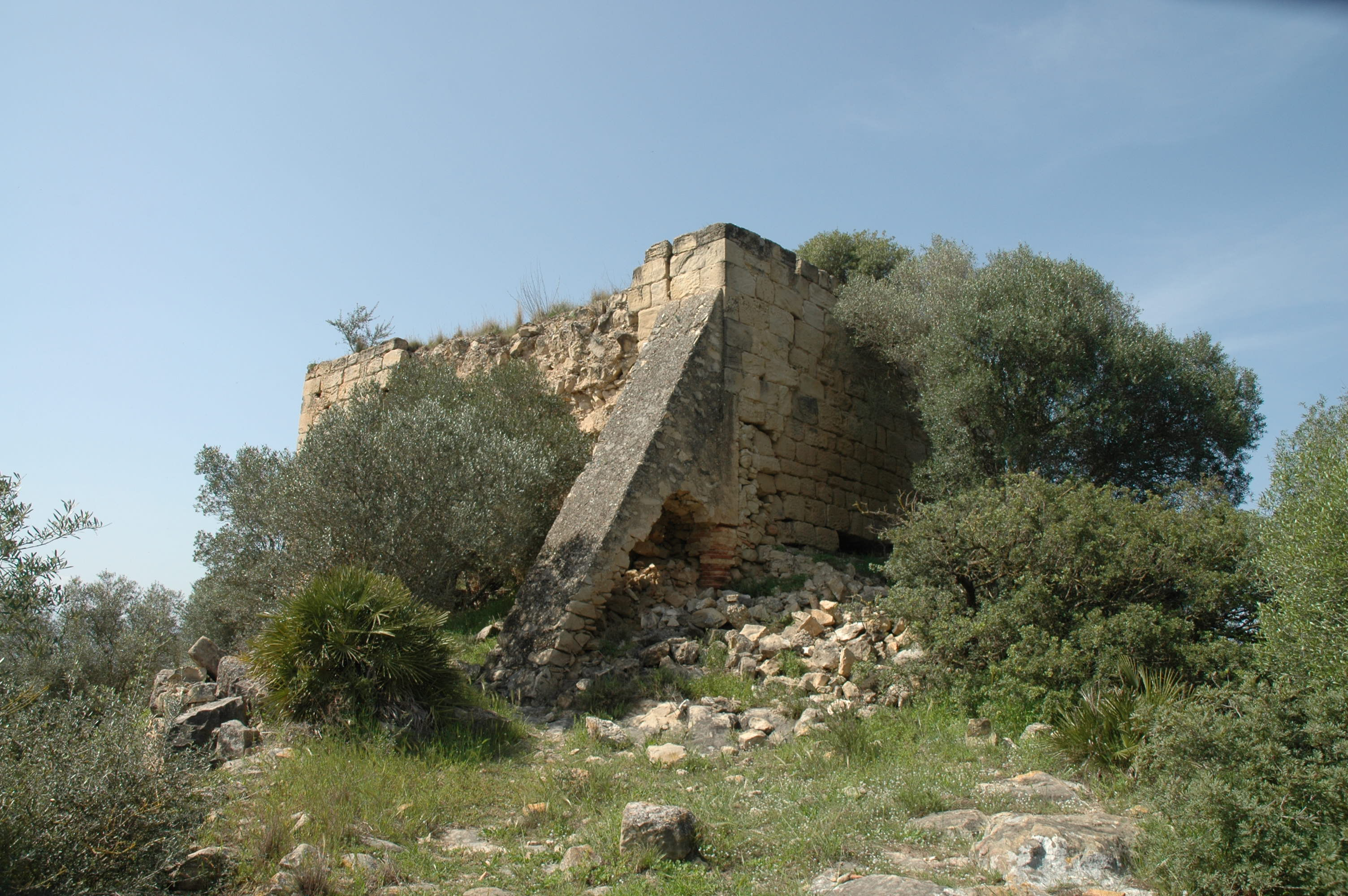
Campredó (Baix Ebre). La casa de Prat, any 2007, abans d'ésser restaurada.

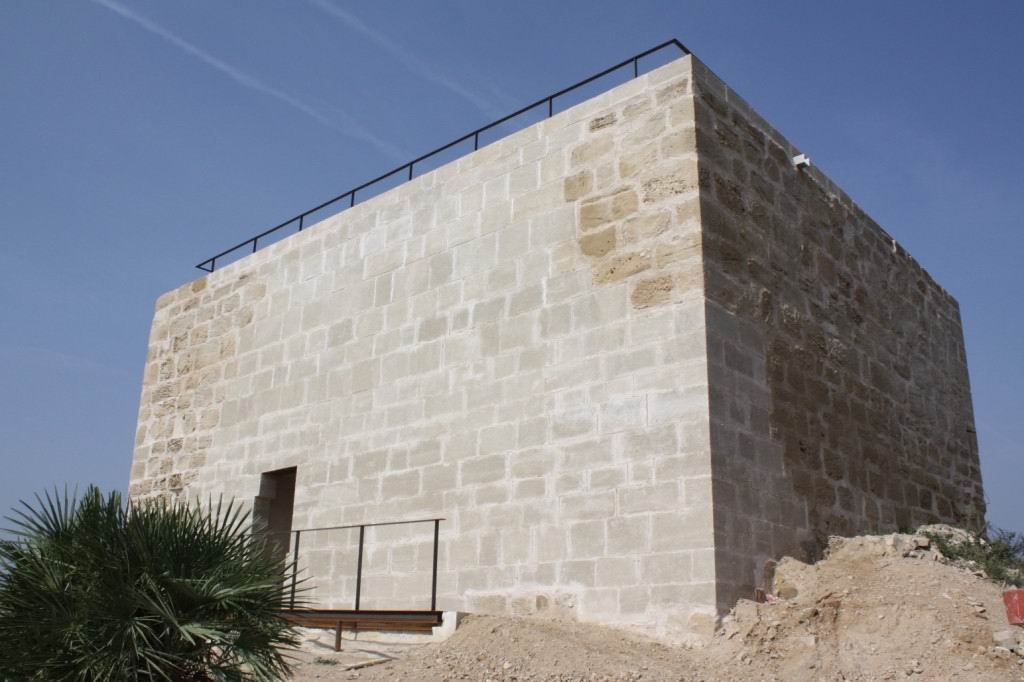
Campredó. Casa de Prat, s. XIII, restaurada

La casa de Prat va néixer a mitjan segle xiii, potser per descongestionar la casa central de Tortosa.
Era formada per uns territoris del sud-est de Tortosa, a l'esquerra de l'Ebre, localitzables en l'actual terme de Campredó, que van arribar a domini del Temple sobretot per la donació reial de l'any 1182. Al principi potser només es tractava d'uns prats administrats des de Tortosa per un "procurator de Prato", però ben entrat el segle xiii es deuria produir una certa colonització i l'aprofitament agrícola del lloc, car en la documentació es parla d'una "torre o casa anomenada lo Prat". És possible que en aquells anys residís a la torre (que devia ser la seu de la sotscomanda) aquell "procurator" o comanador de Prat.
Malgrat la permuta de Tortosa, el Temple es reservà aquells territoris perquè eren molt valuosos per a la ramaderia –prats i deveses–. Tanmateix, aquesta decisió va contrariar molt la ciutat, que, no sense motius, els considerava béns comunals. El cert és que immediatament després de la permuta de 1294 va començar un greu enfrontament entre el Temple i la ciutat. De tot allò que havia estat sotscomanda de Prat, l'Hospital va rebre els edificis i les finques conreades, però els prats i les deveses van esdevenir emprius comunals.

#### La comanda de Miravet (la Ribera d'Ebre)
Després de la conquesta de Miravet que tingué lloc l'any 1153, el comte de Barcelona fidel als pactes de Girona, lliurà al Temple aquell castell i el seu terme, el qual s'estenia per un extens territori, que incloïa els llocs de Gandesa, Corbera, Algars, Batea, Pinell, Rasquera i el propi poble de Miravet.
Com s'ha vist, en els primers temps Miravet i Tortosa van constituir el districte de Ribera. L'any 1236, en dissoldre's aquest, les cases d'Algars, Gandesa, Nonasp i el poble de Miravet restaren lligades a Miravet, raó per la qual han d'ésser considerades sotscomandes seues (en els darreres anys de l'orde, encara s'incorporà a Miravet la casa de Torres de Segre-Gebut). Aleshores, seguint criteris més o menys geogràfics, cada casa va fer-se càrrec de l'administració d'un grup de pobles. A Miravet, li foren assignats el mateix Miravet, el Pinell de Brai, Corbera d'Ebre, Benissanet, Gandesola, Ginestar, Rasquera i la Pobla de Massaluca.
Malgrat la descentralització que suposà la desaparició del districte de Ribera, Miravet seguí exercint un paper preponderant en la persona del seu comanador titular, el qual esdevingué un dels personatges més rellevants de la província catalano-aragonesa del Temple. La fortalesa de Miravet, a més d'exercir una funció militar de primera categoria —sobretot en els primers temps— va ser un important centre administratiu i polític del districte. Per la manca de documentació no coneixem el seu potencial econòmic, però sens dubte que l'agricultura, la ramaderia i la indústria van ser molt importants, com mostra un inventari de 1289 publicat per Miret i Sans.
A finals del segle xiii, els mestres provincials del Temple havien adoptat el costum d'establir places fixes per a dipositar els tresors (abans els duien d'un lloc a l'altre). Per a aquest fi, instal·laren al castell de Miravet un dipòsit central on guardaven els tresors i els arxius de l'orde a la Corona d'Aragó.
Quan l'any 1307, Jaume II va ordenar la detenció dels templers a la Corona d'Aragó, el convent de Miravet s'hi oposà i va resistir un llarg setge fins al desembre de 1308.

#### La sotscomanda de Gandesa (la Terra Alta)

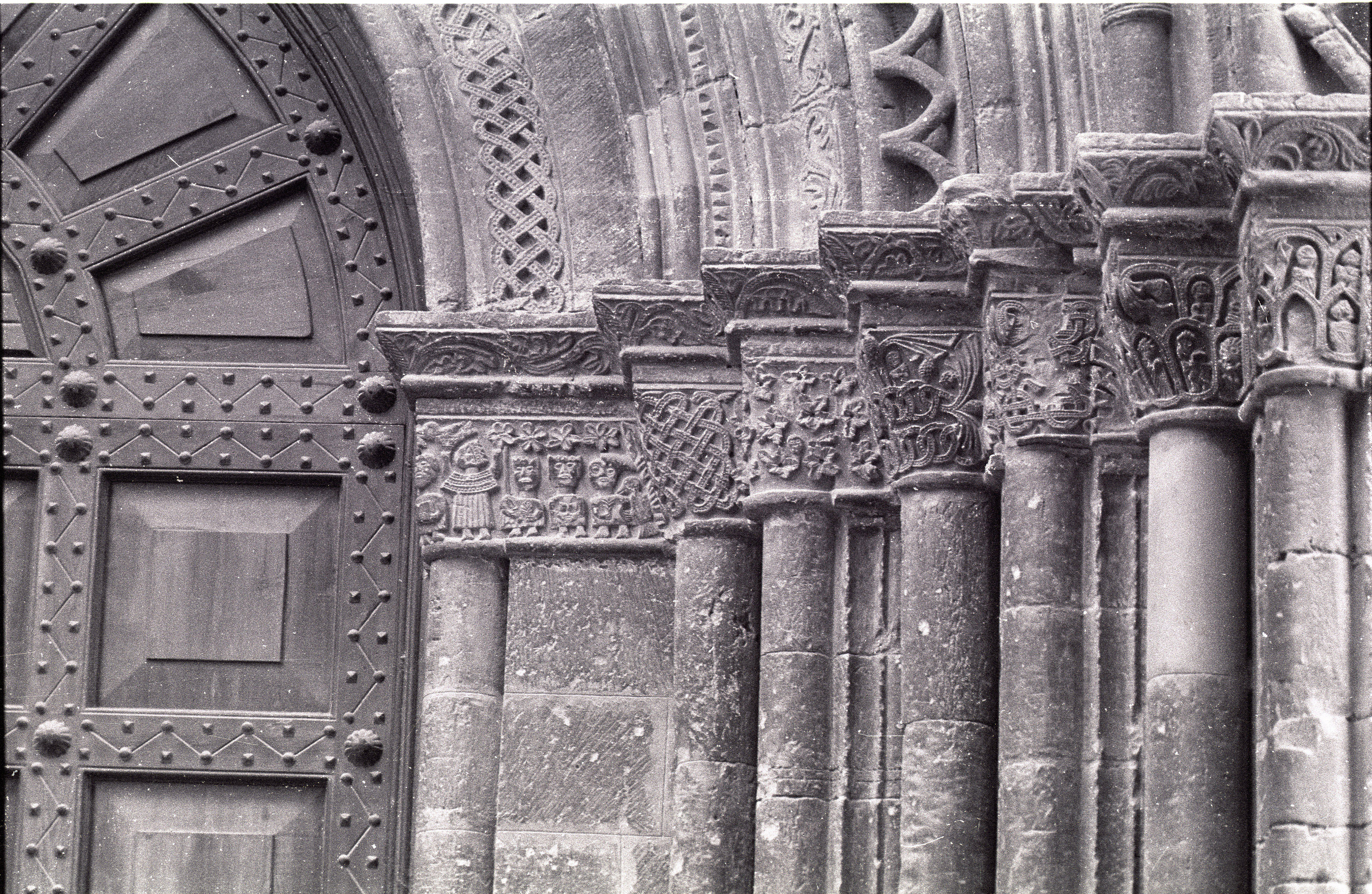
Gandesa (Terra Alta). Detall del fris de la portalada romànica de l'església parroquial. Any 1985.

L'any 1192, el mestre provincial del Temple, Ponç de Rigalt, i el comanador de Gardeny, Bernat de Claret, atorgaren la primera carta de franqueses a Gandesa. Mitjançant aquest document els pobladors de Gandesa restaven vinculats a la casa templera de Lleida, fet que degué ser considerat una intromissió territorial per part del comanador de Miravet, el qual inicià un litigi reivindicant els seus drets. La reclamació prosperà, ja que dos anys més tard el mateix mestre provincial signà, aquesta vegada amb Guillem de Sant Pau comanador del districte de Ribera, una nova carta de franqueses per als futurs pobladors de Gandesa pràcticament igual a l'anterior. Amb pocs anys s'anà configurant el poble de Gandesa. Entre la migrada documentació conservada, hi ha alguns documents del segle xiii relatius a Gandesa que fan referència a operacions puntuals de tipus econòmic relatius a terres, cases, molins o altres, que reflecteixen l'activitat d'una vila destinada a exercir un paper principal en el senyoriu templer de l'Ebre.
Vers 1280 el comanador de Miravet decidí instal·lar una sotscomanda a Gandesa. Probablement ho deuria fer per atendre amb més profit que no ho feia el castell de Miravet les necessitats agropecuàries del territori. És difícil de determinar si fou construït en aquestes dates el castell que a Gandesa donaria aixopluc al novell convent, però el cert és que a partir d'aleshores residí a Gandesa un comanador acompanyat d'una reduïda comunitat de frares.

#### La sotscomanda d'Algars (la Terra Alta)

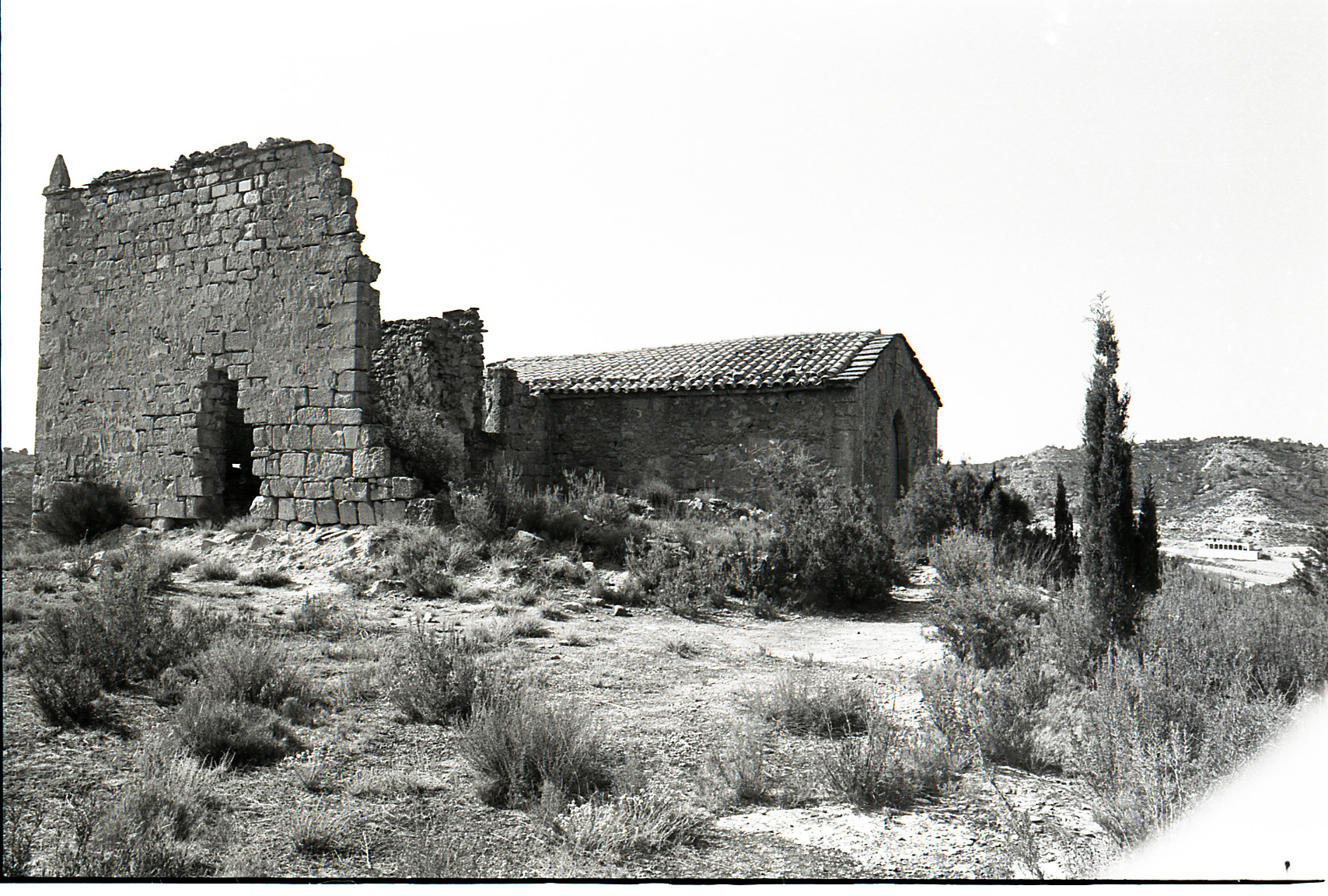
Algars (Batea, Terra Alta). Església de Sant Joan i, al costat, restes del castell que fou seu de la sotscomanda. Any 1985.

Els territoris dels pobles que actualment constitueixen el municipi de Batea (Batea, Algars i Pinyeres) formaren juntament amb el castell d'Almudèfer la sotscomanda templera d'Algars. Tot i que els castells d'Algars i de Batea figuraven dins dels límits occidentals del terme de Miravet en la donació que, l'any 1153, Ramon Berenguer IV feu al Temple, aquest en retardà la repoblació, sobretot a causa dels pocs efectius humans de què disposava, fet que esperonà Alfons el Trobador a prendre la iniciativa: l'any 1181, cedí Batea i Algars a gent aliena al Temple. Aquest protestà immediatament i a l'any següent el rei els reconeixia els seus drets. El Temple n'inicià la repoblació: el 1205 el mestre provincial i el comanador de Ribera atorgaven carta de població a Batea. Malgrat tot, en els anys següents, els templers no devien fer el seguiment necessari de la repoblació, i l'absentisme provocà que un cavaller, Artal d'Altusella, s'apoderés dels castells d'Algars i de Batea. Finalment, en un judici celebrat el 1216 el rei i la cort reconegueren novament els drets dels templers. Fou a partir d'aleshores que el Temple hi instal·là una sotscomanda; el 1221 es documenta un primer "comanador d'Algars", Guillem de Clariana. Els templers seguiren esperonant la repoblació: l'any 1244, el comanador de Miravet, el d'Algars i el de Nonasp concediren una segona carta de franqueses a divuit famílies de Nonasp que vivien a la Vall Major de Batea. El 1280 concedien carta de població a Pinyeres; el 1281 a Algars. En aquesta darrera es fa palesa la utilització, per part del Temple, del castell i del mas que hi ha a sota (anomenat actualment mas de Roda) com a seu de la sotscomanda.

#### La sotscomanda de Nonasp (la Terra Alta)
En la donació de Ramon Berenguer als templers, Nonasp figura en els límits del castell de Miravet. Malgrat això en els primers temps després de la conquesta de Miravet, aquests territoris tornaren a ser recuperats pels sarraïns, fins que definitivament tornaren als cristians de la mà d'Alfons "el Trobador" l'any 1168.
Encara que no es conegui cap carta de població de Nonasp, la seva situació en la conquesta i la repoblació fou la mateixa que la d'Algars i Batea. A finals del segle xii o a començaments del XIII, Nonasp passà a mans d'Artal d'Artusella, el qual feu una permuta amb la seva germana Elvira de Cervelló. Aquesta, el 1248, cedí els drets sobre el castell i la vila de Nonasp juntament amb Bot, Almesuls i la vall de Batea a l'Orde del Temple. El 8 de juliol del mateix any 1248, un nebot d'Elvira de Cervelló anomenat Lladró definia en favor de l'Orde del Temple els seus drets sobre el castell i la vila de Nonasp.
La condició de sotscomanda està documentada l'any 1244 en la carta de població de la Vall Major de Batea. Com en el cas d'Algars, el més probable és que el "comanador de Nonasp", fra Arnau de Prades, fos l'administrador d'aquell petit territori allunyat de Miravet i que, com a tal, s'encarregués d'habilitar el castell de Nonasp per atendre les funcions econòmiques del lloc.

#### La comanda d'Horta (la Terra Alta)
L'any 1153, en la donació del castell de Miravet al Temple, el castell d'Horta és esmentat en els límits d'aquell, en territori encara andalusí. Horta fou conquerida a inicis de la dècada dels seixanta per Alfons, el Trobador, qui posà en marxa el procés colonitzador atorgant, l'any 1165 carta de població que no reeixí. El mateix rei, l'any 1174 cedí la plaça al Temple que tirà endavant amb èxit la repoblació. Uns anys després, el 1192, l'orde concedia nova carta de població a Horta. L'any 1193 apareix documentat un primer "comanador d'Horta" que, com en altres casos, devia ser un delegat del comanador de Ribera per administrar el territori. Més endavant, el 1236, amb la dissolució del districte, Horta esdevingué comanda autònoma. Les circumstàncies geopolítiques del lloc i el caràcter del senyoriu templer van fer que tingués prou rellevància per figurar entre les primeres comandes de la corona. En aquest sentit, és significatiu que tres comanadors assolissin la dignitat de mestre provincial, entre ells fra Simó de Lenda, que fou elegit en el darrer capítol celebrat precisament a Horta, el maig de 1307, uns mesos abans de la desfeta del Temple.
Un altre fet que posa en evidència la rellevància de la vila fou l'aprovació per part dels templers, l'any 1296, del codi dels Costums d'Horta, fita jurídica assolida no sense dificultats pels jurats i prohoms, després d'anys d'insistència. Depenien de la comanda d'Horta els pobles de Bot, Arnes, Caseres i Prat de Comte.

#### La comanda d'Ascó (la Ribera d'Ebre)
El castell andalusí d'Ascó fou pres pels cristians, amb concurs del Temple, l'any 1151. En una data incerta de la dècada dels cinquanta, Ramon Berenguer IV atorgà carta de seguretat i franqueses, semblant a la de Tortosa, als sarraïns que restaren a Ascó, fet que potser dificultà la repoblació amb gent cristiana.
La possessió plena d'Ascó per part dels templers va seguir un procés lent. A partir de la parcel·la del senyoriu que els pertocà per dret de conquesta, anaren assolint gradualment la resta. Cap a l'any 1181, organitzaren una sotscomanda dependent del districte de Ribera. Finalment, l'any 1210, Pere el Catòlic, liquidant deutes, cedia al Temple la part de senyoriu de la Corona, i així l'Orde assolí el ple domini sobre el lloc. En dissoldre's el districte de Ribera, l'any 1236, Ascó fou comanda autònoma. De la casa d'Ascó en depenien els pobles de la Torre de l'Espanyol, la Fatarella, Vinebre, Gorrapte, Vilalba dels Arcs, Sant Bartomeu de les Camposines, Riba-roja d'Ebre (que esdevindria sotscomanda) i Santa Magdalena de Berrús.

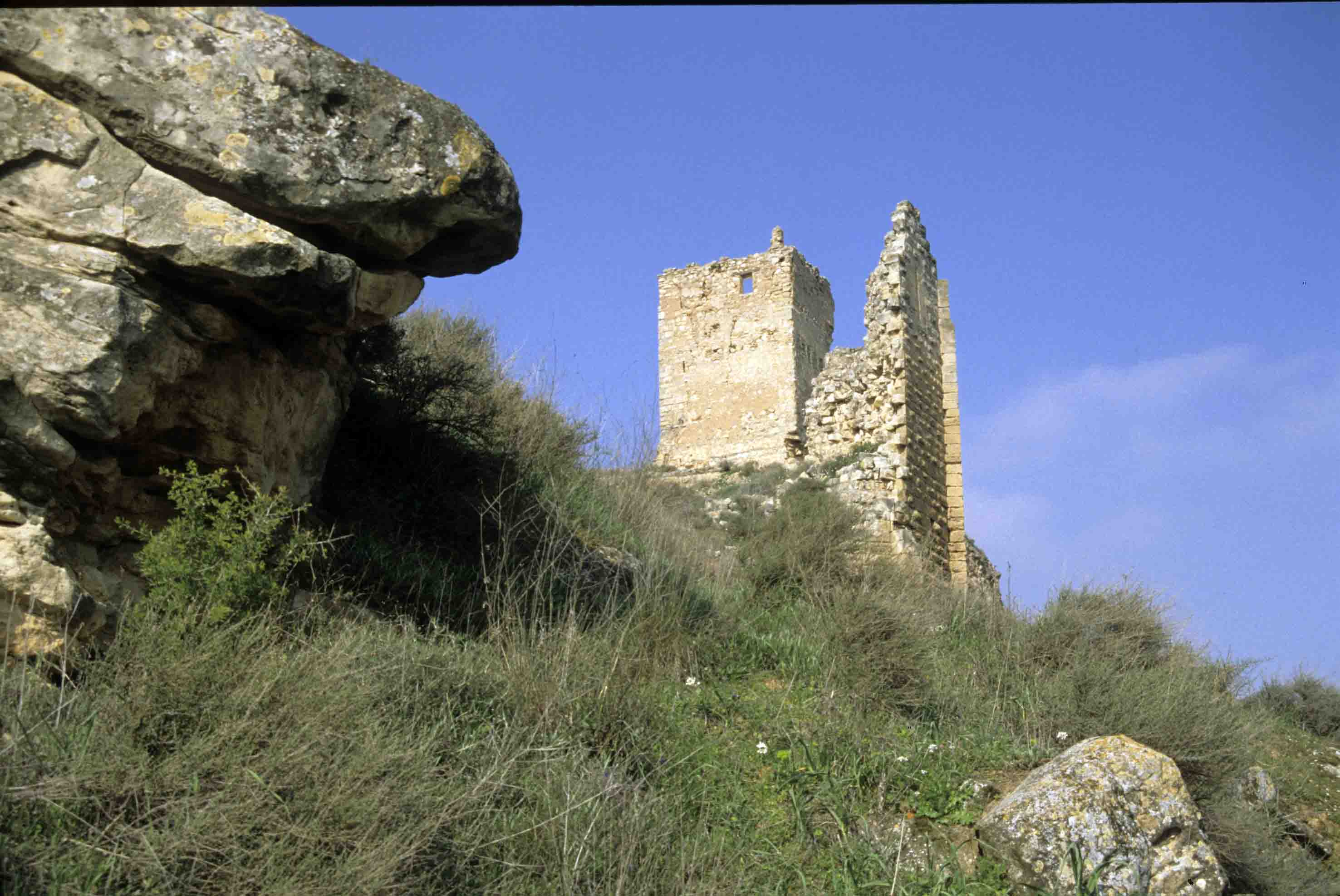
Ascó (Ribera d'Ebre). Restes del castell templer. 1997

#### La sotscomanda de Riba-roja (la Ribera d'Ebre)
Com en el cas d'Ascó, la conquesta i repoblació de Riba-roja no apareix en la documentació; tanmateix, sabem que el seu desenvolupament històric va molt lligat a aquell lloc i a la seqüència de préstecs i empenyoraments fets per la Corona en temps d'Alfons el Trobador. La repoblació de Riba-roja va rebre un fort estímul amb els pactes de 1185 entre el bisbe de Tortosa i els templers.
Sembla que l'organització de la sotscomanda templera de Riba‑roja fou força més tardana que la d'Ascó, de la qual formà part fins al 1271; és a partir d'aleshores quan tenim documentats els primers comanadors.
Entre les poques notícies relatives a Riba-roja, n'hi ha una d'important que es refereix a la parròquia; l'any 1281 el bisbe de Tortosa cedí, entre altres concessions fetes al mestre provincial del Temple, l'església de Riba-roja amb delmes, primícies i altres drets. També apareix Riba-roja, amb força protagonisme, en les lluites intestines que a finals del segle xiii van enfrontar els Entença i els templers.

#### Patrimoni arquitectònic templer de l'Ebre

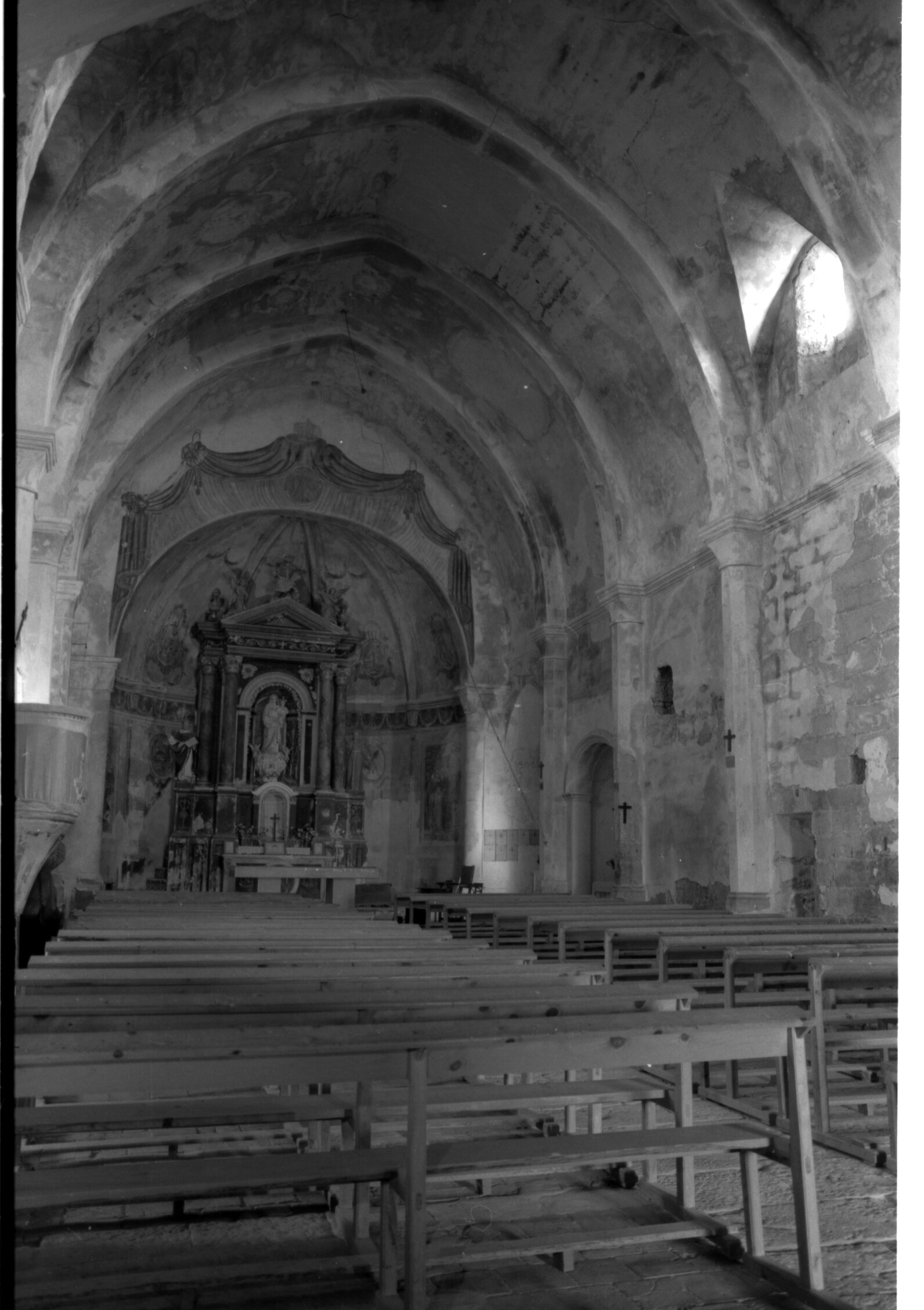
Horta (Terra Alta). Santa Maria dels Àngels (avui Sant Salvador d'Horta). Interior de la nau abans de la restauració, 1987.

La major part de castells han desaparegut. Riba-Roja, Gandesa, Vilalba, Rasquera, Pinell, Arnes, Horta i Corbera, són ara toponímia urbana (llevat d'una esplèndida galeria de Corbera). D'Algars, Almudèfer i Ascó en queden vestigis. Nonasp es conserva en part. Afortunadament, Miravet, que fou la capital del districte i una de les principals fortaleses templeres d'Occident, s'ha conservat pràcticament sencer.
A més dels castells, a cada poble de senyoriu templer hi havia alguna dependència —una casa delmera, una torre, un mas, un molí...— més o menys fortificats. A Horta i a Batea es conserven torres interessants. Sota el castell d'Algars queda el mas i molí de Roda que complementava el castell en la funció de seu de la comanda.
En tots els pobles de la Terra Alta i de la Ribera d'Ebre, l'orde, d'acord amb la mitra tortosina, fundà parròquies i construí esglésies. S'han conservat la parroquial l'Assumpció de Gandesa (en part), les parroquials o sufragànies de Sant Joan d'Algars, la Transfiguració de Pinyeres i Santa Anna d'Almudèfer; la parroquial de Nonasp; part de l'antiga església d'Arnes; les parroquials de Caseres i Horta de Sant Joan; el santuari de la Mare de Déu dels Àngels d'Horta (actualment convent de Sant Salvador d'Horta; l'església de Santa Magdalena de Berrús; la de Sant Bartomeu de les Camposines.

### Les comandes del Segre
A les terres de ponent, l'estratègia defensiva encomanada a l'orde del Temple va tenir un caràcter diferent del sud. Si aquí van tenir el domini directe sobre un vast territori compacte de molts pobles, amb el control de nombrosos castells i torres, sembla que al Segre senyorejaren menys viles i termes, encara que les possessions fossin qualitativament més bones. Aquesta és, si més no, la impressió que es té a partir de les notícies que s'han pogut aplegar. Les terres del Segre foren defensades principalment des de la fortalesa de Gardeny a Lleida, on els templers instal·laren la principal comanda, la comanda de Gardeny amb un imponent castell. Com a tal, Gardeny apareix documentat l'any 1152, immediatament després de la conquesta de la ciutat del Segre. Pels mateixos motius de seguretat que Miravet i Tortosa, la fortalesa de Gardeny fou construïda de seguida.

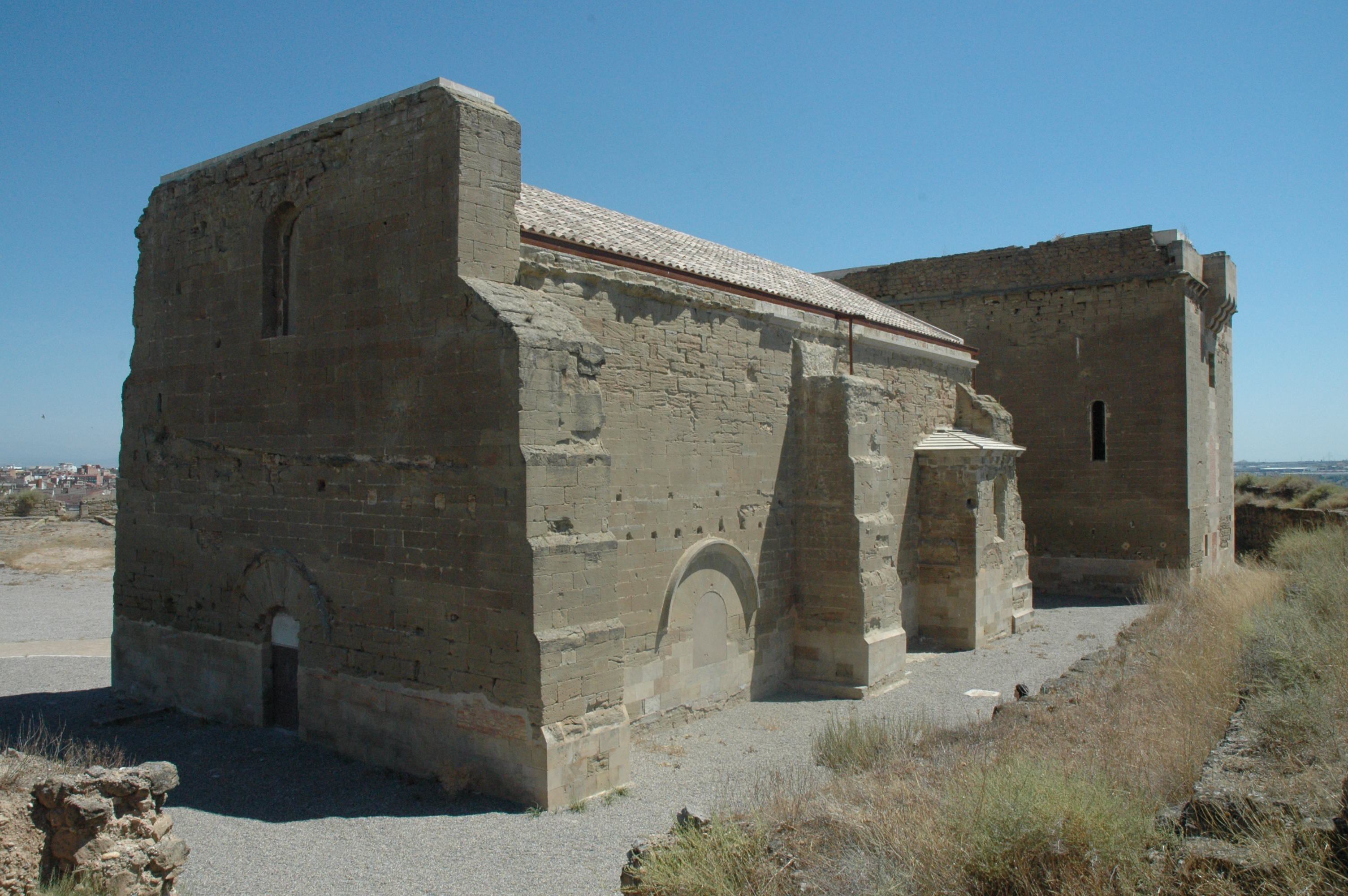
Castell de Gardeny (Lleida), seu de la comanda templera.

#### La comanda de Gardeny (el Segrià)
Com en els altres indrets, a les terres del Segre la importància de les donacions rebudes i la política de concentració parcel·lària va significar l'aparició de dependències que en algun cas, esdevingueren convents, o comandes, més o menys notables, com Corbins, Barbens i Torres de Segre Gebut. Miret i Sans parla d'altres "comandes" (Segrià, Urgell i Bell lloc), però és probable, com succeí en altres llocs (Solsona), que fossin només nuclis territorials de descongestió administrativa de Gardeny, gestionats per un frare procurador, que de vegades ostentava el nom de "comanador". Tampoc devien tenir una comunitat de frares, ja que la seva funció era més administrativa que conventual.
A més de les possessions que el Temple adquirí a la ciutat, foren molt importants els dominis que acumulà a l'antic terme de Lleida i més enllà: molt aviat, l'any 1151, just després de la conquesta, començà l'activitat repobladora en terres de l'antic terme del Castell de Castelldans de les Garrigues, probablement a l'actual terme d'Artesa de Lleida. L'any 1158, amb els Anglesola i els Sala, colonitzaren Avinavita, Montlleó i Artesa, termes que constitueixen l'actual municipi d'Artesa de Lleida.
Un altre nucli, potser el més important, es configurà al nord de la ciutat, en l'antic terme del Segrià,que a partir de l'any 1205, s'anomenà "comanda del Segrià". En la documentació de Gardeny, el nom de Segrià apareix ben aviat, l'any 1151. El nucli estigué format per possessions dels actuals termes de Torrefarrera, Rosselló de Segrià i Vilanova de Segrià. Vers el 1231, mitjançant carta de població, el comanador de Gardeny realitzà allí l'encastellament del castell de Castellnou de Segrià (avui Vilanova de Segrià). Altre encastellament, aquest més primerenc, endegat per Alfons el Cast i el comte d'Urgell, l'any 1174, fou el de Castellblanc (actual Malpartit, del municipi de Torrefarrera). Acabaria passant a mans del Temple.
Altre nucli o sub-comanda fou la d'Urgell, des de la qual es devien administrar les possessions de Balaguer i els seus rodals. Les donacions que els nobles -Anglesola, Ponts- van fer als templers de Balaguer foren principalment explotacions agrícoles i hidràuliques: horta, vinyes, i terrenys perquè hi edifiquessin molins, encara que també hi ha donacions de cases a la ciutat, vora la Vilanova.

Miret parla de la "comanda de Bell-lloc", nom que no figura en la llista de Forey. Tanmateix un i altre sembla que es refereixin a un grup de torres: Vinquín, Vensilló, Escarabat, Bafes, Merlet..., les quals foren donades al Temple per Ramon Berenguer IV i el comte d'Urgell. Gairebé totes, avui pertanyen al municipi del Palau d'Anglesola. 

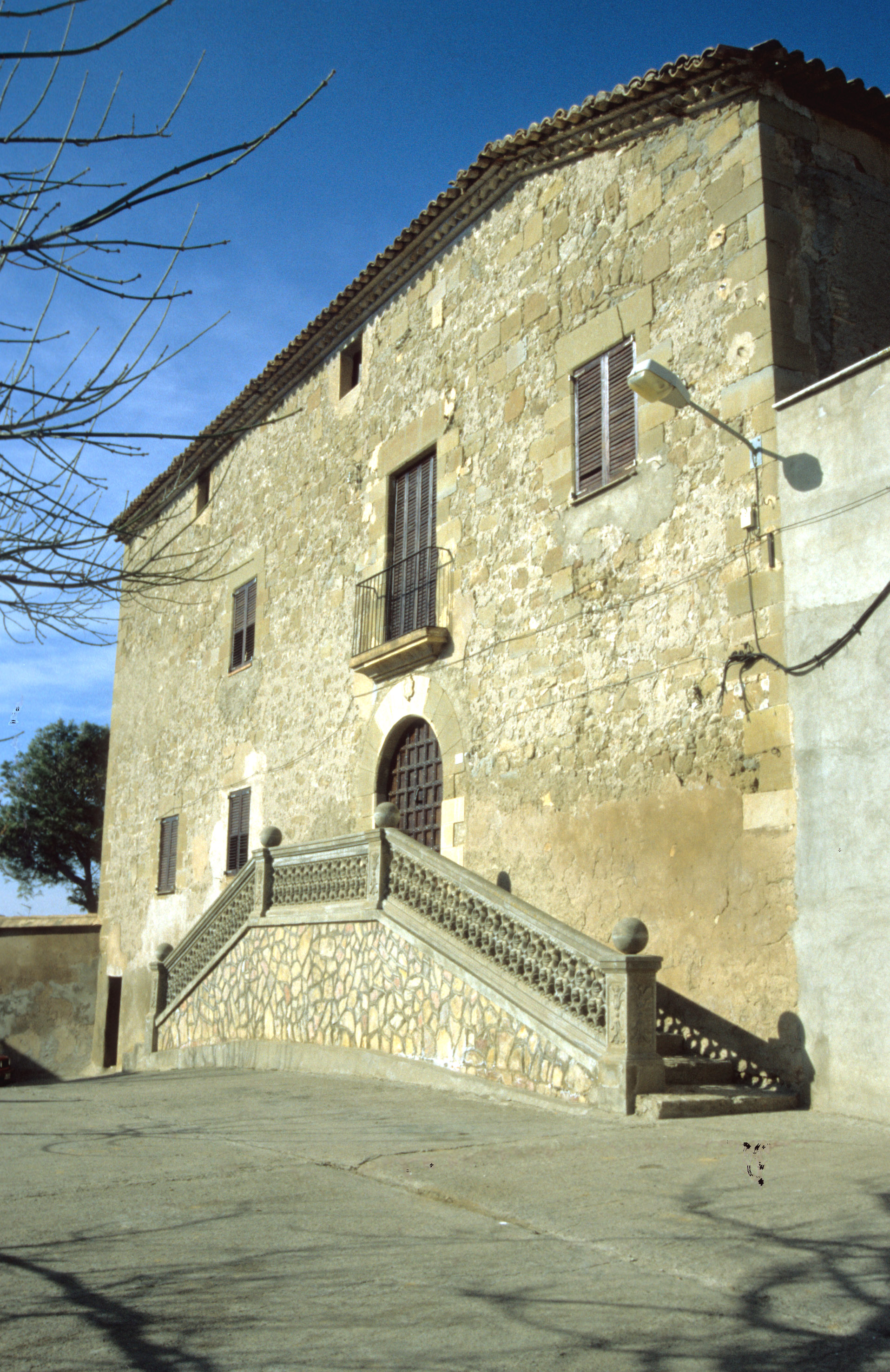
Castell de Corbins (Segrià). Seu de la comanda templera i després hospitalera. Va ser molt modificat en època moderna, tanmateix conserva estructures antigues als baixos. Any 2000.

#### La comanda de Corbins (el Segrià)

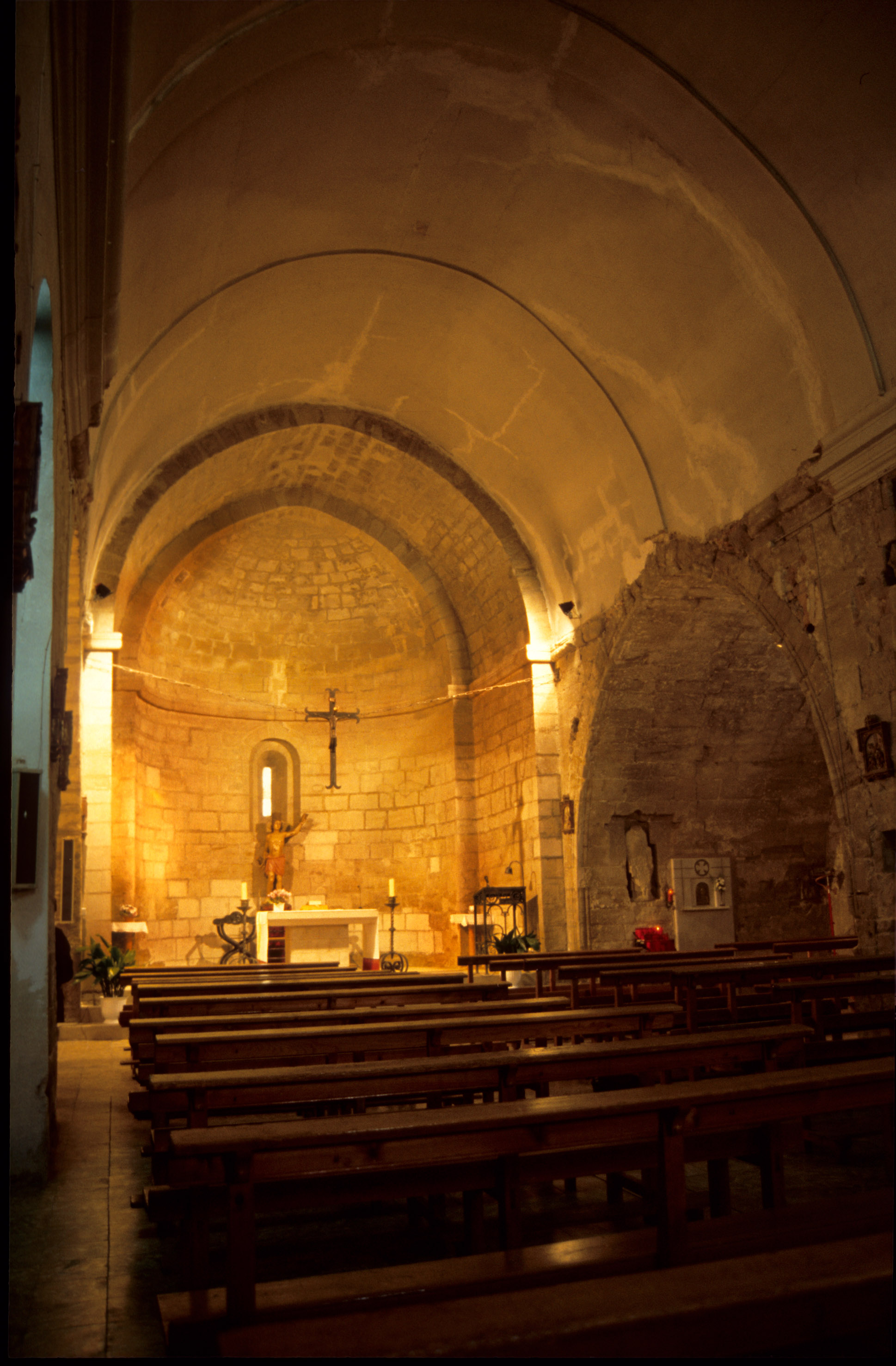
Sant Sebastià de Vilanova de Segrià, l'única parroquial de poble senyorejat pel Temple a les terres de Ponent que s'ha conservat sencera.

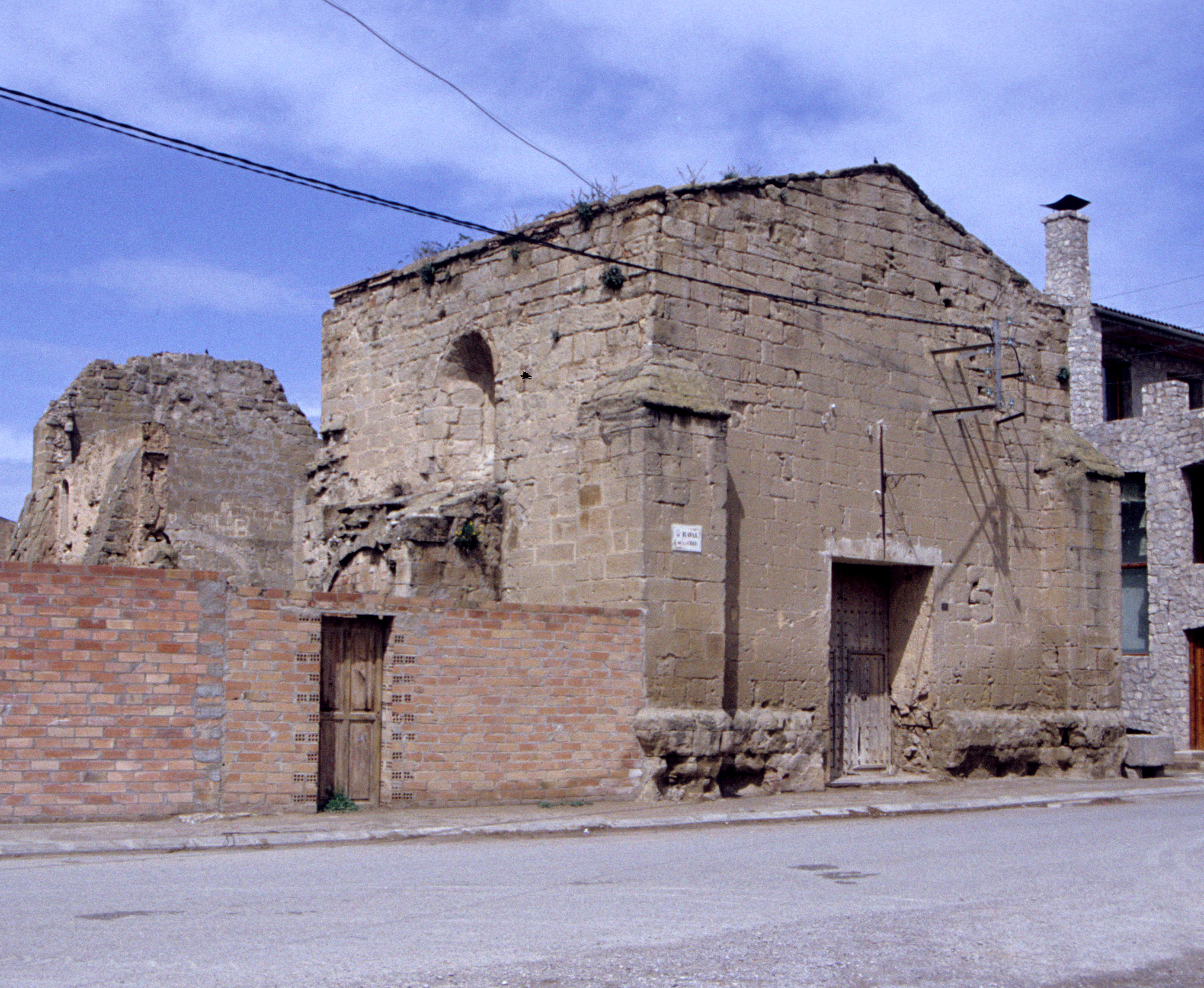
Vilanova de la Barca (Segrià), antiga església parroquial del temps de la fundació templera del poble.

En època musulmana, el castell de Corbins fou un bastió avançat de Lleida. Després d'uns anys vacil·lants en què passà alternativament de mans musulmanes a cristianes, per causa de la seua situació geogràficament estratègica. Segons Forey, sembla que els templers hi haurien establert una casa el 1148, la qual s'incorporà a Gardeny un cop conquerida Lleida.
Passat aquest període inicial, l'any 1167 ja es documenta com a Comanda de Corbins i a finals del XII i començaments del XIII, amb l'ajut dels Anglesola, posaven en marxa una important activitat colonitzadora. Entre Lleida i Balaguer construïren un embarcador al Segre que regulés la comunicació entre ambdues ciutats i Corbins. Al costat hi realitzaren l'encastellament de Vilanova de la Barca, que agrupà la gent d'Aguilar i Castellpagès.
A l'altre costat de la Noguera, davant de Corbins, dugueren a terme una altra colonització que anomenaren Torre de la Mesó (actual Torrelameu), on hi construïren una capella sufragània de la parroquial de Corbins. Els templers de Corbins i el bisbe de Lleida van tenir seriosos conflictes amb relació a l'església parroquial de Sant Jaume de Corbins; conflictes que es van resoldre l'any 1272, amb una concòrdia, mitjançant la qual, Sant Jaume de Corbins i la capella de Torrelameu, foren cedides al Temple.

#### La comanda de Barbens (el Pla d'Urgell)

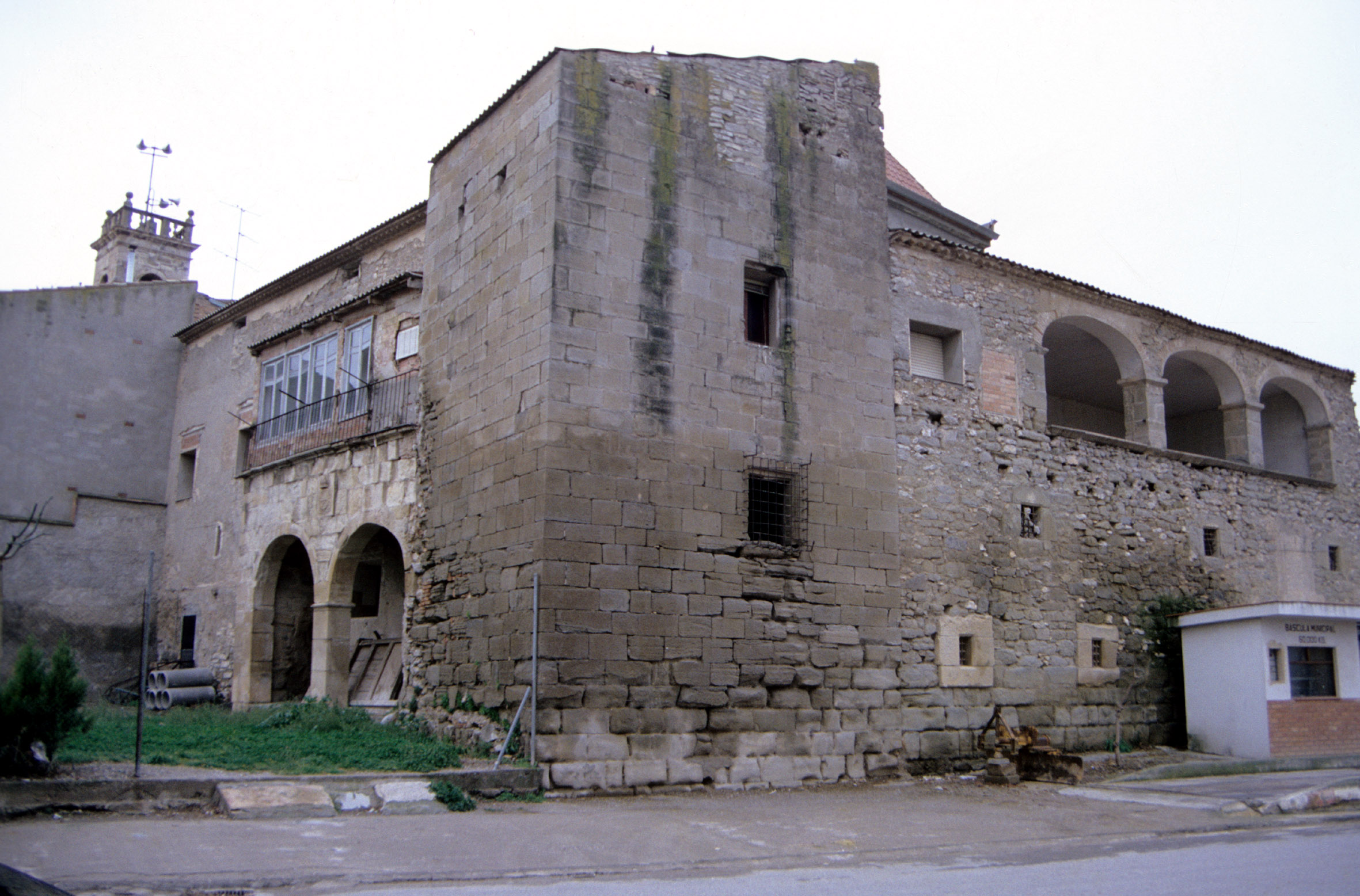
Barbens (Pla d'Urgell). Seu de la comanda templera abans de la restauració. 1995

El primer personatge de qui es té notícia com a propietari del castell de Barbens és Ramon Barrufell, qui, el 1118 rep uns alous al terme del Palau d'Anglesola. Els Barrufell eren una família d'importants terratinents del baix Urgell que posseïen terres alodials procedents d'aprisions a la zona: a Tornabous, a Anglesola, al Palau d'Anglesola i a Barbens.
La comanda de Barbens s'organitza a conseqüència de l'expansió de la casa de Gardeny, a partir de les donacions rebudes des de 1164. En el conjunt de les adquisicions hi destacà el paper de dues famílies: els Torroja i els Ribelles. Quan Gardeny s'interessà en la formació territorial al voltant de Barbens, Gombau de Ribelles, aconsellà al seu vassall Ramon Barrufell que vengués el castell de Barbens als templers. Això passà l'any 1166 i dos anys després R. Barrufell és documentat com a primer comanador de Barbens; de fet, fou un dels primers benefactors de l'Orde, car en vida de la seva muller decidí fer se templer i testà en favor de la seva filla Sança posant li com a condició que vengués el castell als templers.
Les principals fonts de riquesa de Barbens foren el conreu de cereals i la ramaderia. Aleshores el regadiu era insignificant. Pel que fa a la ramaderia i a altres fonts de riquesa, la documentació de Barbens posa en evidència la importància de les terres incultes dedicades a pastures, farraginals o prats, i a l'explotació de boscos per fusta i llenya. Hi ha documents relatius al negoci del bestiar, gros i petit, i a la indústria dels molins, com ho mostra un escrit de Ramon de Torroja, gran terratinent de Barbens, per tal de repartir l'aigua de manera que ell i els templers en tinguessin la mateixa quantitat per moure els molins.
La comanda va anar adquirint un important patrimoni en pobles de la rodalia (Anglesola, el castell d'Aguilella -avui despoblat de Barbens-, l'Espígol -vora Tornabous-); o a la veïna comarca de la Noguera (el castell i poble de Penelles). A aqueixes possessions cal afegir l'adquisició primerenca, 1149, del castell de Belianes (Urgell), a la qual, cent anys després, s'afegí Castellsalvà (actual partida del terme de Belianes).

#### La comanda de Torres de Segre-Gebut (el Segrià)
Torres de Segre fou una de les darreres comandes que el Temple organitzà al Principat, ja que data de finals del segle xiii. El 1289, Jaume Sarroca, bisbe d'Osca i senyor de Torres, donà al comanador de Gardeny l'important patrimoni format pel castell, la vila i terme de Torres, els molins de Conjaquera i diverses propietats de Gebut. Un dels aspectes econòmics més importants d'aquestes terres fou el control de l'aigua del Segre. Els templers, amb la donació de Jaume Sarroca, havien heretat els drets que tenien els Cervera, antics senyors de Torres, sobre la important séquia que baixava des de Castellpagès (Vilanova de la Barca), regava molta terra dels termes de Torres de Segre i de Gebut, i que movia diversos molins, el domini dels quals també controlava el comanador de Torres.

#### Patrimoni arquitectònic templer del Segre
De totes les fortificacions documentades a les terres del Segre, actualment en queden molt poques. Per sort, com a l'Ebre, ha restat en peu el castell principal, que en aquest cas és el castell de Gardeny. Queda també la casa de comanda de Corbins, que conserva part d'estructura medieval amb notables afegits de l'època moderna que el desfiguraren totalment. La comanda de Barbens serva dignament part del castell templer. També es poden veure alguns murs medievals amb afegits moderns del que fou la fortificació de la comanda de Torres de Segre. Llevat de la Torre dels Frares (Fraga), no sabem que s'hagi conservat cap altra torre de les moltes que poblaren aquestes terres.

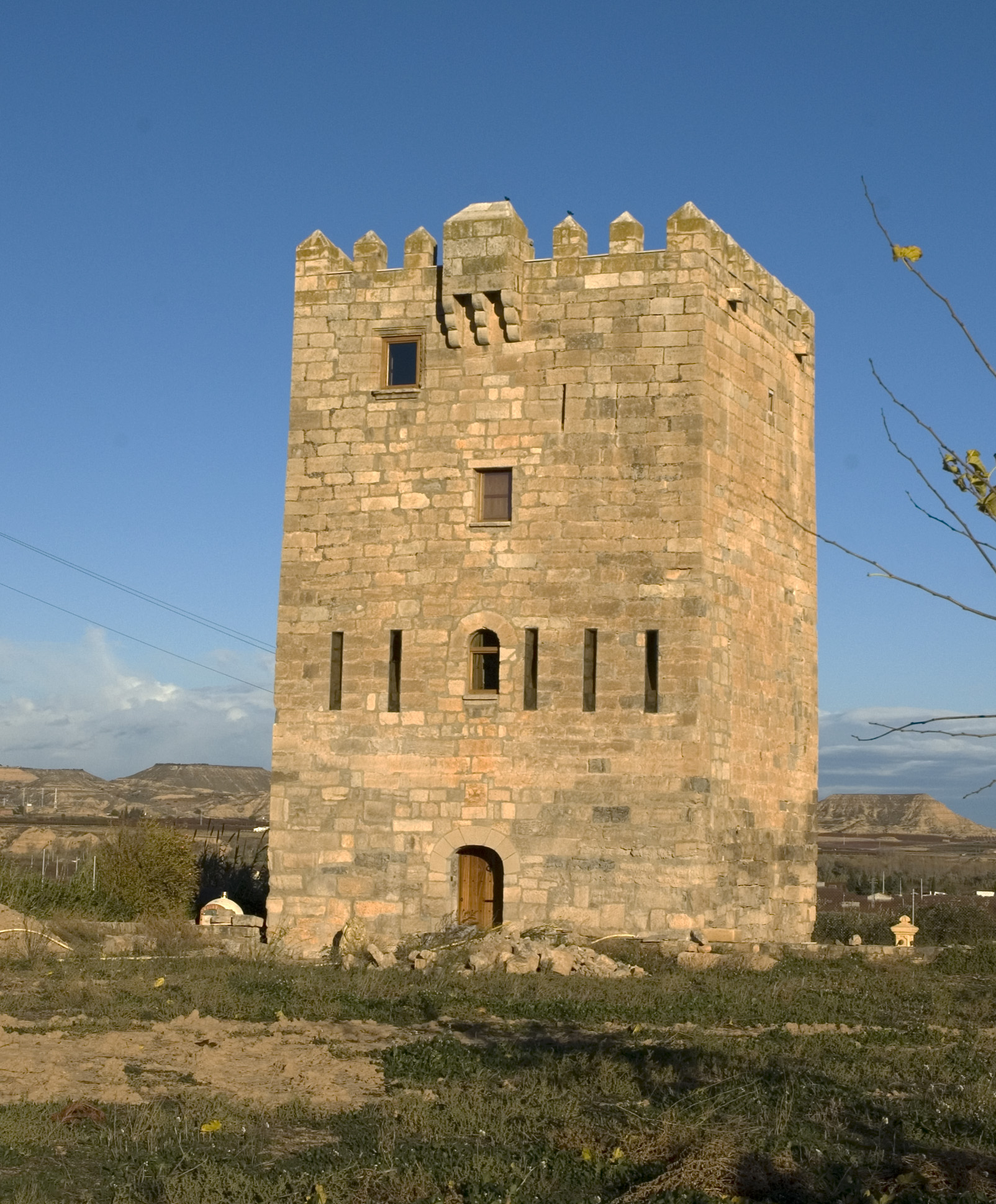
Fraga (Baix Cinca, Osca). Torre dels Frares.

Tampoc no ha quedat gairebé res de les antigues esglésies parroquials de patronatge del Temple, o dels pobles senyorejats per l'orde. Resta part de la nau (o potser tota) de l'antiga església de Santa Maria de Barbens que a més d'església parroquial hauria servit de capella conventual de la comanda; els murs destruïts de l'antiga església de Vilanova de la Barca; i fins fa pocs anys restaven en peu alguns elements arquitectònics de l'església del Pedrís. L'única església parroquial d'un poble de senyoriu templer que s'ha conservat és Sant Sebastià de Vilanova de Segrià.

### Les comandes de la Primera Marca
Les fortificacions que reberen els cavallers del Temple arreu del país, moltes vegades anaven acompanyades d'importants donacions. L'orde, però, no podia ocupar-les totes, li era humanament impossible, d'aquí que quasi tots aquests castells o cases fossin subinfeudats o deixats a cura de carlans. Alguns foren convertits en seu de comandes o sotscomandes, segons una sàvia organització territorial que incloïa tota la geografia catalana.
En les terres de la Catalunya Nova conquerides poc temps abans que les taifes de Tortosa i Lleida, els templers van rebre les primeres i molt importants donacions, on organitzaren tres comandes: la comanda de Granyena, la comanda de Barberà i la comanda de Selma. La més occidental d'aquestes comandes, Granyena, situada a la comarca de la Segarra, està a uns 20 km en línia recta de Barbens i de Barberà, que li queda a migdia. Per la seva part, Barberà té, a una distància semblant, vers orient, la comanda de Selma en terres que fan la partió amb la Catalunya Vella. Aquestes comandes, malgrat ésser les primeres possessions importants que els templers van rebre al Principat de Catalunya, foren organitzades quan els templers hagueren consolidat la situació en els principals castells de frontera (Castell de Gardeny i Miravet).

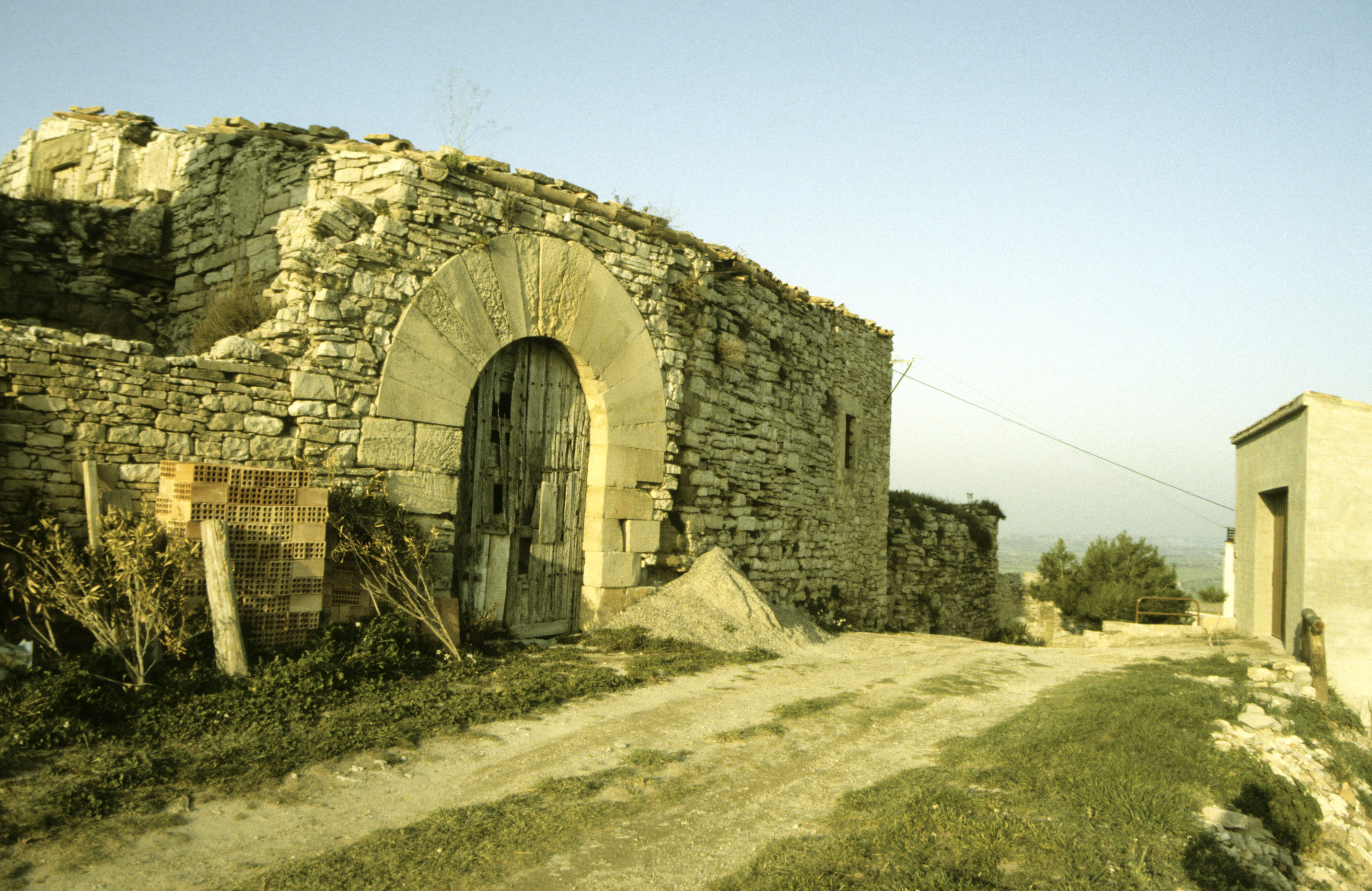
Castell de Granyena (Segarra). Façana de migdia, amb la porta principal.

#### La comanda de Granyena (la Segarra)
El castell de Granyena, atorgat el 1131 pel comte de Barcelona, Ramon Berenguer III, fou el primer que van rebre els templers a Catalunya. Aleshores era ja una fortalesa d'un sector de la Marca repoblat per iniciativa del propi comte de Barcelona. En les primeres dècades va viure a Granyena una petita comunitat templera, que devia acomplir funcions militars. La comanda de Granyena com a tal i amb funcions principalment econòmiques no hi serà fins a l'any 1190, que és quan apareix documentat el primer comanador. Aleshores la Marca s'havia desplaçat més enllà del Segre i de l'Ebre.
	La comanda s'eixamplà a diversos pobles del veïnat: Montornès de Segarra, (2 km al sud de Granyena), el Mas de Bondia (3 km a l'oest de Montornès) i el Talladell (a poca distància de Granyena vers ponent, en l'actual terme municipal de Tàrrega). Montornès fou lliurat al Temple molt aviat pel rei Alfons el Trobador l'any 1181, abans que es constituís la comanda. No se sap quin fou l'abast real del domini templer sobre aquest lloc, però se sap que el castell fou del Temple. La donació de Montornès a l'orde comprenia també el Mas de Bondia, lloc que, originàriament, no era més que això, un mas. El Talladell els va arribar bastant més tard, el 1269, per la venda que els feu Saura de Ponts.

#### La comanda de Barberà (la Conca de Barberà)

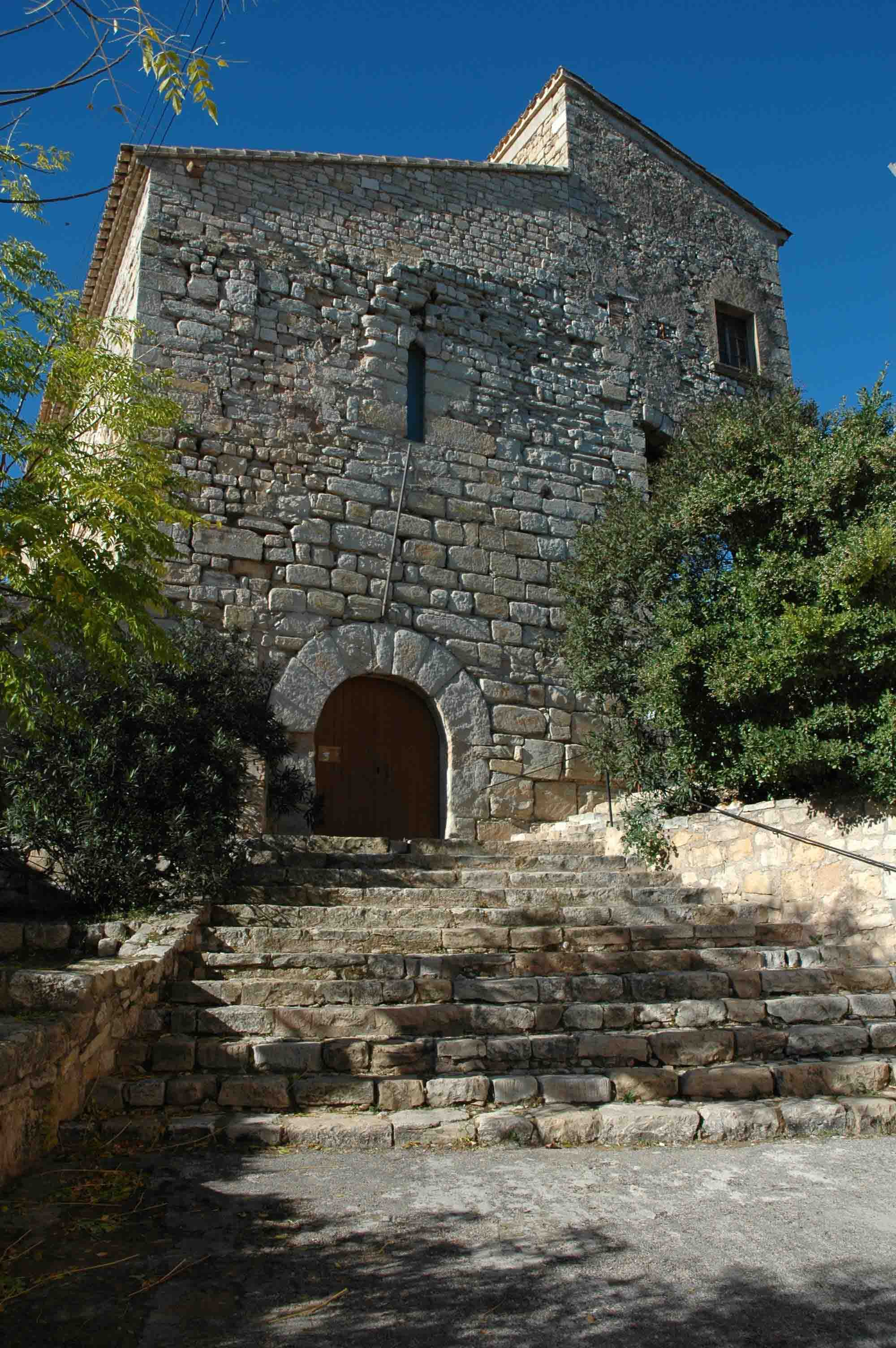
Castell templer de Barberà (Conca de Barberà). Façana de llevant amb la porta principal. 2006

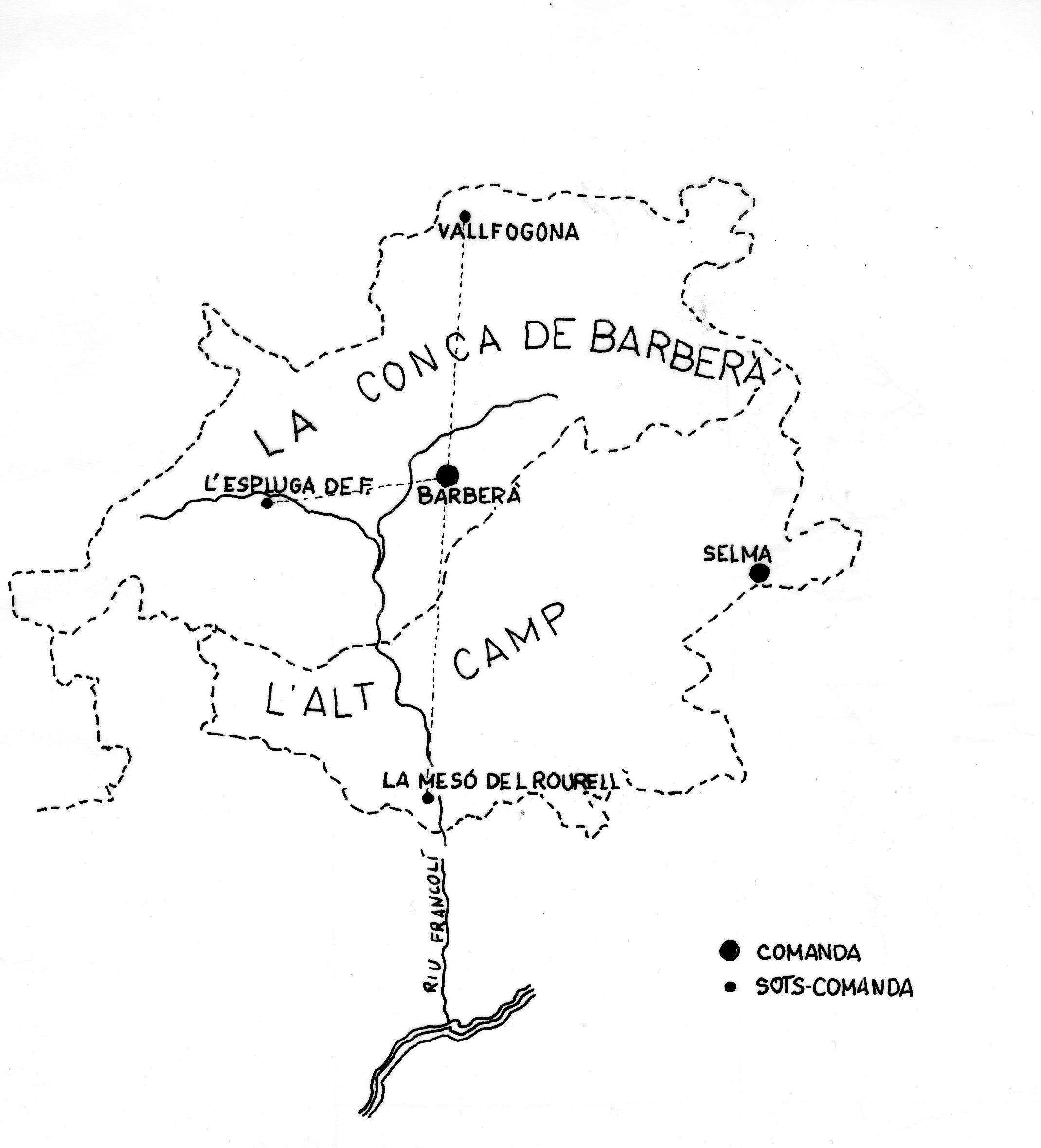
Mapa de la comanda templera de Barberà amb les seves dependències o sub-comandes.

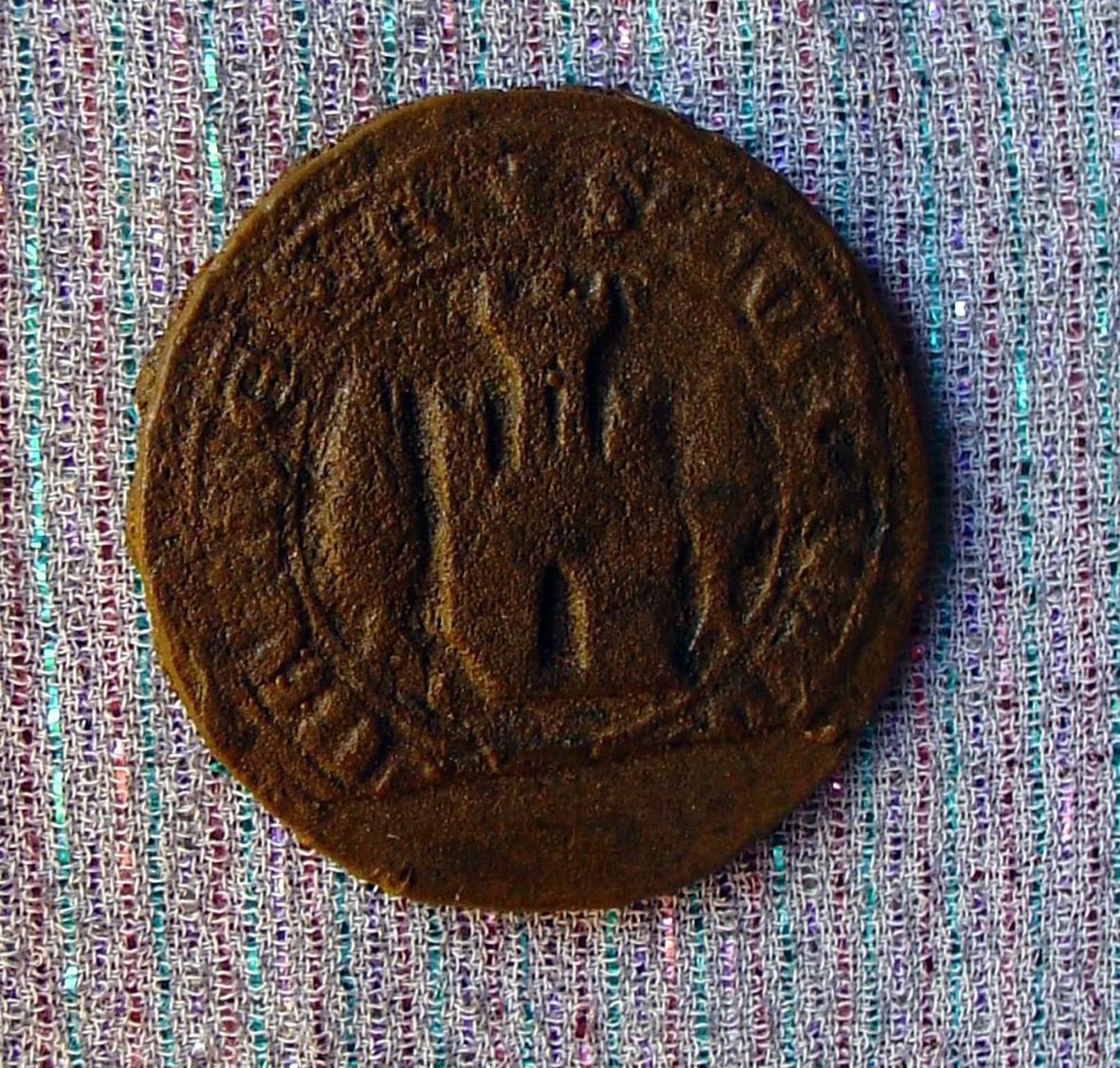
Segell de la comanda templera de Barberà, s. XIII-XIV

Barberà fou el segon castell important que els templers reberen a Catalunya; els fou donat directament pels comtes d'Urgell i de Barcelona entre 1131 i 1133. Prèviament havia estat colonitzat per Pere de Puigverd, que va pledejar amb el comte en relació als drets que creia tenir sobre el lloc. El plet retardà l'establiment de la comanda templera, que no tingué lloc fins als anys setanta del segle xii. Durant el darrer quart d'aquest segle i al llarg del segle xiii, els templers van anar rebent propietats a la Conca de Barberà i a les comarques veïnes de la Segarra i l'Alt Camp, de manera que la casa templera de Barberà va arribar a ser una de les més importants del Principat. L'organització i l'explotació d'aquell important patrimoni foren dutes a terme pel Temple amb intel·ligència i racionalitat, mitjançant operacions de compra, venda i permuta. Ben aviat, al voltant de la casa matriu de Barberà es configuraren com a cases filials o subcomandes: Vallfogona de Riucorb, l'Espluga de Francolí i la Masó del Rourell. La indústria hidràulica molinera constituí un important patrimoni de la casa de Barberà. El Temple administrà molts molins bladers al llarg del curs del riu Anguera i dels seus torrents subsidiaris. Foren dependències de la Comanda de Barberà pròpiament dita, els pobles veïns de Pira, Ollers (Barberà de la Conca), el Pinetell de Barberà i Montbrió de la Marca.

#### La sotscomanda de l'Espluga de Francolí (la Conca de Barberà)
En el segle xii els germans Ponç Hug i Ramon de Cervera colonitzaren l'Espluga de Francolí, i es repartiren el terme determinant-ne dos dominis: l'Espluga Superior que fou de Ponç i la Inferior que fou de Ramon. Els templers entraren en possessió de l'Espluga Sobirana cap a mitjan segle xiii, en els mateixos anys que els hospitalers aconseguiren el domini de l'Espluga Jussana. Simó de Palau, descendent dels Cervera, va deixar l'Espluga Sobirana als templers en testament fet l'any 1246, però aquests no la dominaren fins al 1255, quan arribaren a un acord amb la vídua.
Els templers portaren la tranquil·litat als espluguins, car a partir de la seva aparició s'apaivagaren els continus conflictes que els enfrontaven amb Poblet per causa del Codoç, unes terres entre els termes de l'Espluga i Vimbodí. Els templers, però, encetaren pel seu compte una nova polèmica amb el monestir Poblet pel domini dels molins que movien les aigües del riu Francolí.

#### La sotscomanda de Vallfogona (la Conca de Barberà)

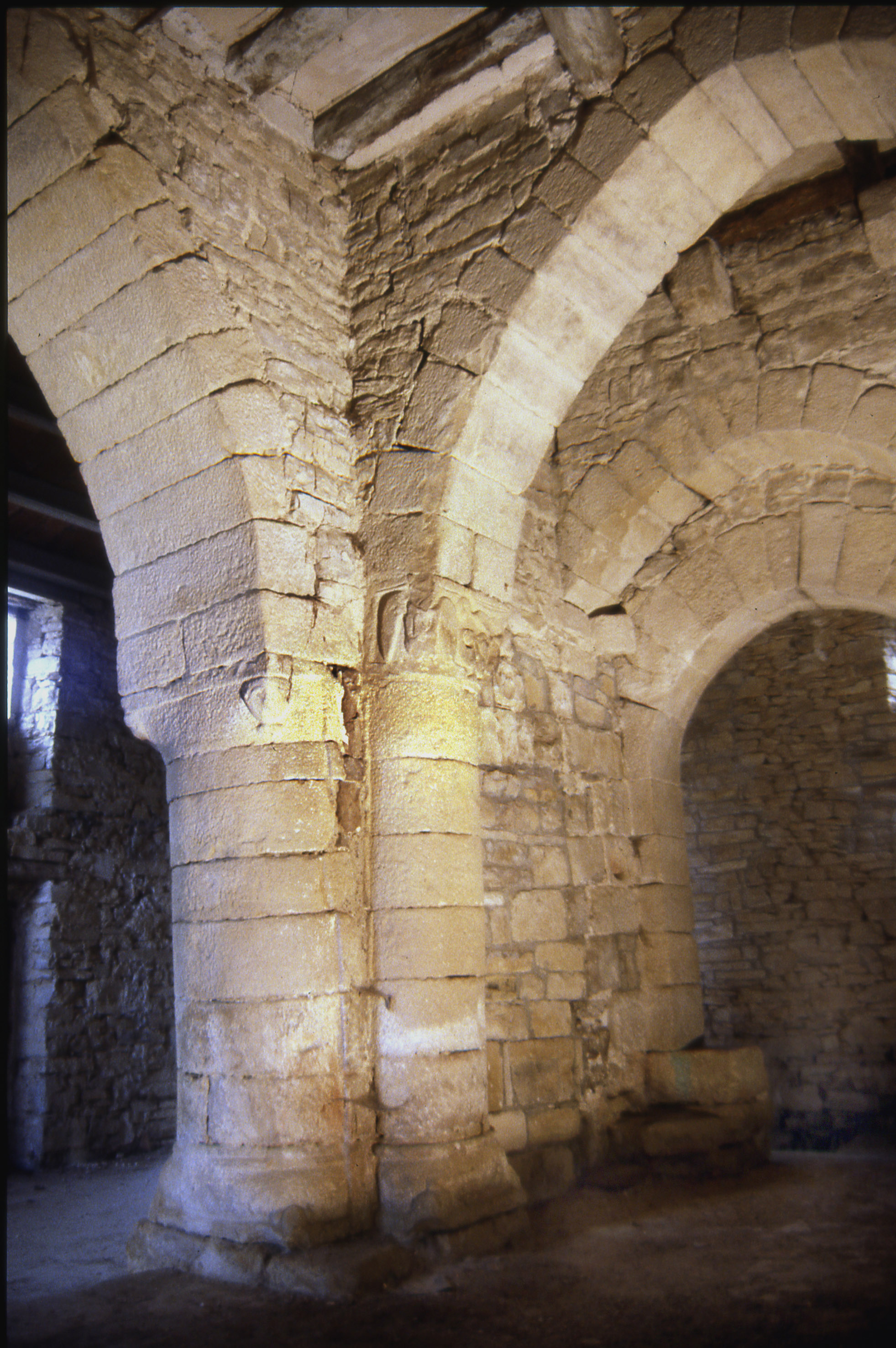
Vallfogona de Riucorb (Conca de Barberà). Estança del castell templer.

En la Segarra colomina el comanador de Barberà senyorejà el castell de Vallfogona, situat en la vall del riu Corb, a 16 km en línia recta de Barberà. En eixamplar-se el patrimoni de la casa de Barberà, cap al nord i cap a l'est, els templers decidiren establir allí un convent filial. El castell i el lloc de Vallfogona foren cedits al Temple per Gombau d'Oluja l'any 1196. El 1199, l'orde incrementava el patrimoni en rebre de Guillem de Montargull, de la família Su, el lloc de Palau, a l'actual terme de Vallfogona. Amb els anys assolí també el senyoriu dels pobles d'Albió i de Montargull. Al llarg del riu Corb, que corre pels termes d'aquests pobles, els templers de Vallfogona controlaven importants molins.
En parlar del senyoriu templer de Vallfogona no es pot obviar la relació que va tenir amb Santa Coloma de Queralt i els seus senyors. Gombau d'Oluja de la família dels Queralt, l'any 1196, donà Vallfogona als templers de Barberà, els quals hi organitzaren la sotscomanda. Poc abans, el 1192, el mateix Gombau havia empenyorat als mateixos templers Santa Coloma. La vila fou senyorejada pel Temple fins a l'any 1223 en què Arnau de Timor/Queralt, successor de Gombau, la recuperà.
	Pere II de Queralt/Timor (1230-1275), fill d'Arnau fou un membre eminent de l'orde del Temple, així com ho foren dos germans seus, Jaume i Arnau de Timor. Pere II de Queralt, conegut com a Cor de Roure intervingué en la conquesta de Mallorca i ja vidu, el 1257, ingressà al Temple. Dins l'orde, fou comanador de Montsó, de Miravet i lloctinent del mestre provincial. Els Queralt decidiren que el seu santuari de Santa Maria de Bell-lloc esdevingués mausoleu de la família.

#### La sotscomanda de la Masó del Rourell (l'Alt Camp)
Les possessions barberenques al Camp de Tarragona no van tenir el mateix caire que les de la Segarra colomina. Mentre que aquestes consistien en antics castells de la Marca, al Camp, en terres acabades de conquerir, els templers reberen territoris que com a màxim tenien "turres" per a defensa dels antics camperols del baix Francolí. La creació d'aquesta comanda parteix d'una donació que els feu Berenguer de Molnells, al mateix temps que ingressava a la milícia, d'un antic territori anomenat Bellestar, que comprenia l'actual terme de la Masó, on hi havia una antiga torre. Ben aviat hi instal·laren una sotspreceptoria que agafà el nom del la Masó del Rourell (sotscomanda de la Masó del Rourell) i que no fou altra cosa que un mas fortificat (l'actual poble de la Masó). La distància entre la Masó del Rourell i Barberà, uns 20 km, era també idònia per a crear-hi una sotscomanda.

#### La comanda de Selma (l'Alt Camp)

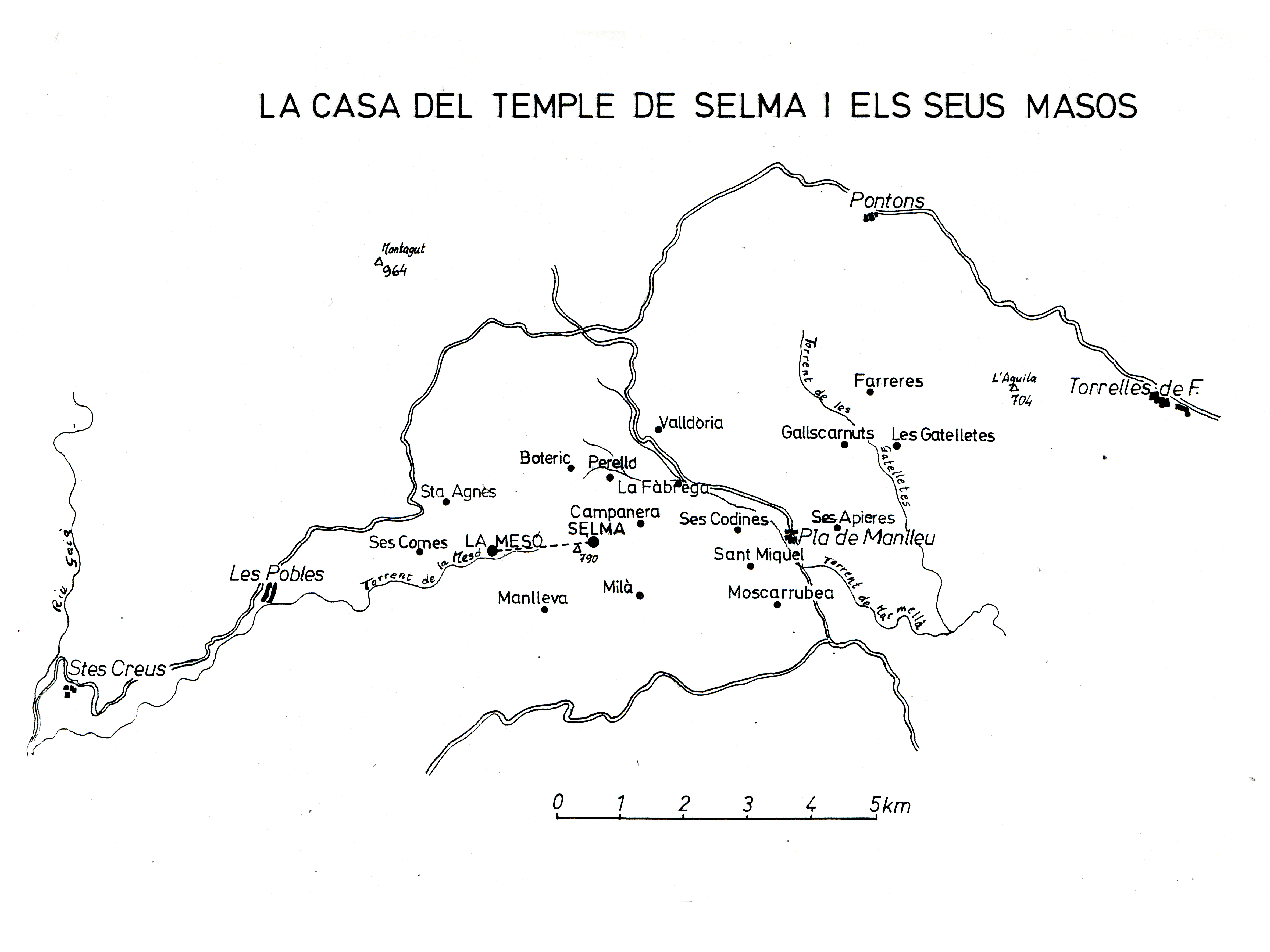
Selma (Alt Camp). Mapa de la comanda templera de Selma i els seus masos.

El 1142, Guillem de Sant Martí cedí el castell i terme de Selma a l'orde del Temple i trenta anys més tard el bisbe de Barcelona els donà el patronatge de l'església parroquial de Sant Cristòfol. Amb tot i això, els templers no organitzaren de seguida la Comanda de Selma, fins podria ser que en els primers temps l'haguessin administrat des de fora.
L'any 1190 es documenta un primer comanador de Selma; per tant, la comanda ja devia estar organitzada. Els frares, però, no habitaren el castell —que havien deixat a un carlà—, sinó un mas que construïren un km més avall, en una fèrtil planura, indret més adequat per a administrar aquell gran terme sembrat de torres i masos. El convent-mas encara existeix i és conegut amb el nom de la Masó de Selma.
La Comanda de Selma va ser eminentment agrícola, amb control sobre un bon nombre de masos disseminats per l'ample terme del castell. Originàriament els masos havien estat alous (torres aloeres), és a dir, petites unitats familiars autònomes, però a poc a poc esdevingueren masos censalistes (emfiteusi) del Temple. Tots estaven situats en llocs estratègics de fàcil defensa. Pertanyien a la comanda de Selma els masos d'Alomar, Perelló, Campanera, Gateleda, Galls Carnuts, Farreres, Milà, Manlleva, Santa Agnès, la Fàbrega, ces Comes, Boterich, Moscarrubea, ces Codines, Puigloret, ces Apieres i Valldòria.

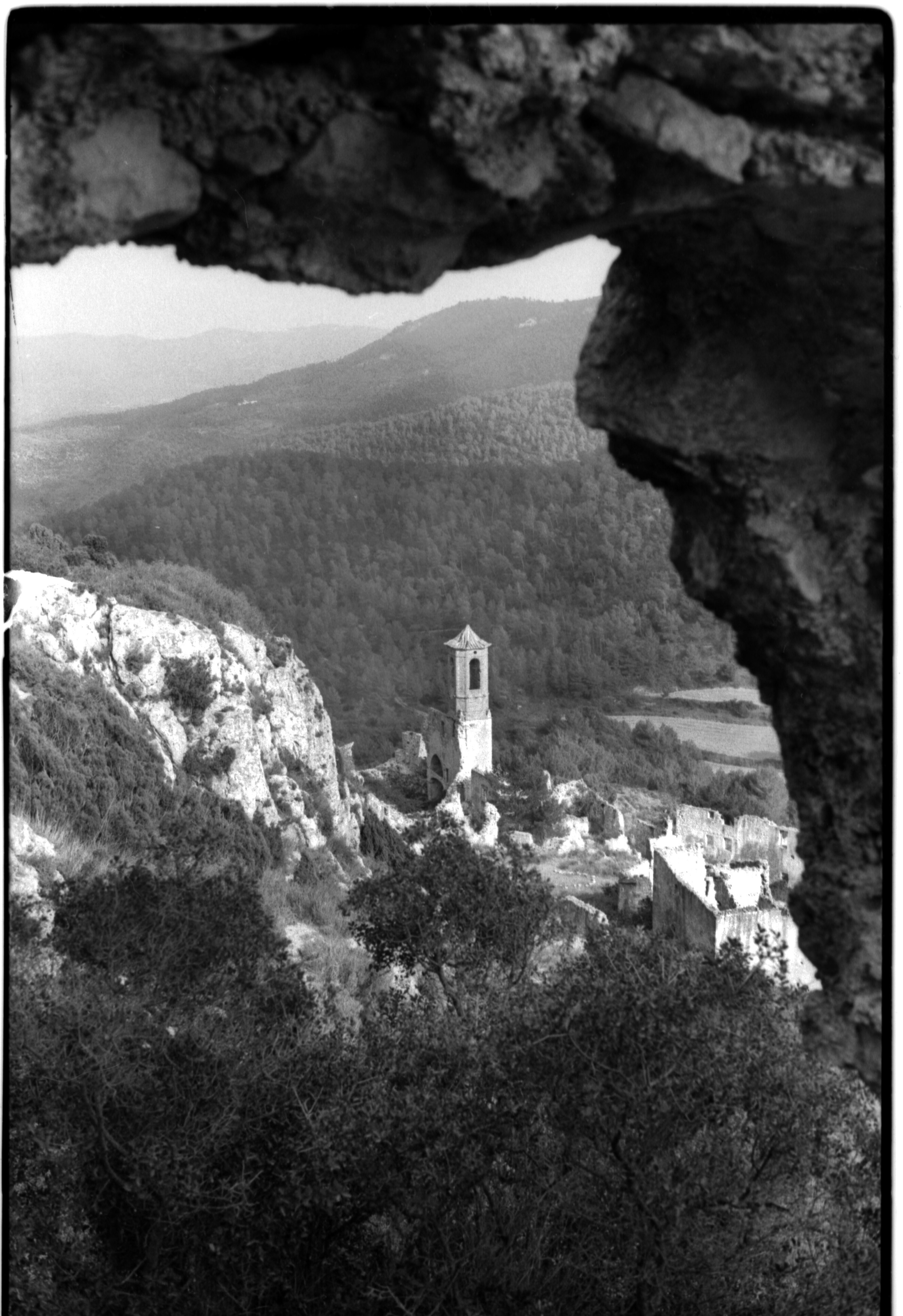
Selma. Vista del poble des del castell. Any 1986.

#### Patrimoni arquitectònic templer de la primera Marca
De totes aquestes comandes i sotscomandes de la Primera Marca queden actualment part del que foren baixos del castell de Granyena de Segarra. Un tros del castell de Montornès de Segarra convertit en església parroquial. La part més antiga del castell de Barberà (Barberà de la Conca) i restes de muralla i torre del castell anterior. Algunes dependències del castell de Vallfogona, una amb capitells interessants que, contràriament al que s'ha dit, de cap manera fou capella, car mai és descrita en les nombroses visites priorals dels hospitalers, i això és impensable. Estructures de planta baixa de la casa de la Masó del Rourell. Restes del castell de Selma, potser part de la Masó de Selma i algunes torres del seu terme, entre elles la torre dels Galls Carnuts, el mas de Santa Agnès (Santa Agnès d'Aiguamúrcia), la Torre de la Quadra de Puigloret, Sant Miquel del Pla de Manlleu, la Torre de Milà, el mas de Manlleva...
D'aquest sector ens han arribat un nombre prou important d'esglésies parroquials, i entre elles alguna de molt important. De la comanda de Granyena resta el santuari de la Mare de Déu del Camí de Granyena de Segarra —totalment refet en època moderna— amb una Verge del s. XIII; la façana de l'església parroquial del Mas de Bondia i l'església parroquial de Montornès de Segarra (que aprofita una antiga dependència del castell). De la comanda de Barberà han quedat exemples molt notables: un bell timpà de l'antiga església parroquial a Barberà; l'antic temple de Sant Miquel a l'Espluga de Francolí; les també parroquials de Santa Maria de Vallfogona de Riucorb, Sant Gil d'Albió i Montargull (Llorac); el santuari marià de Santa Maria de Bell-lloc (Santa Coloma de Queralt)…

## La Catalunya Vella

### Les comandes del sud dels Pirineus

#### La comanda de Castelló d'Empúries (l'Alt Empordà)
És poca la documentació que es coneix del Temple de Castelló. El 1168 Dalmau de Castelló fa una donació a l'orde en mans de Berenguer de Molnells, probable bajulus forensis per aquelles terres del nord. No era la primera donació que l'orde rebia a Castelló, car la finca limitava amb terres del Temple. No és fins a l'any 1217 que es documenta l'existència de la comanda, que serà eminentment rural amb moltes finques disseminades. Instal·laren la seu al puig de la Cavalleria de Castelló. Posseí cases a Castelló i propietats diverses a Besalú, Beguda, Espinavessa, i en tota una sèrie de pobles compresos entre el Fluvià i la Muga. No sembla que els templers haguessin tingut gaire pes polític en les relacions amb els comtes d'Empúries, ja que aquests afavoriren principalment l'orde de l'Hospital. Conreaven terres en règim de dominicatura al puig de la Cavalleria de Castelló, a Sant Joan ses Closes (Aspres), a Vilanova de la Muga i potser en algun altre indret de Castelló mateix o de Fortià. La resta de terres foren donades en emfiteusi.
	Al començament del segle xiv la comanda tenia una sèrie de batllies que li proporcionaven un rendiment i un control eficaç de les explotacions agràries, ramaderes i industrials. Tenia terres de cultiu, horts i pastures per als animals, i molins i forns. Cap al 1307, la comada gaudia d'una economia molt sanejada, de manera que podia pagar amb escreix les responsions que se li demanaven. Tanmateix, uns anys abans de l'extinció oficial del Temple, el 1312, ja s'havien empenyorat o liquidat la major part dels béns mobles de la comanda, i molts diners i béns s'havien repartit entre els senyors i els oficials reials.

#### La comanda d'Aiguaviva (el Gironès)

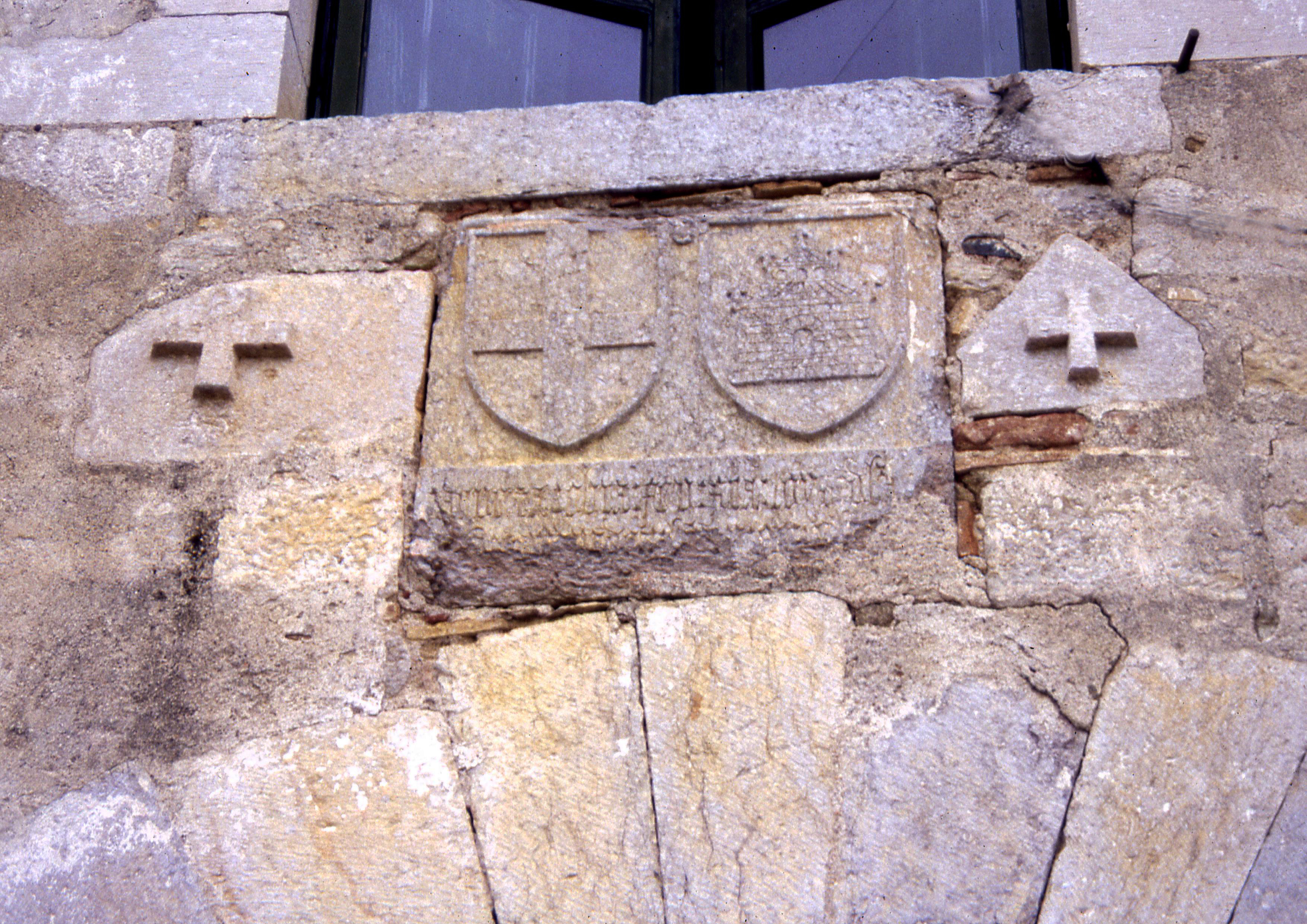
Comanda d'Aiguaviva. Heràldica d'època hospitalera que corona la porta principal.

Com a Castelló, la documentació templera d'Aiguaviva és molt minsa. Se sap només que el convent templer tenia seu i estatge amb capella –sota advocació de santa Magdalena– a Aiguaviva. El patrimoni de la comanda estava format per una sèrie de possessions vora Girona, a més d'una capella a Santa Maria dels Madrenys, a la parròquia de Vilablareix.
	Segons la documentació hospitalera, al segle xii la Comanda d'Aiguaviva tenia: "la casa dita del Temple de Santa Magdalena» i una peça de terra de 25 vessanes. Posseïa també diversos terrenys establerts a cens i altres que pagaven delmes. Al terme d'Aiguaviva i els circumveïns, la casa recol·lectava cada any 54 quarteres de blat, i també posseïa drets sobre nombrosos masos que li produïen beneficis: el mas de Morrofet d'Aiguaviva, la Boxera, la Tordarola, la Coromina, el mas Garrofa d'Aiguaviva, el mas Madrenys d'Aiguaviva, el Camp del Temple de Vilablareix, dos camps d'Aiguaviva anomenats Sotal i de les Serres, i el mas Salvà de Campllong.
Forey cita una dependència d'Aiguaviva anomenada Libiano, que podria correspondre a l'actual Llabià del municipi de Fontanilles (Baix Empordà), però tant Llabià com Fontanilles foren dos llocs del comte d'Empúries. Tanmateix, tot i que no es coneix cap documentació que confirmi la relació del Temple amb aquests llocs, se sap que els hospitalers senyorejaren Fontanilles en època moderna. La comanda posseïa també terres disperses pels termes de Caldes de Malavella, Llagostera, Palafrugell, i una casa a la ciutat de Girona.

#### La comanda de Puig-reig (el Berguedà)
A partir de 1170, els vescomtes de Berguedà i altres senyors (Galceran de Pinós, Berenguer de Calders) feien donacions al Temple a les zones altes del Berguedà i la Cerdanya a la muntanya de Palomera terres de prats molt importants per a la ramaderia.
Al cap d'uns anys, s'incrementaren les donacions al Berguedà per part dels vescomtes, situació que determinà la instal·lació de la comanda a Puig-reig. El patrimoni templer s'amplià l'any 1187 pel testament del primogènit, el famós trobador Guillem de Berguedà, que els donà el castell de Puig-reig i Fonollet. Per diverses dificultats la donació no es feu efectiva fins a l'any 1231, quan els la confirmà Jaume I. Aleshores deurien establir el convent al castell.

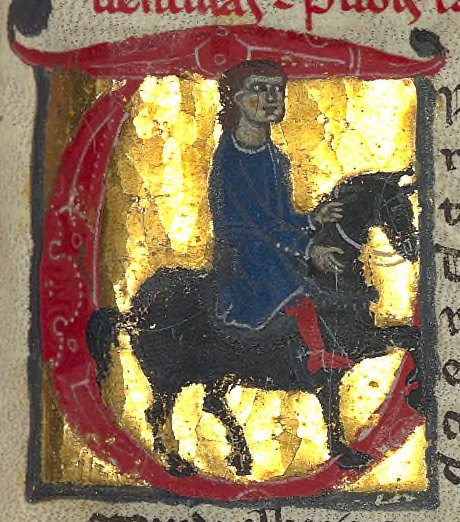
BnF ms. 12473 fol. 178 - Guilhem de Berguedan (1)

A fi d'administrar millor les disperses possessions de la comanda les distribuïren en tres nuclis: un a Puig-reig, un altre a l'alt Berguedà i el tercer a la Cerdanya. El de Puig-reig, que era el principal, el constituïen el castell i terme de Puig-reig i Fonollet, on l'Orde tenia plena jurisdicció i domini. A l'alt Berguedà, els boscos i pastures de Palomera i uns masos de Saldes i Bagà. A la Cerdanya s'agrupaven al voltant de Puigcerdà (a la Tor de Querol, Guils de Cerdanya, Bolvir, Ger, Saga, Osseja i Sallagosa), i de Bellver (Bor i Pedra).
D'antuvi, la petita comanda templera de Puig-reig utilitzaria l'església de Sant Martí, que era del bisbe d'Urgell; l'any 1278, el propi bisbe els la cedí en patronatge, juntament amb la sufragània de Sant Sadurní de Fonollet, i set altres capelles (el Roseret, Sant Marçal, Sant Andreu de cal Pallot, Sant Julià de Periques, Sant Joan Degollat, Sant Jaume de Tresserres i Sant Julià del Soler).
El castell no devia ser prou apte per a les necessitats d'una comanda rural tan important i disseminada, circumstància que determinaria la construcció, davant del castell a l'altra riba del riu Llobregat, del mas Periques. A més a més, l'indret era estratègic, per controlar el pont (pont de Periques) i els molins del Temple, que tenien al costat.

#### La Comanda de Palau Solità - Barcelona (el Vallès i el Barcelonès)

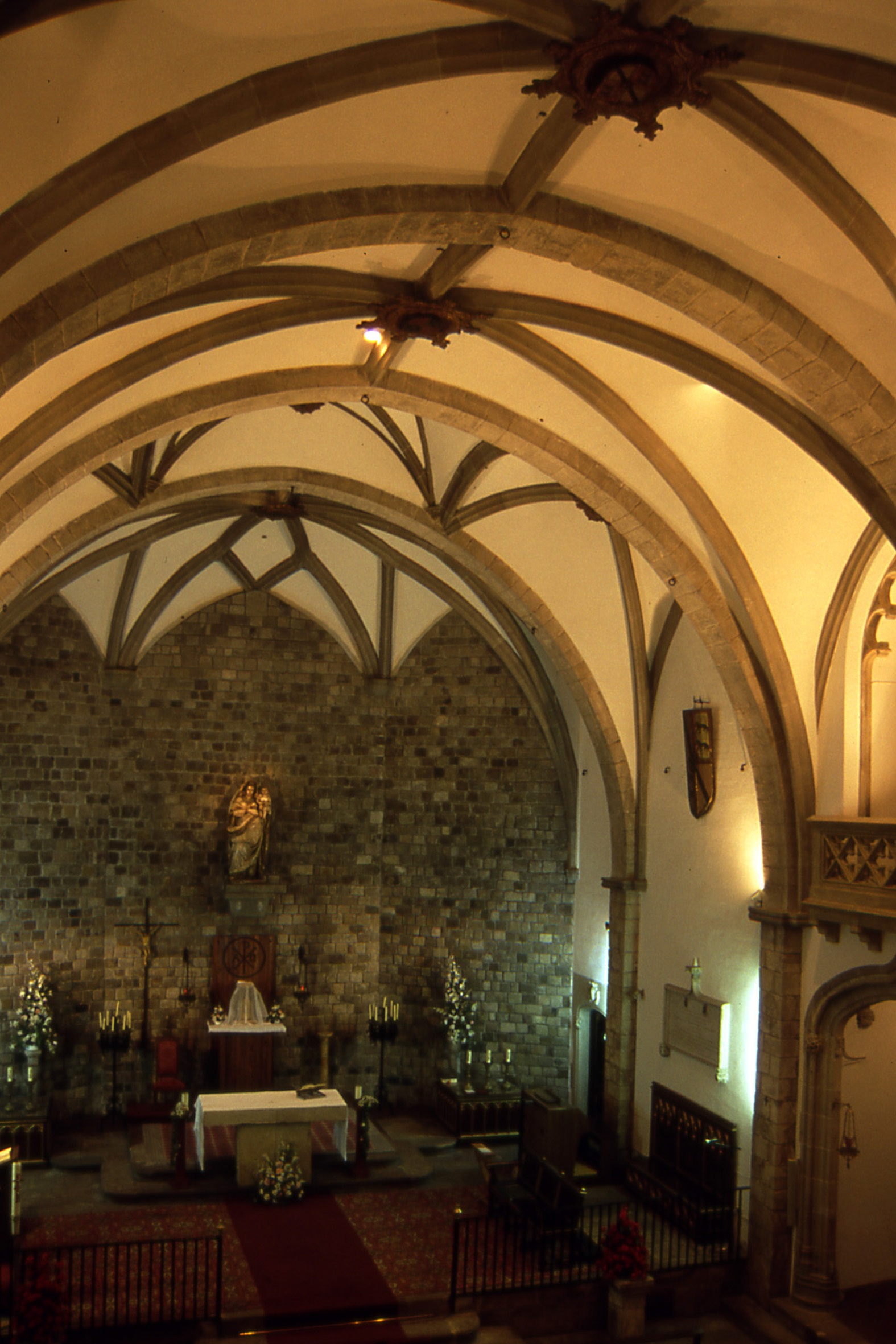
Capella del Palau a Barcelona

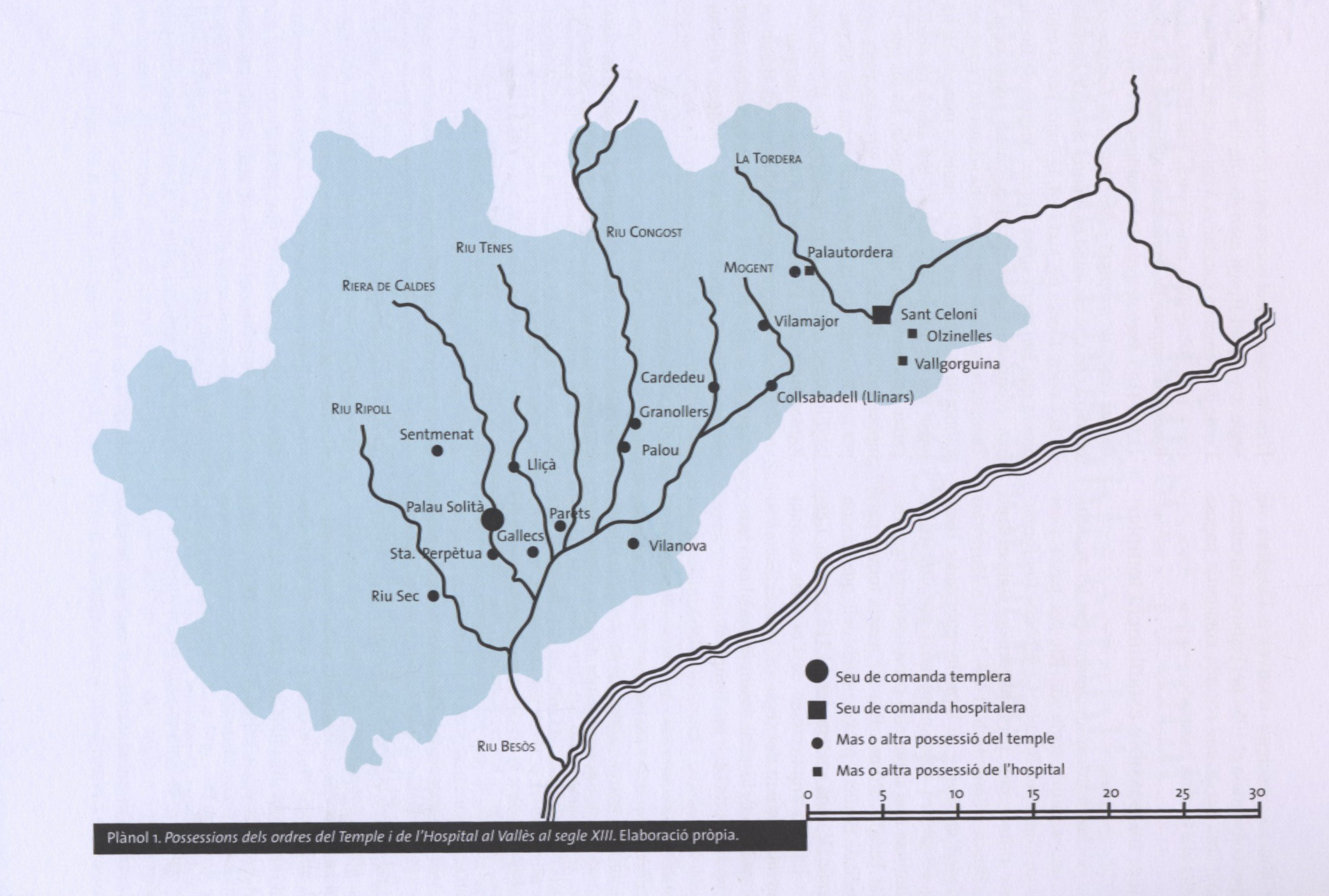
Mapa de les possessions del Temple i l'Hospital al Vallès,.

##### La casa del Vallès
La Comanda de Palau Solità, o Palau del Vallès, i la casa del Temple o comanda de Barcelona foren a efectes pràctics la mateixa cosa, és a dir una comanda bicèfala. Resulta difícil determinar la cronologia de la fundació d'una i altra casa. Miret i Sans pensava que Barcelona podia haver-ho estat al voltant del 1150, i Palau Solità, entre aquest any i el 1160. Anys després i amb més garanties, Forey opinava que la del Vallès fou establerta cap al 1140 i la de Barcelona, deu anys després. Tot i així, al darrer quart del segle xiii la seu o capitalitat es traslladà a Barcelona.
L'orde del Temple començà a rebre donacions al Vallès des dels primers moments en què establí contactes amb els comtes catalans. Segons Miret i Sans, van ser donacions molt primerenques que començaren la tercera dècada del segle xii. Darreres investigacions apunten que els templers van instal·lar a Collsabadell (Llinars del Vallès) un primer centre administratiu, el qual abandonaren poc després, en disposar d'un patrimoni entre Santa Perpètua de Mogoda i Palau-solità, lloc més idoni i menys distant de Barcelona. Aquí, a l'actual mas de Santa Magdalena del municipi de Palau-solità i Plegamans, que aleshores formava part d'un conjunt de donacions que a partir del 1136 havia anat rebent el Temple de la família Rovira. Palau del Vallès fou inicialment el centre administratiu no solament del conjunt de propietats acumulades a les terres del Vallès, el Baix Llobregat, el Penedès, el Maresme, Osona i la ciutat de Barcelona, sinó també de les que l'Orde anà rebent en bona part de la Catalunya Vella.
Les donacions que en les darreres dècades del segle xii va rebre l'orde al Berguedà, la Cerdanya, el Solsonès, el Pallars i la Noguera –principalment a les valls pirinenques i prepirinenques de la Noguera Pallaresa i del Llobregat–, foren inicialment administrades des de Palau del Vallès i des de Gardeny, mitjançant frares amb càrrec específic però itinerant (bajulus forensis). Cap al 1170 exercí aquest càrrec un tal Guillem de Solsona amb el títol de «Comanador de Solsona»; no sembla, però, que la «Comanda de Solsona» s'hagués materialitzat mai, malgrat la idoneïtat geogràfica del lloc per administrar aquelles terres septentrionals. Concretament al Pallars Jussà posseí terres de prats importants per a la ramaderia a Terrassa, Palau de Noguera, que si als primers temps s'administraren des de Palau del Vallès o Gardeny, a finals del XIII deurien passar a dependre de la comanda de Montsó.

##### La casa de Barcelona
La que havia de ser residència dels templers a la ciutat de Barcelona figura entre les primeres propietats urbanes que l'Orde adquirí a Catalunya. Des del primer moment en què establí contacte amb els comtes catalans (inici de la tercera dècada del xii) el Temple fou objecte d'importants donacions de finques rústiques i urbanes a la ciutat de Barcelona i a les comarques veïnes, sobretot al Vallès. Malgrat ésser més important la casa de Barcelona que la del Vallès, les decisions es prenien a Palau Solità (on residia el comanador); aquesta situació va durar fins a l'any 1282, en què la seu de la comanda es traslladà definitivament a Barcelona.

L'any 1134, una setmana després que en una assemblea de Pau i Treva hom determinés en quines condicions s'havia d'establir el Temple a Catalunya, es documenta la donació a l'Orde d'unes cases (amb mur, torres, pati i pou) del costat occidental de la muralla romana de Barcelona, vora el castell de Regomir, anomenades «torres d'en Gallif»a. Sembla que es tractava d'un conjunt d'edificis que, aprofitant l'angle que formava allí l'antiga muralla, havien estat ordenats al voltant d'un pati quadrangular. Aquestes torres i cases, en pocs anys, esdevindrien la residència barcelonina dels templers, coneguda a partir d'aleshores amb el nom de Palau del Temple.

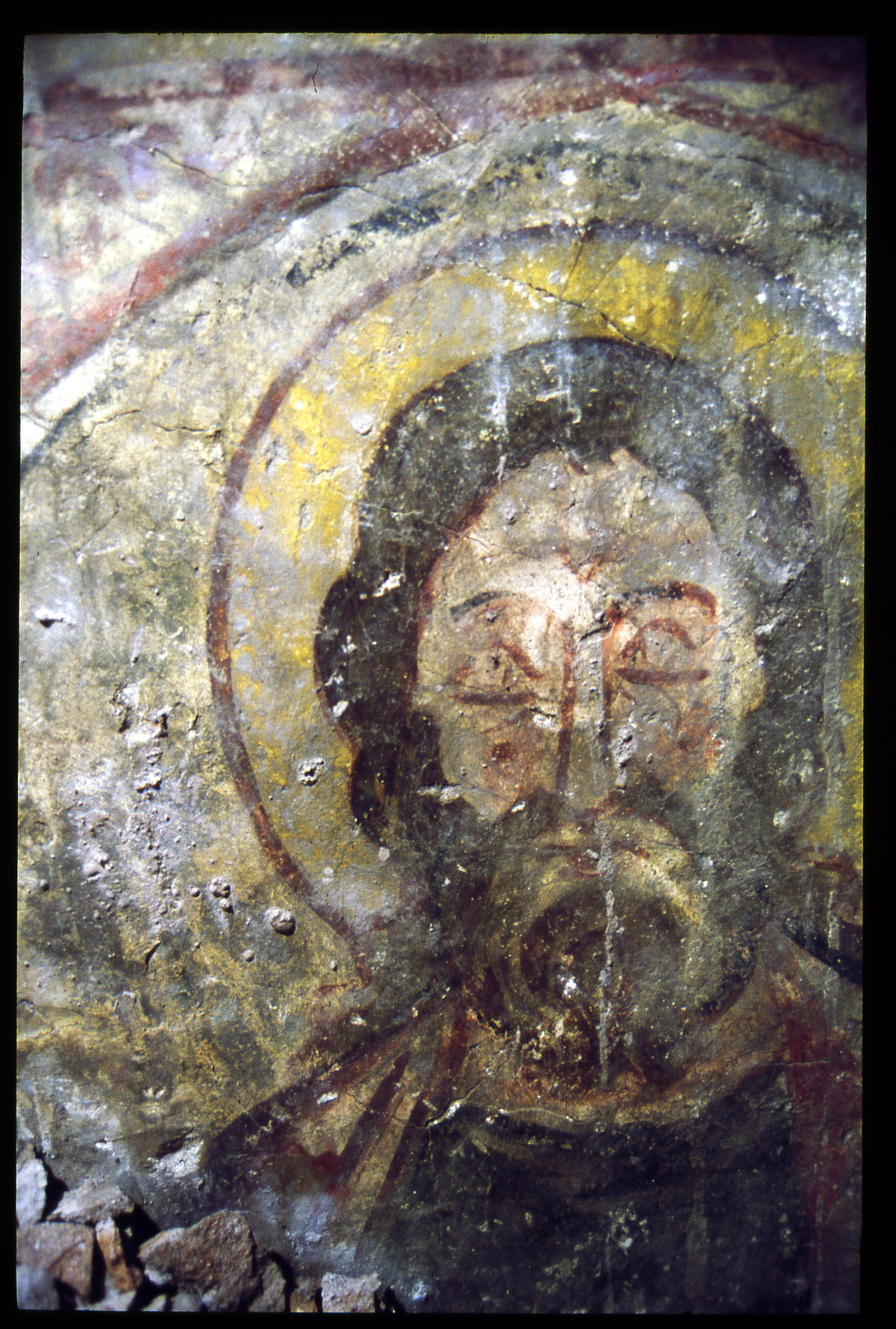
Pintura al fresc a la capella del Palau

Probablement el període més important de la casa de Barcelona fou durant el mandat del preceptor Pere Gil, el qual regí la comanda de Palau Solità-Barcelona durant un període molt llarg (1238-1250 i 1254-1258), inhabitual en l'orde del Temple. Segons la documentació coneguda d'aquest període, es pot dir que fou amb aquest comanador que la casa de Barcelona es convertí en un dels principals convents urbans de l'orde. Durant els anys 1240 i 1250, Pere Gil hi realitzà operacions mercantils, financeres, etc. a la ciutat de Barcelona. Al Palau, construí l'església, la «Sala dels Cavalls» i, probablement, altres edificis principals. La prosperitat que en aquesta etapa assolí el convent feu que, vers els anys 1280, el Palau de Barcelona suplantés la capitalitat a la casa del Vallès. Malgrat haver estat molt importants, són poques les evidències artístiques d'aquella opulència que han arribat als nostres dies, més enllà de l'església, amb les seves pintures.
L'any 1317, cinc anys després que el Temple fos abolit pel papa Climent V, el Palau, com la major part dels béns de l'orde, passà a l'orde de Sant Joan de Jerusalem. Pocs anys més tard, el 1328, mitjançant un conveni, els hospitalers cediren la casa i l'església del Temple de Barcelona al bisbe de Vic, de qui, l'any 1367, l'adquirí Pere el Cerimoniós per a la seva esposa Elionor de Sicília. A partir de 1368, l'antiga residència templera fou restaurada i ampliada per a convertir-se en Palau Reial Menor.

#### La comanda de la Joncosa (l'Alt Penedès)
Al Penedès posseí el Temple la comanda de la Joncosa a l'actual barri del Puig, del terme de Gelida. Al Temple li fou donat, l'any 1142, aquell puig (de Sant Pere) on hi organitzà la comanda, que administrà també la veïna casa de les Gunyoles, del terme d'Avinyonet del Penedès. Era una casa tipus granja, amb una munió de masos censalistes al costat; devia ser molt semblant a la Masó de Selma. La seu de la comanda s'ubicà, amb tota probabilitat, on avui hi ha la casa pairal dels Duran del Puig de Gelida. De les construccions antigues, aparentment, no en queda res; tot són edificis remodelats en temps moderns. Únicament alguns elements estructurals de la capella de Santa Magdalena de Gelida (que està situada al davant) semblen datar de l'època templera.

#### Patrimoni arquitectònic templer de les cases del sud dels Pirineus

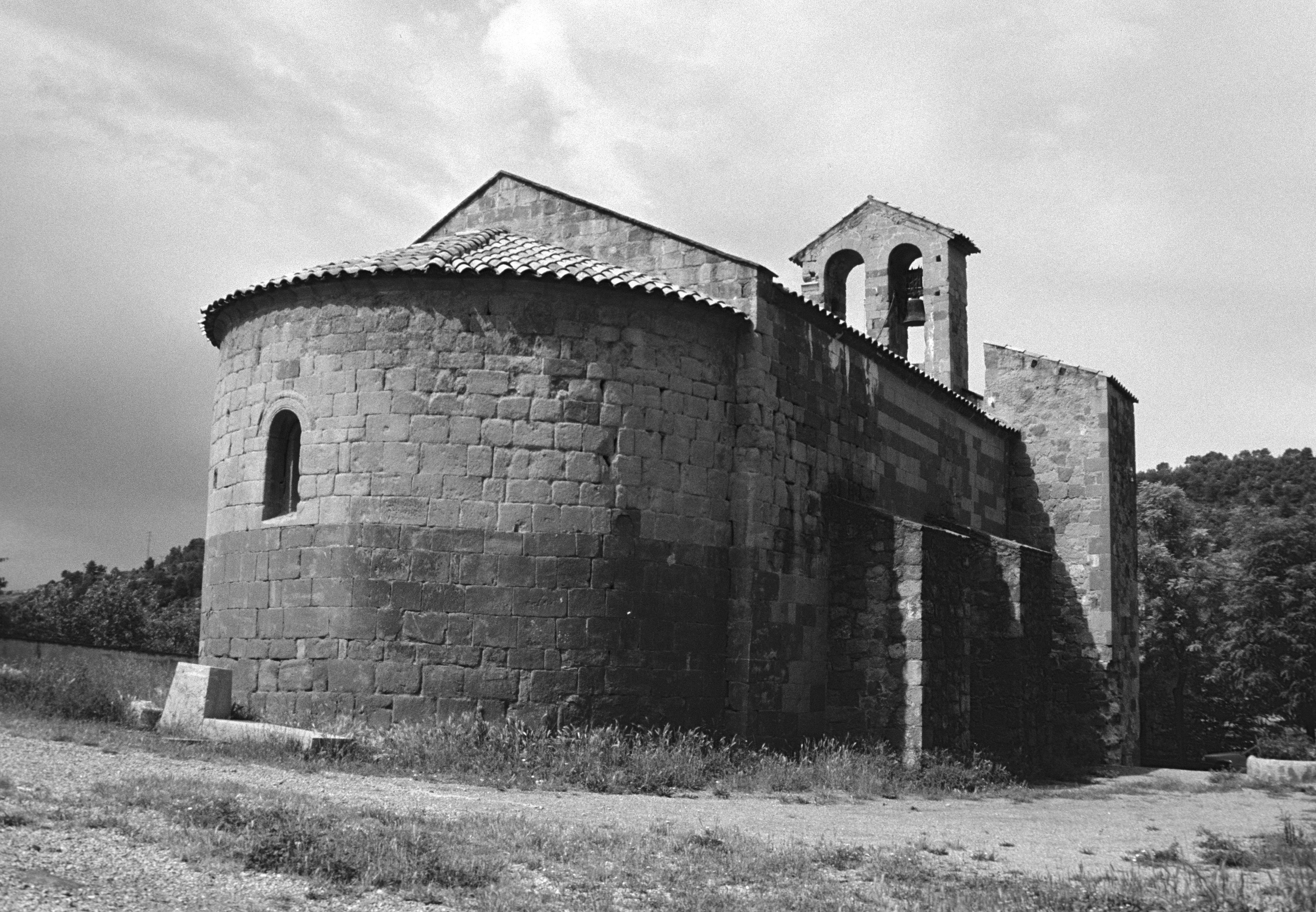
Puig-reig (Berguedà). Antiga església parroquial de Sant Martí, que fou patronatge dels templers. Any 1990.

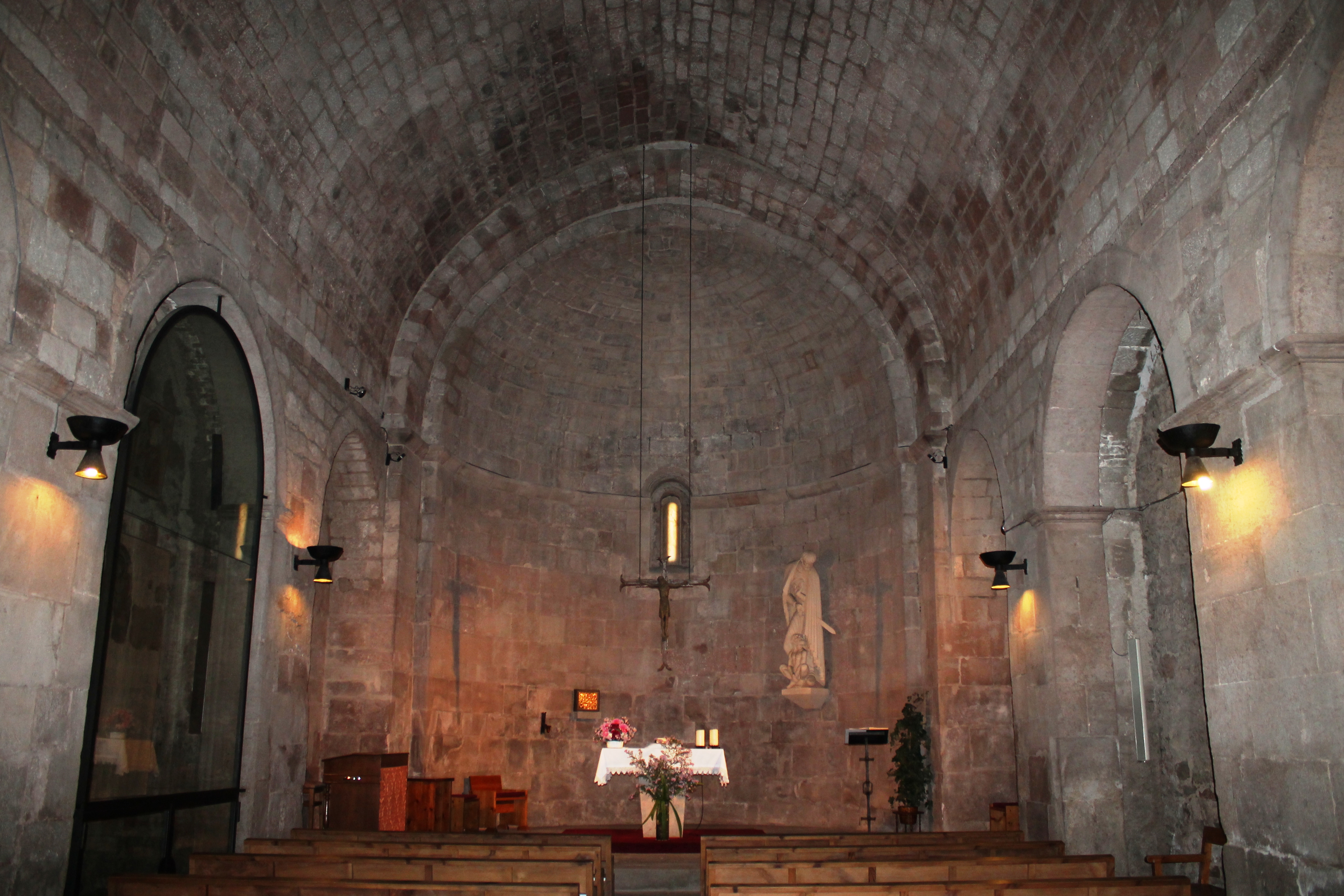
Església de St. Martí de Puig-reig

De la que fou seu de la comanda de Castelló d'Empúries, actualment només queda el topònim que evoca la presència dels templers: “el puig de la cavalleria”. La casa d'Aiguaviva, coneguda avui com ”el Temple”, és un mas de moderna construcció (XVII-XVIII), que exhibeix heràldica hospitalera a la façana i conserva estructures d'arcs diafragmàtics a l'interior, que podrien ser d'època templera. De la mateixa comanda s'ha conservat també el campanar de l'església de Santa Maria dels Madrenys, a Vilablareix, que havia estat patronatge de l'orde.
Puig-reig és la comanda del nord que guarda més patrimoni. A més del castell de Puig-reig que fou de la comanda, hi ha, al costat, l'església de Sant Martí de Puig-reig que posseí l'orde en propietat, on s'han conservat pintures al fresc de gran valor que decoraven una capella dedicada a Santa Maria. A més d'això, a l'altra riba del Llobregat, davant del castell queda la casa forta de Periques que compartí amb el castell la seu de la comanda; i el pont de Periques que unia els dos conjunts. Es conserven també les sufragànies de Sant Martí: Sant Sadurní de Fonollet, i set altres capelles sufragànies: la Mare de Déu del Roser (Puig-reig), Sant Marçal de Puig-reig, Sant Andreu de Cal Pallot, Sant Julià de Periques (avui Mare de Déu del Carme de Periques), Sant Marçal de Puig-reig, Sant Joan Degollat de Puig-reig i Sant Julià del Soler.
La comanda de Palau Solità / Barcelona ha conservar poc patrimoni arquitectònic. Al Vallès el mas de Santa Magdalena que fou seu de la Comanda i a Barcelona, encara que modificada, l'església conventual de la casa de Palau del Temple o Palau Reial Menor. I la comanda de la Joncosa, ubicada al Puig de Sant Pere de Gelida (Alt Penedès), conserva la capella de Santa Magdalena de Gelida amb estructures que podrien haver estat d'una primitiva capella templera.

### Les comandes del nord dels Pirineus
La plana del Rosselló gaudeix d'una situació geoestratègica important, car és la via principal de comunicació entre la península Ibèrica i la resta del continent. En aquestes terres, els templers foren acollits molt aviat després de la seva fundació per la petita i mitjana noblesa local. Les primeres donacions se situen cap al 1128, fins i tot uns mesos abans que el Concili de Troyes (1129). La casa que exercí el control sobre el vast territori templer que s'anà formant, la comanda del Masdéu, ja consta documentada el 1136. El Masdéu, situat al bell mig de la plana rossellonesa, en municipi de Trullars, a més de ser centre polític i econòmic del Rosselló constituïa una important comanda agrícola.
El senyoriu templer dels comtats del Rosselló pot ser considerat tan important com el senyoriu ebrenc de Ribera, amb la diferència que mentre el de l'Ebre fou de caràcter eminentment militar, el del Rosselló fou per damunt de tot agropecuari.

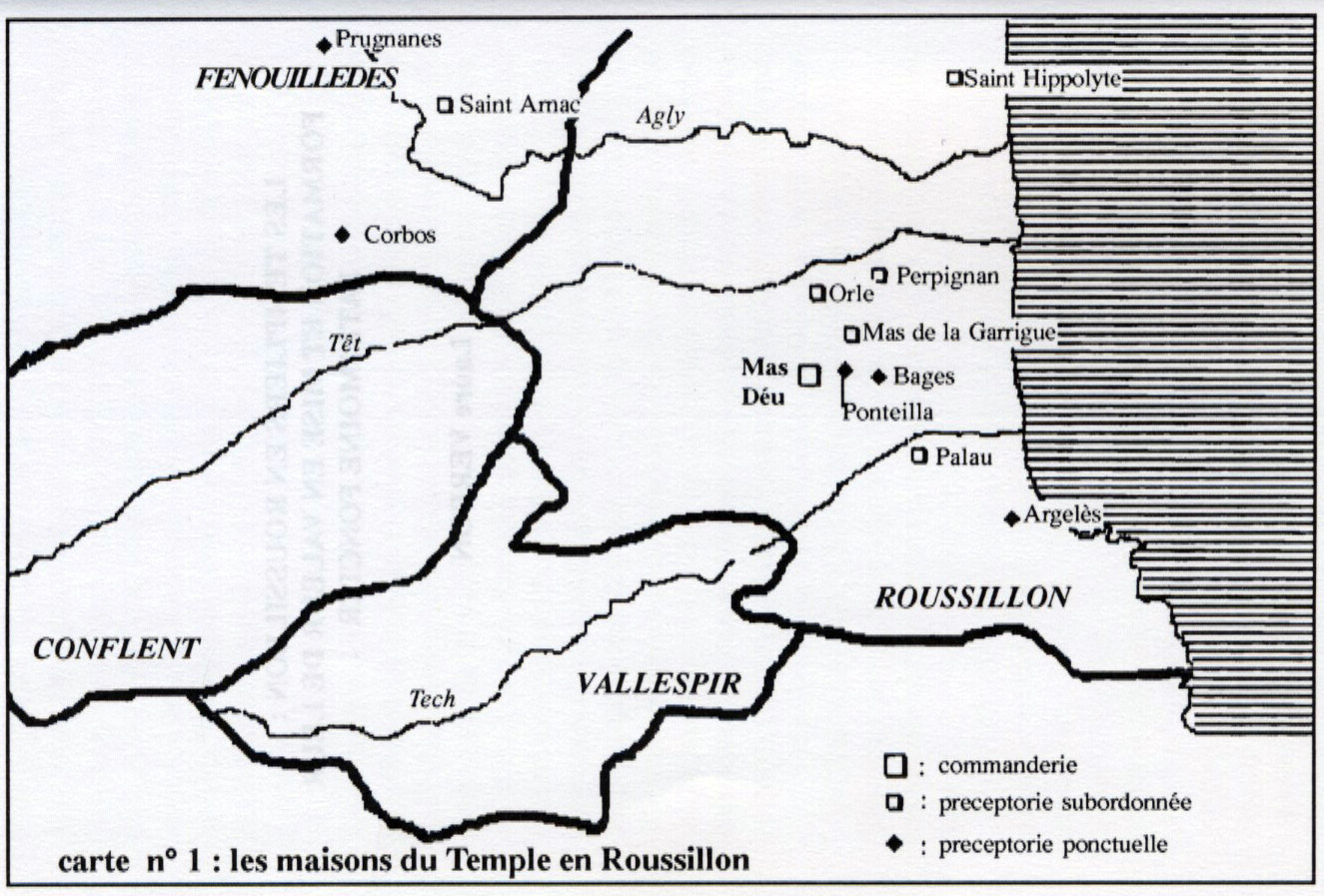
Mapa de les possessions del Temple a la Catalunya Nord, segons Laure Verdon (a VV. AA. 1998)

#### La comanda del Masdéu (Rosselló)
La seu principal i central de les possessions templeres dels comtats del Rosselló fou la comanda del Masdéu. Totes les possessions del Temple en aquest territori s'organitzaren al voltant d'aquesta casa, situada a la plana del Rosselló, en l'actual municipi de Trullars. Allí es concentrà la major part del seu patrimoni en aquelles terres. Fundada l'any 1136 havia rebut importants donacions a Banyuls, a Santa Maria de Brullà, a Nils i a Vilamulaca. Tréton qualifica els primers comanadors, que apareixen documentats a partir de 1132 i fins a 1160, d'”administradors al Rosselló”. Eren personatges que des del Masdéu tenen cura de l'administració de tot el patrimoni rossellonès. A partir de 1160 seran anomenats ja “comanadors del Masdéu”. El primer que figura amb nom d'administrador és Pere Bernat de Perpinyà (1132-1141) i el primer amb el nom de “comanador del Masdéu”, Hug Ramon (1161-1162).

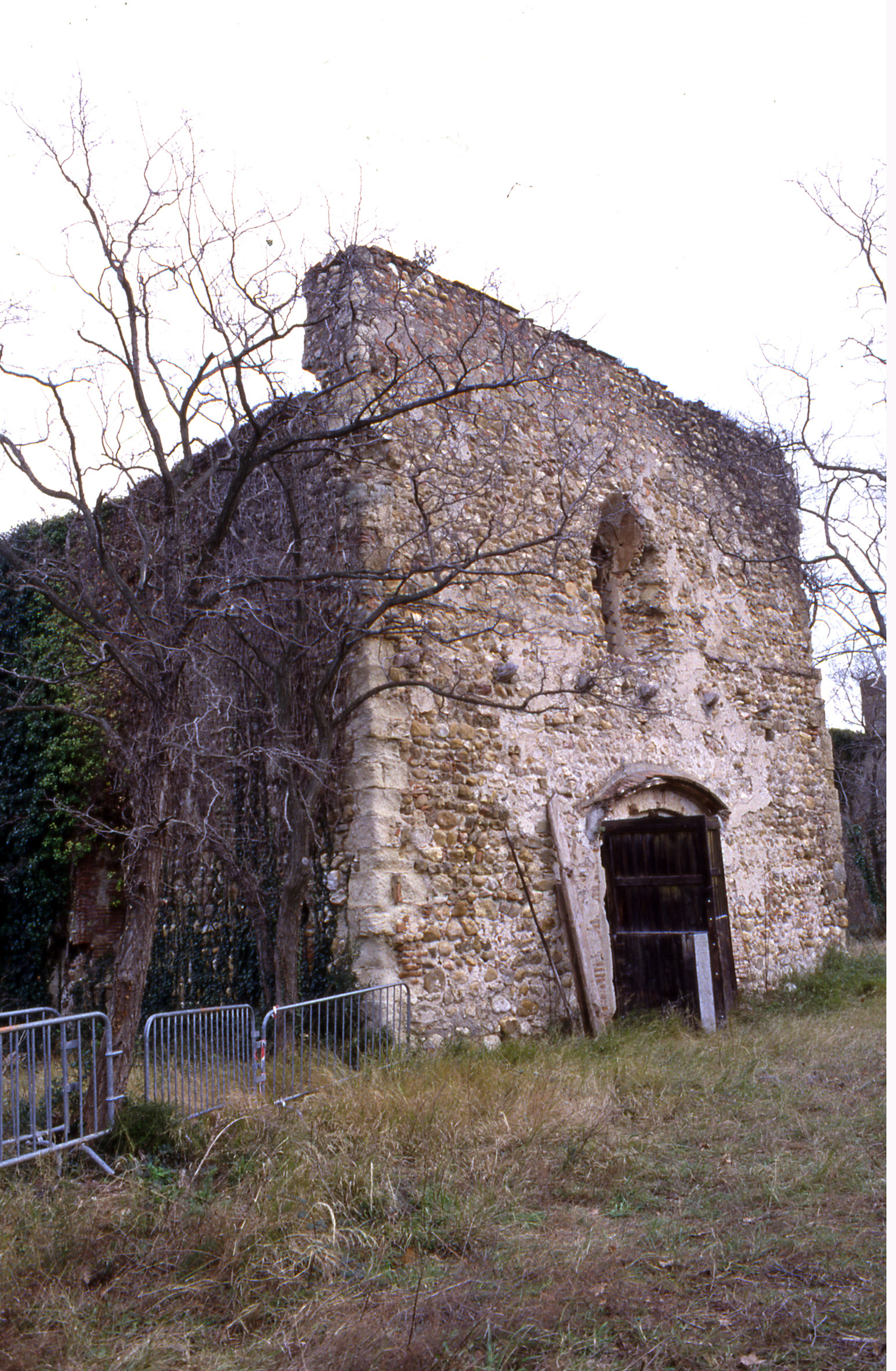
El Masdéu (Rosselló). Capella convenventual. Any 2007.

A partir de les últimes dècades del segle xii i durant el segle xiii, a fi d'afrontar el considerable creixement, els templers fundaren diverses sotscomandes, amb la finalitat de facilitar i millorar la gestió del seu patrimoni que comprenia possessions allunyades a més de seixanta quilòmetres del Masdéu. La direcció d'aquests centres era confiada a comanadors sergents sota l'autoritat del comanador del Masdéu. En total foren deu les cases que formaren la denominada “batllia del Masdéu”: Palau del Vidre (1187), el Mas de la Garriga ((1197), Perpinyà (1209), Centernac (1214), Sant Hipòlit de la Salanca (1216), Bages (1227), Corbós (1261), Orla (1264), Prunyanes (1268) i Argelers (1273). Bages i Argelers sembla que foren efímeres, ja que són documentades una sola vegada.
La importància dels llocs no era la mateixa: hi ha una bona diferència entre la granja fortalesa del Masdéu o les activitats polítiques i econòmiques de la casa de Perpinyà, i les granges rurals del Mas de la Garriga o les petites explotacions de Centernac i Corbós de la Fenolleda. El Masdéu, centre d'aquests amplis dominis, funcionà com una supracomanda administrativa; Perpinyà fou el centre polític i econòmic del Temple rossellonès.

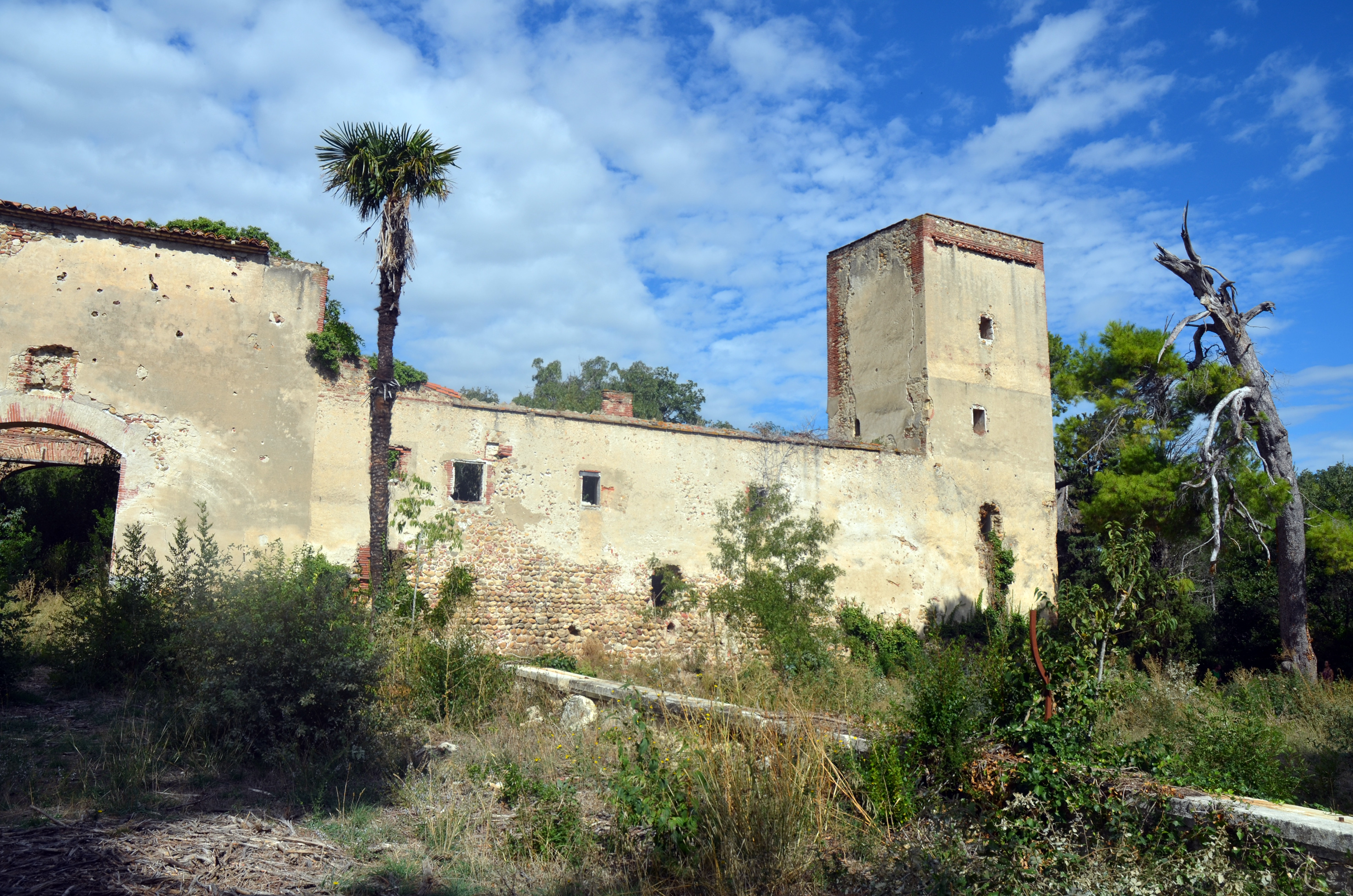
El Masdéu (Rosselló). Muralla sud. Any 2007.

En temps de Jaume I es definí la jurisdicció dels templers dins del Rosselló. A més de certs privilegis de protecció, el 1271 obtingueren la jurisdicció civil i criminal de Terrats, Sant Hipòlit, Orla i Nils.
La plana central del Rosselló d'aleshores era una regió insalubre plena d'aiguamolls. Mitjançant una important obra de drenatges, els templers assecaren els estanys i els convertiren en terres òptimes per a l'agricultura. Els estanys de Caraig (Pontellà), Sabadell (Nils), Bages i Bajoles (Bages), foren obra seva. Totes aquestes obres es van fer entre 1180 i 1190. Una altra activitat econòmica foren els molins fariners i drapers; n'hi havia a Perpinyà, a Malloles.
Al voltant del Masdéu, adquiriren per compra o per donació béns a Paçà a Forques i a Llupià. El senyoriu més important d'aquesta zona fou Terrats, vila de ple domini templer. Al sud tenien terres a Vilamulaca, Candell, Trullars, Tresserra i Banyuls dels Aspres; a l'est, Brullà, Hortafà i Bages formaven un nucli important i compacte. Sovint els mansus s'estenien tot al llarg d'aquestes tres localitats.
A Brullà i Hortafà les donacions començaren el 1132 i es consolidaren a finals del segle. D'aquest grup, el nucli més important fou el de Bages. El senyoriu augmentà durant el darrer terç del segle XII: el 1191 reberen la meitat de l'estany de Bages i cap al 1200 compraren una cinquantena de trossos en aquest territori.	
A migdia del riu Rard o Reart, a les possessions de la plana, posseïren Nils, vila que fou senyorejada totalment pel Temple. A prop de Nils, els dominis templers arribaren fins a Pontellà i l'estany de Caraig, on compraren honors i establiren homes. A Pollestres reberen l'alou de Gombau de Malloles i hi posseïren camps. També es documenten unes terres a Cànoes i altres dominis importants a Toluges.
A la zona central del Masdéu, reberen donacions a Vilamulaca el 1133. Les compres i donacions se succeïren durant el segle xii i començaments del xiii. Amb el desig d'agrupar les seves possessions, el 1273 adquiriren el monestir de Sant Salvador de Cirà, que depenia de Sant Salvador de Breda, amb tots els seus dominis (comprenia els masos de Toluges, Cànoes, Banyuls, Trullars, la capella de Sant Miquel de Candell, l'església de Sant Salvador de Candell, molins, terres, censos...).

#### La sotscomanda de Perpinyà (Rosselló)
La sotscomanda o comanda de Perpinyà fou la principal de les sotscomandes de la batllia del Masdéu i va compartir amb el Masdéu la capitalitat del Temple rossellonès pel que feia a les relacions polítiques i comercials. A Perpinyà és on les activitats comercials (establiment de botigues, obradors, molins) i polítiques (relacions amb la Corona) van tenir el centre neuràlgic.
Tot i que no es troba documentat un preceptor de Perpinyà fins al 1209, el 1172 havien rebut els forns i els drets de peses i mesures de la vila. D'aleshores ençà van començar a adquirir propietats al seu voltant: vinyes, masos, molins al riu Bassa i prop de la porta de Malloles (a l'actual Bassa i a la plaça del Pont d'en Bastit), obradors, de manera que formaren un conjunt compacte de possessions d'una gran importància.
Cap a finals del segle xii començaren a comprar –de vegades a preus exorbitants– terrenys a prop de Perpinyà, entre les seves possessions i Sant Martí. Sembla que al començament les adquisicions anaven orientades cap a l'explotació agrícola, però ben aviat, a partir del 1230, aquestes terres es dedicaren a una altra activitat econòmica: l'especulació urbanística. Els templers aprofitaren un moment en què Perpinyà havia experimentat un augment de població i realitzaren el negoci urbanístic que el necessari eixamplament de la ciutat els oferia: crearen el nou barri de Sant Francesc. En aquest negoci, a més de cobrar pels terrenys que establien per construir cases, cobraven censos de les mateixes cases o d'altres que cedien en emfiteusi o acapte. Tot plegat resultava una font d'ingressos important, ja que, com a mínim, en aquest indret es podien comptar una cinquantena de cases llogades. Aquesta activitat immobiliària és molt semblant una mica anterior i probablement de més envergadura que la que els mateixos templers van dur a terme a les diverses ciutats de la Corona on van tenir una presència notable: Barcelona (barri de Palau), Tortosa (barri de Santa Clara), Osca (barri del Temple)...
En el moment en què la vila es convertí en capital del regne de Mallorca, al darrer quart del segle xiii, l'Orde del Temple va tenir un paper molt rellevant en els afers polítics i econòmics del nou reialme. Amb Jaume II, l'Orde no solament continuà i culminà els seus negocis d'especulació urbanística a la ciutat, sinó que planificà l'ordenament agrari del Rosselló. En aquells anys, mentre es construïa el palau reial, la fortalesa del Temple custodià el tresor i l'arxiu reial. En aquells anys el comanador de Perpinyà, era el sergent Jaume d'Ollers, que ostentà el càrrec de procurador reial, que és com dir «ministre d'Hisenda».

#### La sotscomanda del mas de la Garriga (Rosselló)
Creada a mitjan segle xii, el mas de la Garriga fou la primera comanda del Rosselló després del Masdéu. Estava situada a uns 9 km al sud de Perpinyà i comprenia els dominis de Fontcoberta i el mas de la Garriga, entre el riu Rard i els territoris de Malloles, Pollestres i Vilanova de la Raó. Un document de 1323, diu que era un “mansus cum muris, turribus, domibus et patuis ejus circuitur fortitudire vallium et fossatarum”; és a dir que estava molt fortificat amb torres i fossat, com ho devia ser el del Masdéu. Tanmateix, era de caràcter estrictament rural, i tenia una capella dedicada a Santa Maria. No se n'ha conservat res.

#### La sotscomanda d'Orla (Rosselló)

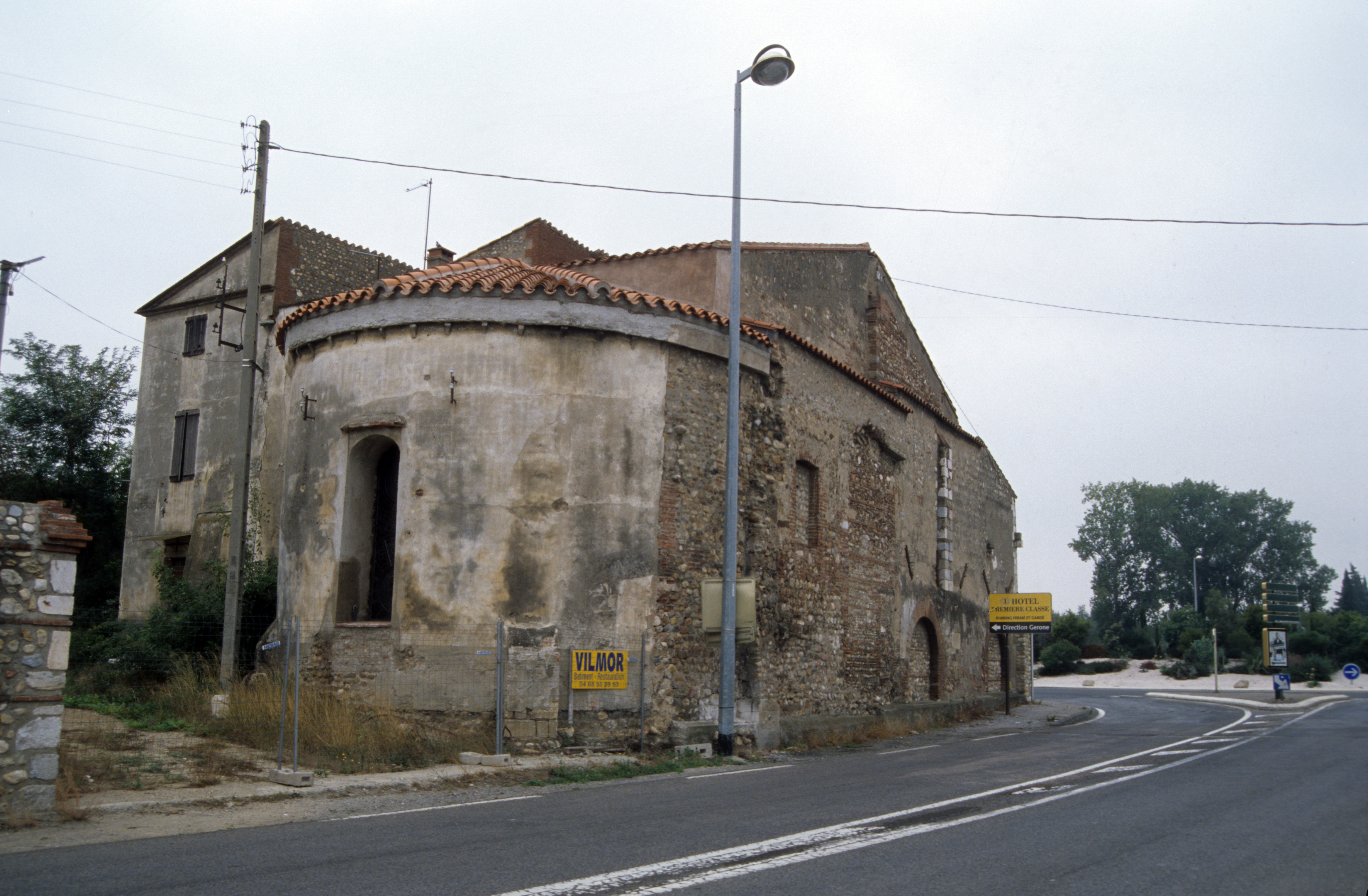
Orla (Perpinyà, Rosselló). Capella de la sotscomanda. Any 2007.

L'inici de la implantació templera a Orla es remunta a l'any 1190, amb l'adquisició del mas d'Arnau de na Lis, subsegüent al llegat testamentari de Berenguer d'Orla. Situada també ben a prop de Perpinyà, Orla fou una sotscomanda de creació tardana. El primer preceptor conegut fou Pere de Cànoes el 1264. Tenia un important domini agrícola de cereals que conreaven en règim de dominicatura. Els templers van comprar la senyoria del castrum i villa d'Orla l'any 1271, per una considerable quantitat de diner: 22,500 sous moneda de barcelona.

#### La sotscomanda de Palau del Vidre (Rosselló)
La zona que comprenia el territori de Palau del Vidre s'estenia al sud del Masdéu per la banda de la costa. Els templers hi posseïren béns des del 1144 a Vallbona i Alenyà. Més tard es documenten diferents donacions i compres a Tesà, Palol i sobretot a Tatzó. Fou tan important territorialment aquest sector, que el comanador del Masdéu decidí administrar-lo com una sotscomanda. El primer comanador documentat és del 1187.
Les propietats més importants d'aquesta regió se centraven a la vila de Palau, on el Temple tingué possessions des del 1170 a causa del testament de Bernard de la Roca. Dos anys més tard, Girard, comte del Rosselló, deixà al Temple el castell i la vila de Palau, amb tot allò que hi posseïa. Els anys següents, el Temple rebé donacions més modestes i va fer petites compres.
Com en altres indrets del Rosselló (Perpinyà, Cotlliure, Sant Hipòlit), els templers van tenir cases a la vila de Palau i van establir «patis» per construir. El 1246 reberen el monopoli dels forns. Des de Palau s'administraven també les possessions templeres de la vila marinera de Cotlliure.

#### La sotscomanda de Sant Hipòlit de la Salanca (Rosselló)
A la regió de la Salanca, les possessions del Masdéu foren força importants, principalment a la vila de Sant Hipòlit i a la seva rodalia.

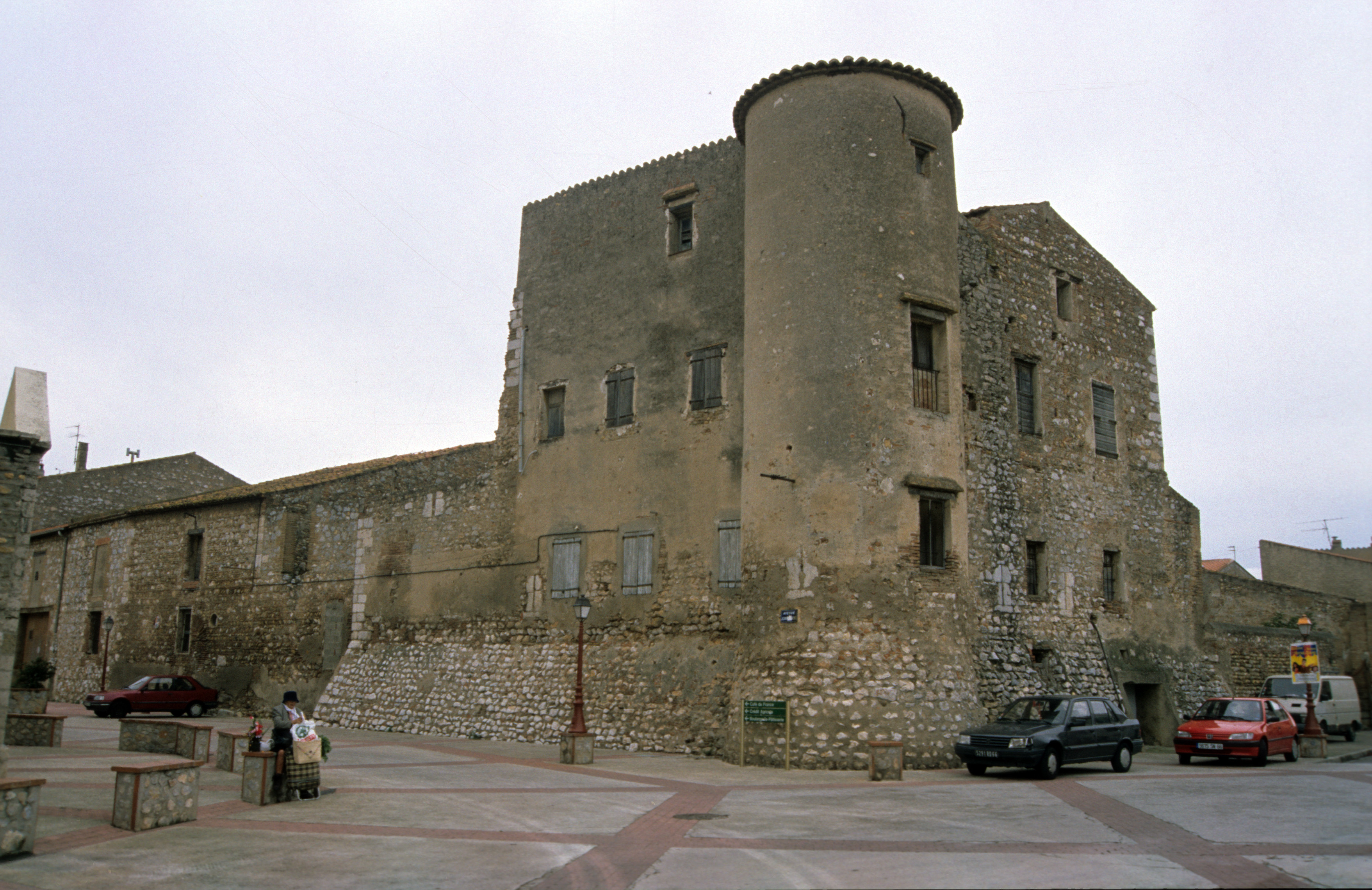
Sant Hipòlit de la Salanca (Rosselló). Castell templer. Any 2007.

El 1136, els templers reberen drets sobre l'explotació de les salines de Torrelles, i el 1211, un quart del delme del peix d'aqueixa vila, de Salses i de Barcarès. També posseïren altres béns a Garrius i a Sant Llorenç de la Salanca, però eren terres disseminades i de poca importància. El Temple va tenir drets sobre Sant Hipòlit a partir del 1207. Dins de la línia de la seva política de concentració, començà a introduir-s'hi mitjançant una sèrie de donacions i compres.
A partir de la segona dècada del segle del XIII van anar rebent donacions importants (de Ponç de Vernet, de Jausbert de Pesillà) i adquirint-ne d'altres (l'any 1225, Pere de Puig Ultrer els vengué el seu honor de Sant Hipòlit); més endavant obtenien el domini sobre el castell en franc alou. Finalment el 1264, el Temple aconseguiria la total senyoria sobre el lloc. Des de Sant Hipòlit s'administrà Malpàs (Bompàs), lloc estratègic important que controlava el pas sobre el riu Tet.

#### Les sotscomandes de Corbós, Centernac i Prunyanes (Fenolleda)
El 1136, en els anys en què es constituí la casa del Masdéu, els templers reberen donacions importants a Centernac i la seva rodalia (a Borrat i a Sant Esteve de Derc). El mateix any, a Prunyanes, en aquest cas per part del vescomte Bernat Berenguer, de Tatzó. Entre 1141 i 1173 el vescomte de la Fenolleda i altres senyors del territori feren una sèrie de donacions als termes Corbós, Sornià, Rebollet, Pesillà de Conflent i Prunyanes. Els templers estratègicament ampliaren llur presència a la regió mitjançant compres, sobretot a Corbós, a Centernac i a Prunyanes.
Un altre grup de possessions templeres s'estengué a l'entorn de Corbós; el 1141, el vescomte Udalgar donà a Pere de Rovira, mestre provincial del Temple, els seus drets sobre una família de Corbós. Un any més tard, els templers reberen un delme a Corbós i un altre a Sornià. Durant la segona meitat del s. XII, el castrum de Centernac esdevindria feu del Temple; és a dir l'orde n'assoliria la plena senyoria. Altres possessions en aquesta regió foren un bosc al sud de la carretera d'Arçà a Plalhobí i honors a Sant Esteve de Rebollet i Santa Eugènia d'Echós.

Corbós, Centernac i Prunyanes foren tres sotscomandes que administraren les propietats templeres de la Fenolleda (Llenguadoc). Cap d'aquestes cases era un mas sinó una població, amb castrum en el cas de Centernac i Prunyanes. Malgrat documentar-hi preceptors, l'escassa importància dels llocs no sembla que justifiqui l'existència de tres sotscomandes. La seva economia es basava principalment en la cria i engreixament de bestiar, encara que també posseïren alguns molins bladers. Actualment Corbós forma part del municipi de Sornià. En un indret estratègic al cim d'unes roques, queden vestigis del segle xi del que fou el castell de Corbós.

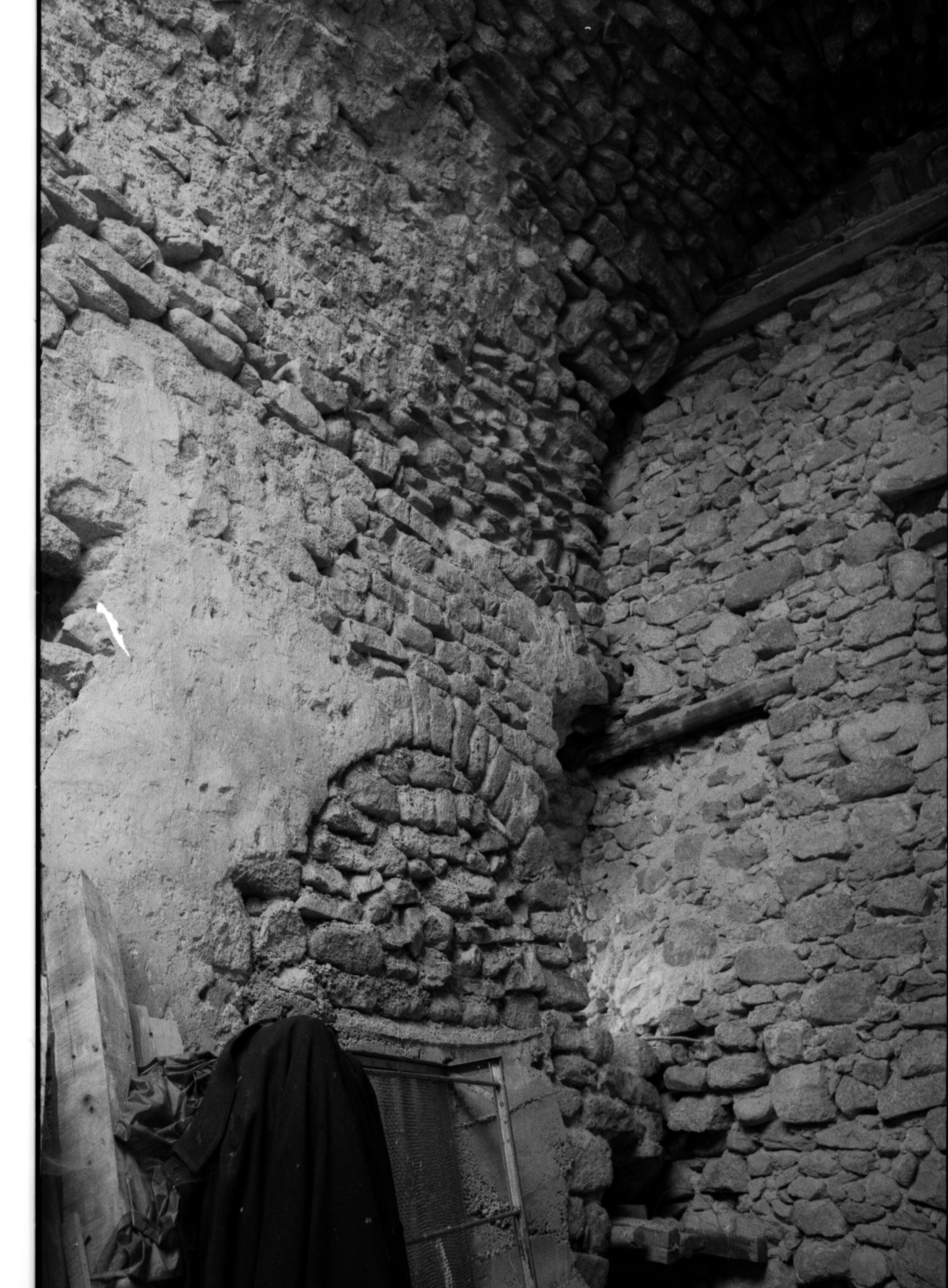
Mas Corbós (Fenolleda-Occitània). Restes d'una possible capella de la sotscomanda templera. 1989.

#### Patrimoni arquitectònic templer del nord dels Pirineus

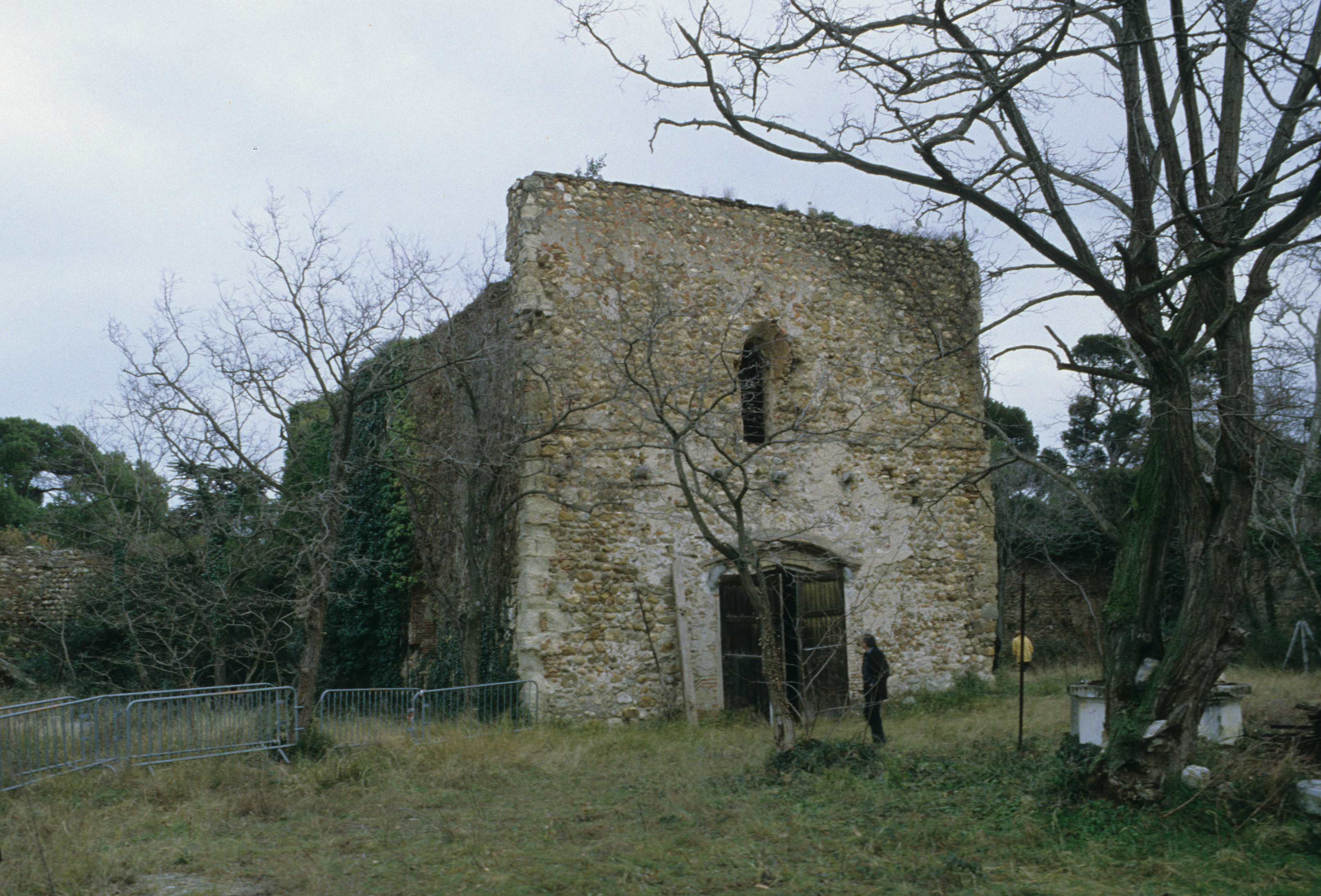
El Masdéu (Rosselló). Església conventual de la comanda del Masdéu. Estat en què quedà després del bombardeig de 1944. Any 1998.

La principal construcció dels templers als comtats del Rosselló fou sense cap dubte la casa fortificada del Masdéu, seu de la comanda principal. Dissortadament fou bombardejada els darrers dies de la Segona Guerra Mundial, el 19 d'agost de 1944, per l'exèrcit alemany. Quedà molt destruïda, només resistí la capella conventual i part del recinte murallat.
La seu de la comanda de Perpinyà va desaparèixer totalment a finals del segle XIX; tanmateix, la ciutat conserva el traçat hipodàmic del barri de Sant Francesc o Sant Mateu que fou urbanitzat pel comanador del Masdéu; i potser l'església de Santa Maria dels Àngels, que hauria servit aquest barri. Es conserven les esglésies parroquials de Nils  i de Terrats que foren pobles senyorejats pel Temple. La vila fortificada de Sant Hipòlit de la Salanca amb el castell que fou seu de la sotscomanda. La capella de la també sotscomanda d'Orla (Perpinyà) i probablement la capella de la sotscomanda de Corbós.